# Liste der Biografien/Webe
Liste der Biografien |
Portal Biografien |
Personensuche
# |
A |
B |
C |
D |
E |
F |
G |
H |
I |
J |
K |
L |
M |
N |
O |
P |
Q |
R |
S |
T |
U |
V |
W |
X |
Y |
Z |
?
 
Wa |
Wc |
Wd |
We |
Wh |
Wi |
Wj |
Wl |
Wn |
Wo |
Wr |
Ws |
Wt |
Wu |
Ww |
Wy |
Wz
 
Wea |
Web |
Wec |
Wed |
Wee |
Wef |
Weg |
Weh |
Wei |
Wej |
Wek |
Wel |
Wem |
Wen |
Weo |
Wep |
Wer |
Wes |
Wet |
Weu |
Wev |
Wew |
Wex |
Wey |
Wez
 
Webb |
Webe |
Webh |
Webi |
Webl |
Webn |
Webo |
Webs
Die Liste der Biografien führt alle Personen auf, die in der deutschsprachigen Wikipedia einen Artikel haben. Dieses ist eine Teilliste mit 1108 Einträgen von Personen, deren Namen mit den Buchstaben „Webe“ beginnt.

## Webe

### Webel
- Webel, Richard K. (1900–2000), US-amerikanischer Landschaftsarchitekt
- Webel, Rudi (* 1939), deutscher Fußballspieler
- Webel, Thomas (* 1954), deutscher Politiker (CDU), MdLThomas Webel (* 1954)

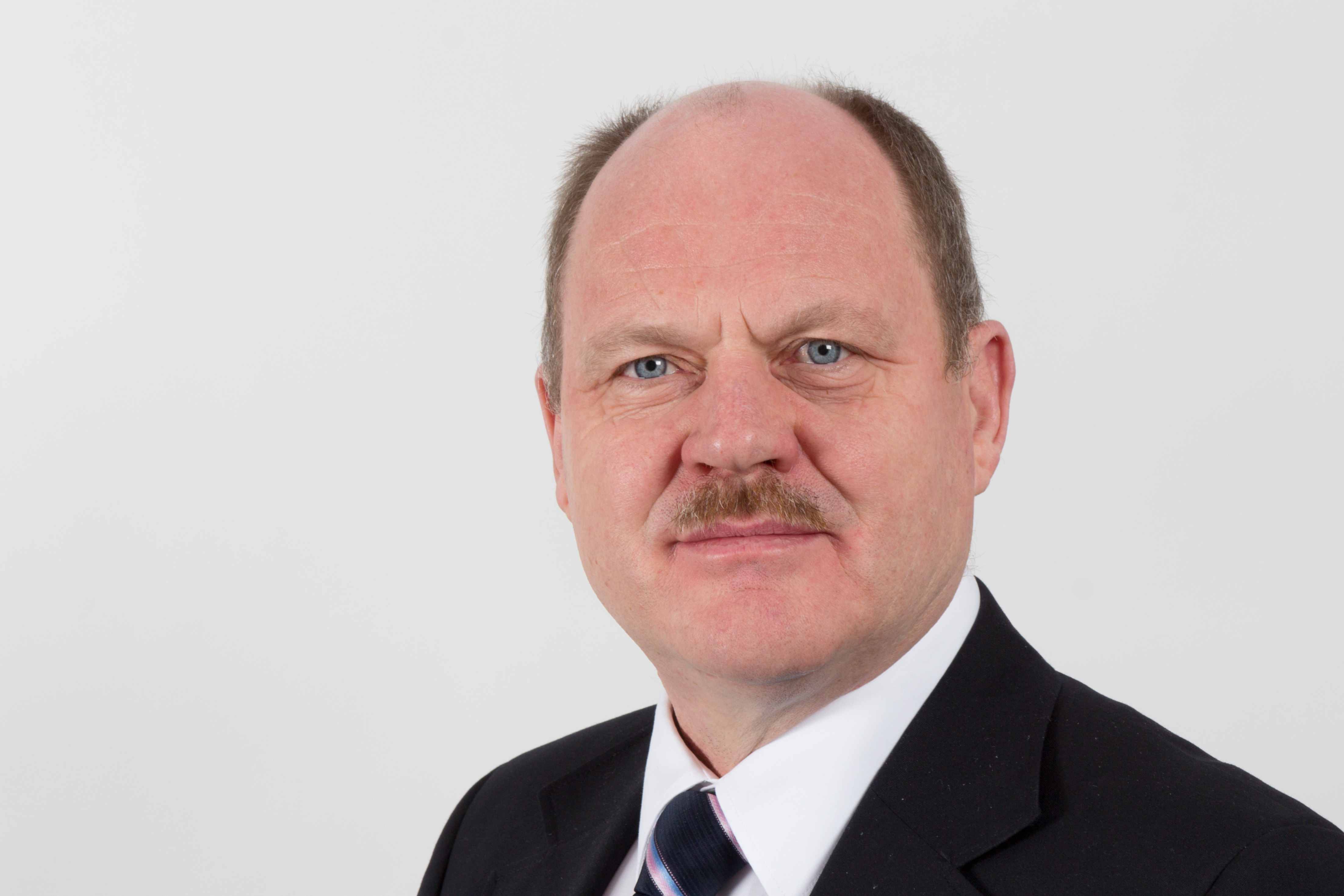
Thomas Webel (* 1954)

- Webelhorst-Zimmermann, Melanie (1895–1959), Schweizer Schauspielerin und Synchronsprecherin
- Webeling, Pieter (* 1965), niederländischer Journalist und Autor
- Webels, Wilhelm (1896–1972), deutscher Arzt, Maler und Bildhauer

### Weben
- Webenau, Julie Weber von (1813–1887), deutsche Pianistin und Komponistin
- Webenau, Vilma von (1875–1953), österreichische Komponistin
- Webenau, Wolfgang von (* 1970), deutscher Musikproduzent und Komponist
- Webensenu, Königssohn

### Weber

#### Weber D
- Weber de Kurlat, Frida (1914–1981), argentinische Hispanistin

#### Weber F
- Weber Furlong, Wilhelmina (1878–1962), deutsch-amerikanische Malerin

#### Weber V
- Weber von Ebenhof, Ferdinand (1819–1893), böhmischer Mediziner, Geburtshelfer und Hochschullehrer
- Weber von Ebenhof, Philipp (1818–1900), österreichischer Beamter und Politiker
- Weber von Ebenhof, Wenzel (1781–1865), böhmischer Verwaltungsjurist
- Weber von Webenau, Viktor (1861–1932), österreichisch-ungarischer General der Infanterie

#### Weber, A – Weber, Y

##### Weber, A
- Weber, A. Paul (1893–1980), deutscher Lithograf, Zeichner und MalerA. Paul Weber (1893–1980)

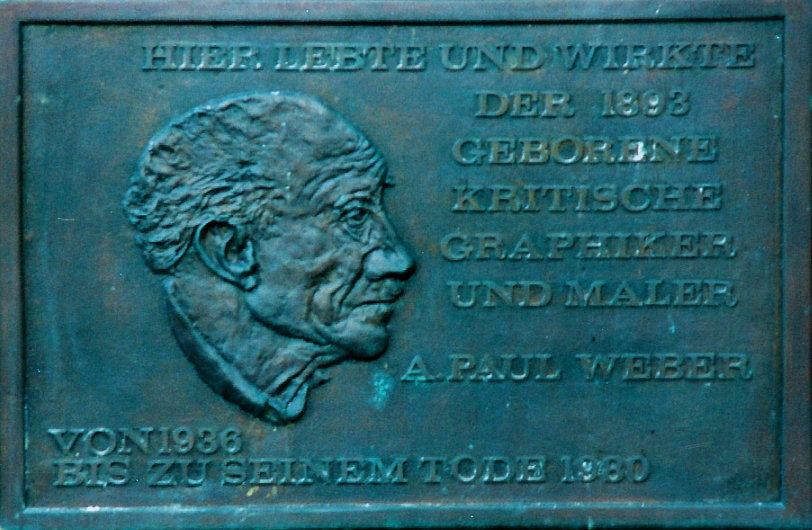
A. Paul Weber (1893–1980)

- Weber, Achim (* 1969), deutscher Fußballspieler
- Weber, Adalbert (1817–1864), Bürgermeister und Mitglied der kurhessischen Ständeversammlung
- Weber, Adna Ferrin (1870–1968), US-amerikanischer Statistiker und Ökonom
- Weber, Adolf (1876–1963), deutscher Nationalökonom und Hochschullehrer
- Weber, Adolph (1819–1893), deutscher Rechtsanwalt und Politiker
- Weber, Adolph (* 1875), deutscher Kunstturner
- Weber, Adolph Dietrich (1753–1817), deutscher Rechtswissenschaftler und Hochschullehrer
- Weber, Agnes (* 1951), Schweizer Politikerin
- Weber, Alain (1930–2019), französischer Komponist
- Weber, Albert (1828–1879), deutschamerikanischer Klavierhersteller
- Weber, Albert (1883–1957), Schweizer Lehrer und Dialektologe
- Weber, Albert (1888–1940), deutscher Fußballspieler
- Weber, Albert (1919–2008), deutscher Politiker (SPD), MdL
- Weber, Albrecht (1825–1901), deutscher Sanskritist und Historiker
- Weber, Albrecht (* 1945), deutscher Rechtswissenschaftler
- Weber, Aleks (1961–1994), Schweizer Maler und Zeichner
- Weber, Alexander (* 1937), deutscher Psychologe
- Weber, Alexander (* 1978), deutsch-argentinischer Säbelfechter
- Weber, Alexander Otto (1868–1939), deutscher Schriftsteller
- Weber, Alexander von (1825–1844), deutscher Maler
- Weber, Alexis (1862–1942), Landtagsabgeordneter
- Weber, Alfons (1904–1984), deutsch-südwestafrikanischer Zahnmediziner und Mäzen in Swakopmund
- Weber, Alfons (1915–1994), deutscher Arzt und Alternativmediziner
- Weber, Alfred (1811–1885), deutscher Unternehmer und Politiker, MdL
- Weber, Alfred (1868–1958), deutscher Soziologe, Nationalökonom und HochschullehrerAlfred Weber (1868–1958)

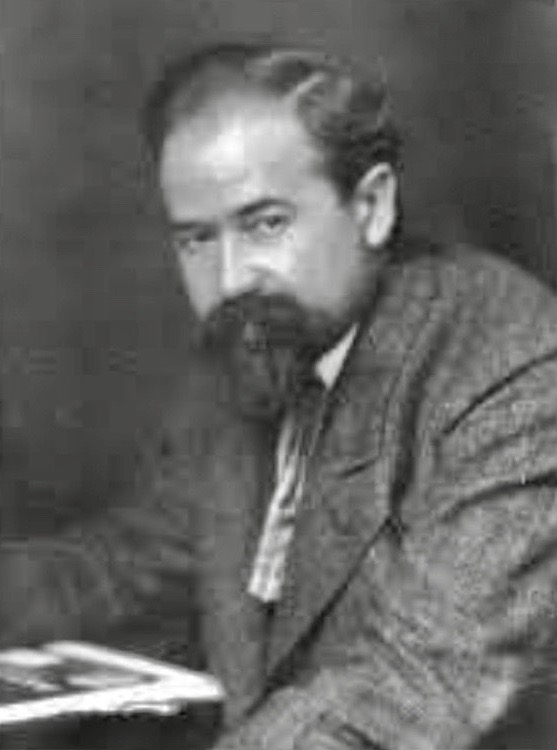
Alfred Weber (1868–1958)

- Weber, Alfred (1923–2015), Schweizer Politiker (FDP)
- Weber, Alfred (1925–2006), deutscher Amerikanist, Literatur- und Filmwissenschaftler
- Weber, Alfred Remigius (1913–2006), Schweizer Bankmanager und Lokalhistoriker
- Weber, Alois (1903–1976), deutscher Offizier, zuletzt Generalmajor im Zweiten Weltkrieg
- Weber, Alois Werner von (1703–1792), Schweizer Politiker und Offizier
- Weber, Alwin (1857–1919), Schweizer Industrieller und Politiker
- Weber, André-Paul (1927–2016), elsässischer Lokalpolitiker, Unternehmenschef und Schriftsteller
- Weber, Andrea (* 1965), österreichische Wirtschaftswissenschaftlerin
- Weber, Andreas (1718–1781), deutscher Philosoph und lutherischer Theologe
- Weber, Andreas (1764–1839), deutscher Landwirt und Politiker
- Weber, Andreas (1832–1901), deutscher Gartenbauer
- Weber, Andreas (1878–1955), deutscher Politiker (SPD), MdL
- Weber, Andreas (* 1953), deutscher Schwimmer
- Weber, Andreas (* 1961), österreichischer Schriftsteller und Filmemacher
- Weber, Andreas (1964–2020), deutscher Informatiker und Mathematiker
- Weber, Andreas (* 1967), deutscher Biologe, Biosemiotiker, Philosoph und PublizistAndreas Weber (* 1967)

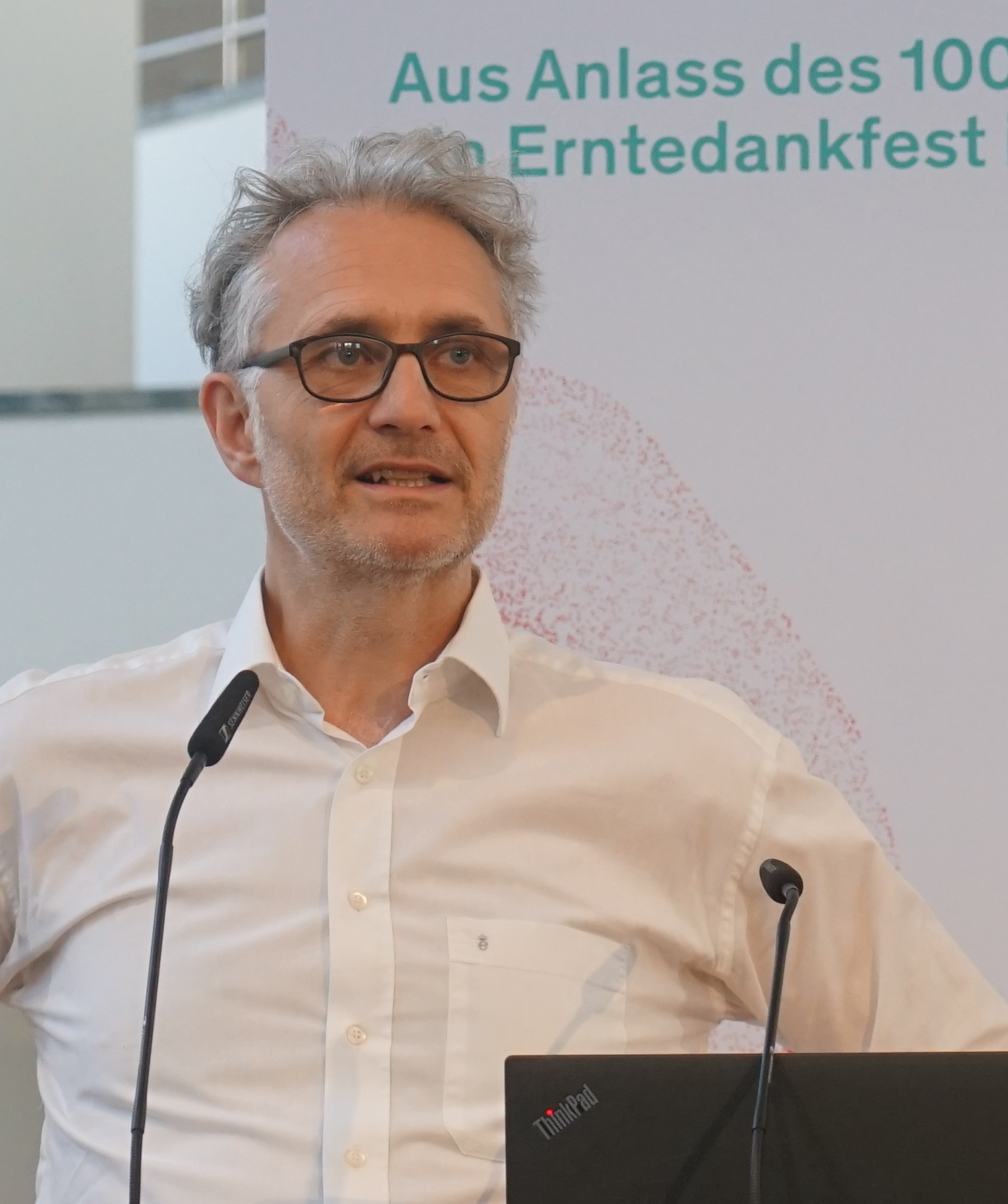
Andreas Weber (* 1967)

- Weber, Andreas Otto (* 1965), deutscher Historiker
- Weber, Andreas-Peter (* 1961), deutscher Journalist, Programmchef des Deutschlandradios
- Weber, Anja (* 1961), deutsche Gewerkschafterin
- Weber, Anja (* 1976), deutsche Badmintonspielerin
- Weber, Anja (* 2001), Schweizer Skilangläuferin und Triathletin
- Weber, Anne (* 1964), deutsche Schriftstellerin und literarische ÜbersetzerinAnne Weber (* 1964)

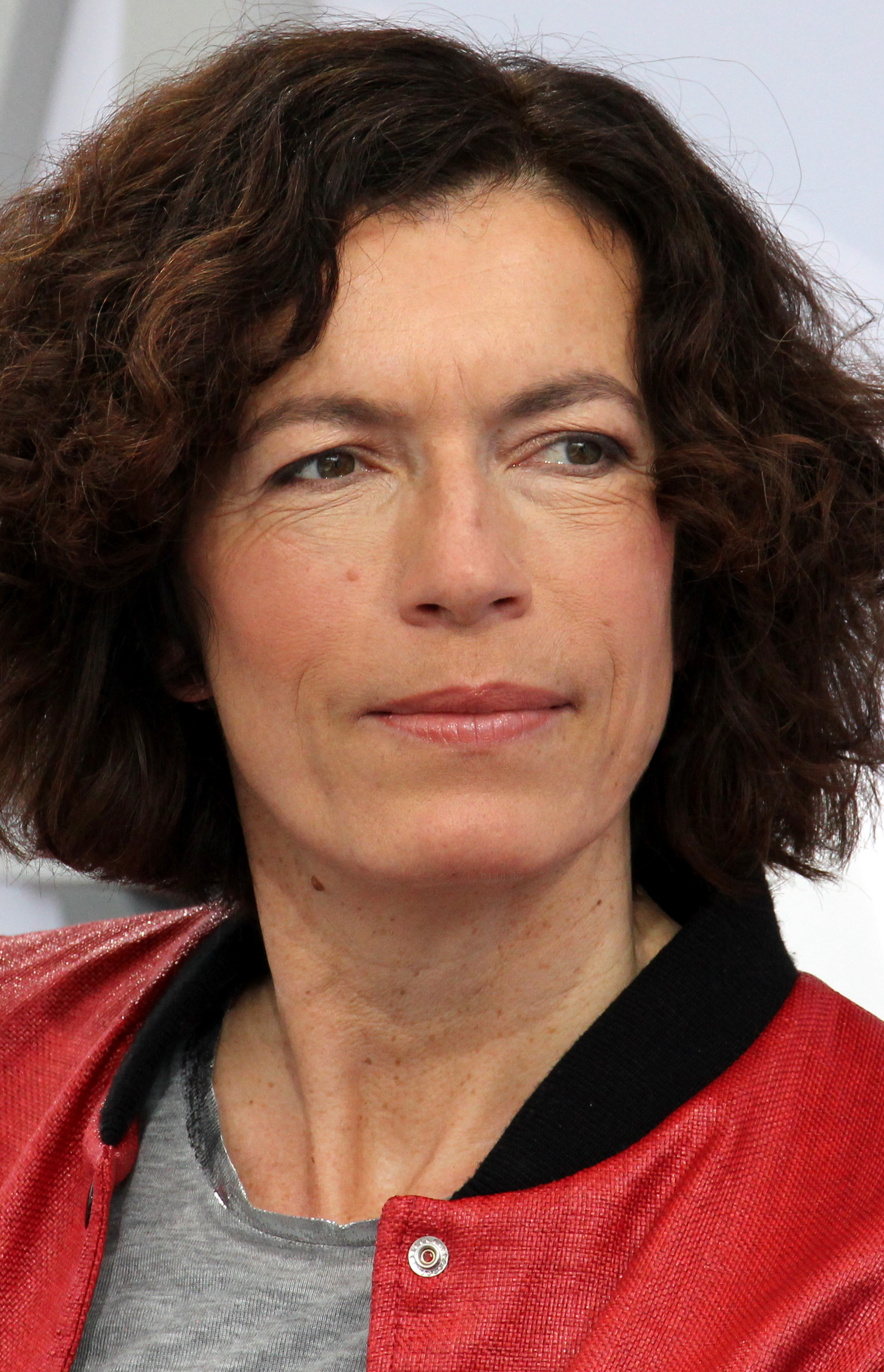
Anne Weber (* 1964)

- Weber, Anne (* 1966), deutsche Schauspielerin
- Weber, Anne Françoise (* 1973), deutsch-französische Sozialwissenschaftlerin und Journalistin
- Weber, Anne Greta (* 1985), deutsche Schauspielerin
- Weber, Annemarie (* 1903), deutsche Übersetzerin und Lexikografin
- Weber, Annemarie (1918–1991), deutsche Journalistin und Schriftstellerin
- Weber, Annette (* 1956), deutsche Autorin von Kinder- und Jugendliteratur
- Weber, Annette (* 1957), deutsche Kunsthistorikerin
- Weber, Annette (* 1967), deutsche Politikwissenschaftlerin
- Weber, Anselm (* 1963), deutscher Theaterintendant und Regisseur
- Weber, Anthony (* 1987), französischer Fußballspieler
- Weber, Anton (1833–1909), deutscher Porträt- und Genremaler
- Weber, Anton (1846–1915), deutscher katholischer Geistlicher, Lehrer und Kunsthistoriker
- Weber, Anton (1858–1942), deutsch-böhmischer Architekt, österreichischer Architekt
- Weber, Anton (1868–1947), deutscher katholischer Theologe
- Weber, Anton (1878–1950), österreichischer Politiker (SPÖ), Stadtrat in Wien, Abgeordneter zum Nationalrat
- Weber, Anton (1890–1969), deutscher Politiker (CDU)
- Weber, Anton (1904–1979), deutscher Filmarchitekt, Regisseur und Künstler
- Weber, Anton (1910–1998), deutscher Ordensgeistlicher
- Weber, Anton (* 1976), deutscher Schauspieler und Musiker
- Weber, Anton Alois (1877–1948), Bischof von Leitmeritz
- Weber, Anton von (1817–1888), deutscher Jurist
- Weber, Apollinaris von (1685–1761), Schweizer Kapuzinerpater
- Weber, Arnd (* 1953), deutscher Wissenschaftler
- Weber, Arnold (1894–1976), Schweizer Psychoanalytiker und Kinderpsychiater
- Weber, Arnold E. (1897–1955), deutscher Manager
- Weber, Arthur (1879–1975), deutscher Balneologe, Kardiologe sowie Hochschullehrer
- Weber, Arthur (1882–1962), deutscher Unternehmer
- Weber, Arthur (* 1992), französischer Tennisspieler
- Weber, Arthur Richard (1841–1920), deutscher Unternehmer und Kaufmann
- Weber, Artur (1904–1985), deutscher Generalmajor
- Weber, August (1795–1873), preußischer Generalmajor
- Weber, August (1817–1873), deutscher Maler der Düsseldorfer Malerschule
- Weber, August (1829–1900), hessischer Finanzminister
- Weber, August (1836–1903), österreichisch-russischer Architekt
- Weber, August (1875–1963), deutscher Politiker (Zentrum), MdR
- Weber, August Karl (1859–1940), deutscher Jurist, Präsident des Hessischen Verwaltungsgerichtshofs Darmstadt
- Weber, August von (1824–1888), preußischer Generalleutnant
- Weber, Axel (* 1954), deutscher Ökonom und Hochschullehrer
- Weber, Axel (1954–2001), deutscher Stabhochspringer
- Weber, Axel A. (* 1957), deutscher Bankmanager; Präsident der Deutschen Bundesbank (2004–2011)Axel A. Weber (* 1957)

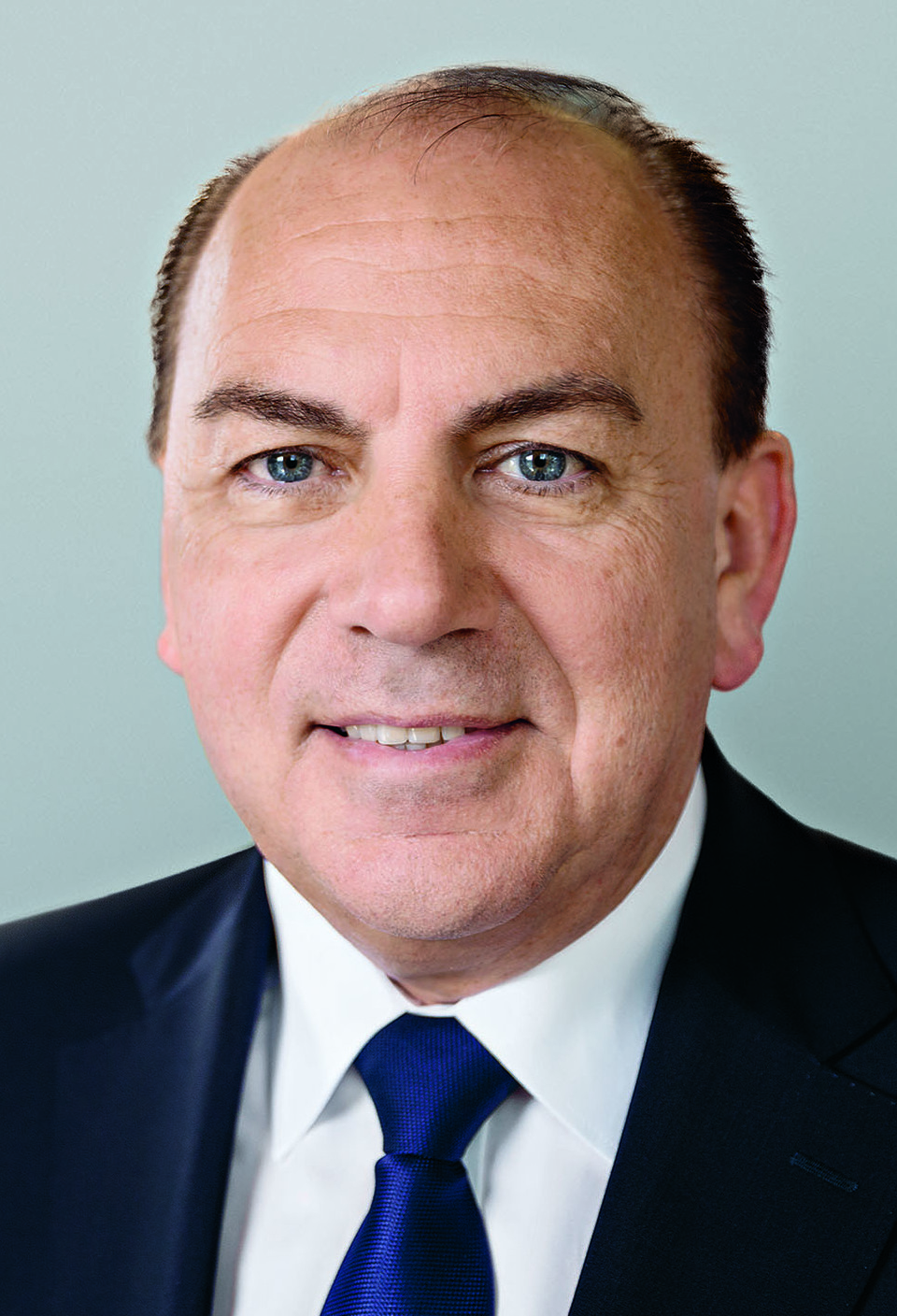
Axel A. Weber (* 1957)

##### Weber, B
- Weber, Barbara (* 1975), Schweizer Regisseurin und Intendantin
- Weber, Basil (* 1989), schweizerisch-deutscher American-Football-Spieler
- Weber, Beat (* 1955), evangelisch-reformierter Theologe, Alttestamentler, Pfarrer, Notfallseelsorger und Autor mit Schwerpunkt der Psalmen
- Weber, Beda (1798–1858), Schriftsteller, Theologe und Abgeordneter der Frankfurter Nationalversammlung
- Weber, Ben (1916–1979), US-amerikanischer Komponist ernster Musik
- Weber, Benedikt (* 1974), deutscher Moderator und SynchronsprecherBenedikt Weber (* 1974)

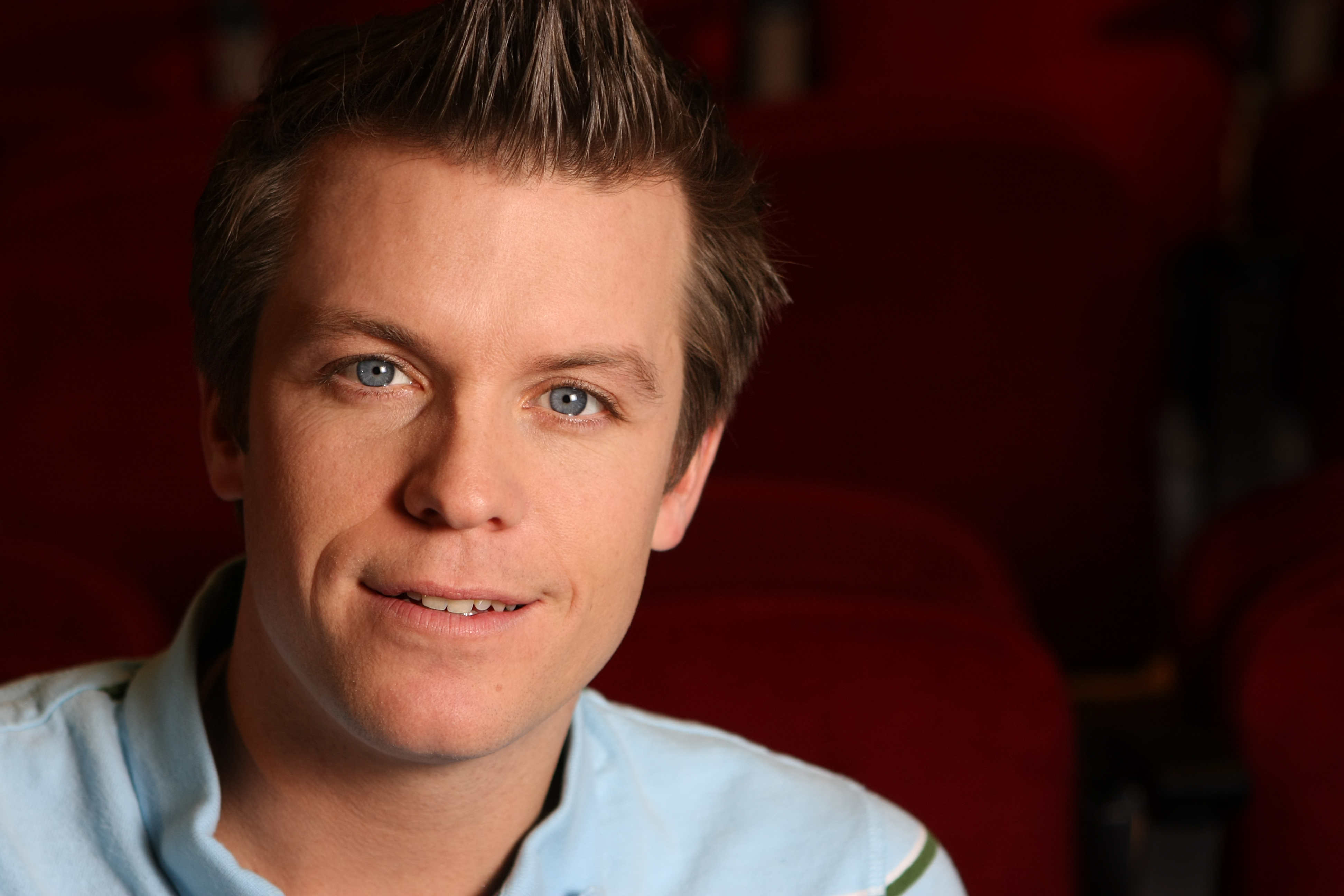
Benedikt Weber (* 1974)

- Weber, Benjamin (* 1983), deutscher Fußballfunktionär
- Weber, Bernard (* 1963), Schweizer Filmemacher und Filmproduzent
- Weber, Bernardine (1919–2012), deutsche Holzbildhauerin und Ordensschwester
- Weber, Bernd (* 1976), deutscher Neurowissenschaftler
- Weber, Bernhard (1912–1974), deutscher Chorkomponist und Chorleiter
- Weber, Bernhard (* 1953), deutscher Indologe und Übersetzer
- Weber, Bernhard (* 1963), österreichischer Politiker (GRÜNE), Musiker und Kommunikationsberater
- Weber, Bernhard (* 1969), deutscher Spieleautor
- Weber, Bernhard Anselm (1764–1821), deutscher Komponist und Musikdirektor
- Weber, Bertha (1835–1903), deutsche Opernsängerin und Hofschauspielerin
- Weber, Berthold F. (1954–2005), deutscher Architekt und Bauforscher
- Weber, Bertrand (1858–1945), Schweizer Unternehmer
- Weber, Bettina (* 1996), österreichische Leichtathletin
- Weber, Billy, US-amerikanischer Filmeditor
- Weber, Birgitta (* 1962), deutsche Journalistin
- Weber, Bruce (* 1946), US-amerikanischer FotografBruce Weber (* 1946)

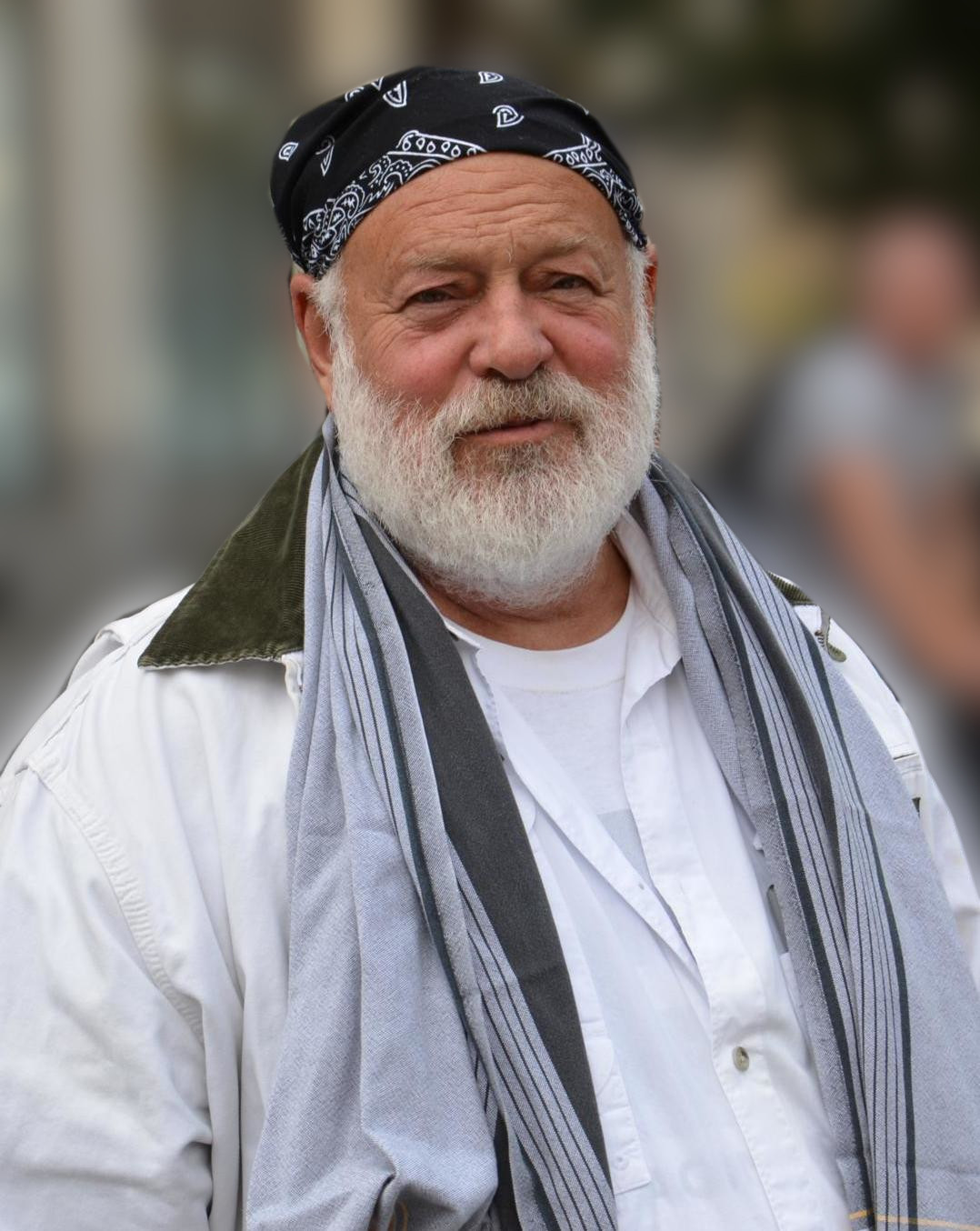
Bruce Weber (* 1946)

- Weber, Bruno (1909–1997), deutscher Museumsleiter und Naturschutzbeauftragter
- Weber, Bruno (1915–1956), deutscher Mediziner und Bakteriologe sowie SS-Hauptsturmführer (1944)
- Weber, Bruno (1931–2011), Schweizer Künstler und Architekt
- Weber, Bruno (* 1954), Schweizer Papierschneider, Maler und Kunstvermittler
- Weber, Burkhard (1954–2016), deutscher evangelischer Theologe und Direktor der Evangelistenschule Johanneum
- Weber, Burkhard (1956–2020), deutscher Sportmoderator

##### Weber, C
- Weber, Cäcilia (1727–1793), Schwiegermutter von Wolfgang Amadeus Mozart
- Weber, Camilla (* 1970), deutsche Historikerin, Romanistin, Archivarin und Archivwissenschaftlerin, Leiterin des Bischöflichen Zentralarchivs Regensburg
- Weber, Carl (1896–1975), deutscher Konteradmiral (Ing.) der Kriegsmarine
- Weber, Carl (1925–2016), deutscher Theaterregisseur und -wissenschaftler
- Weber, Carl Albert (1856–1931), deutscher Botaniker, Grünlandwissenschaftler und Moorforscher
- Weber, Carl August (1842–1908), deutscher Opernsänger (Tenor)
- Weber, Carl David (1814–1881), deutschamerikanischer Unternehmer
- Weber, Carl David (1824–1907), deutscher Textil-Unternehmer
- Weber, Carl Emil (1843–1898), deutscher Diplomat, und Politiker (NLP), MdR
- Weber, Carl Maria (1890–1953), deutscher Pädagoge und Schriftsteller
- Weber, Carl Maria von (1786–1826), deutscher KomponistCarl Maria von Weber (1786–1826)

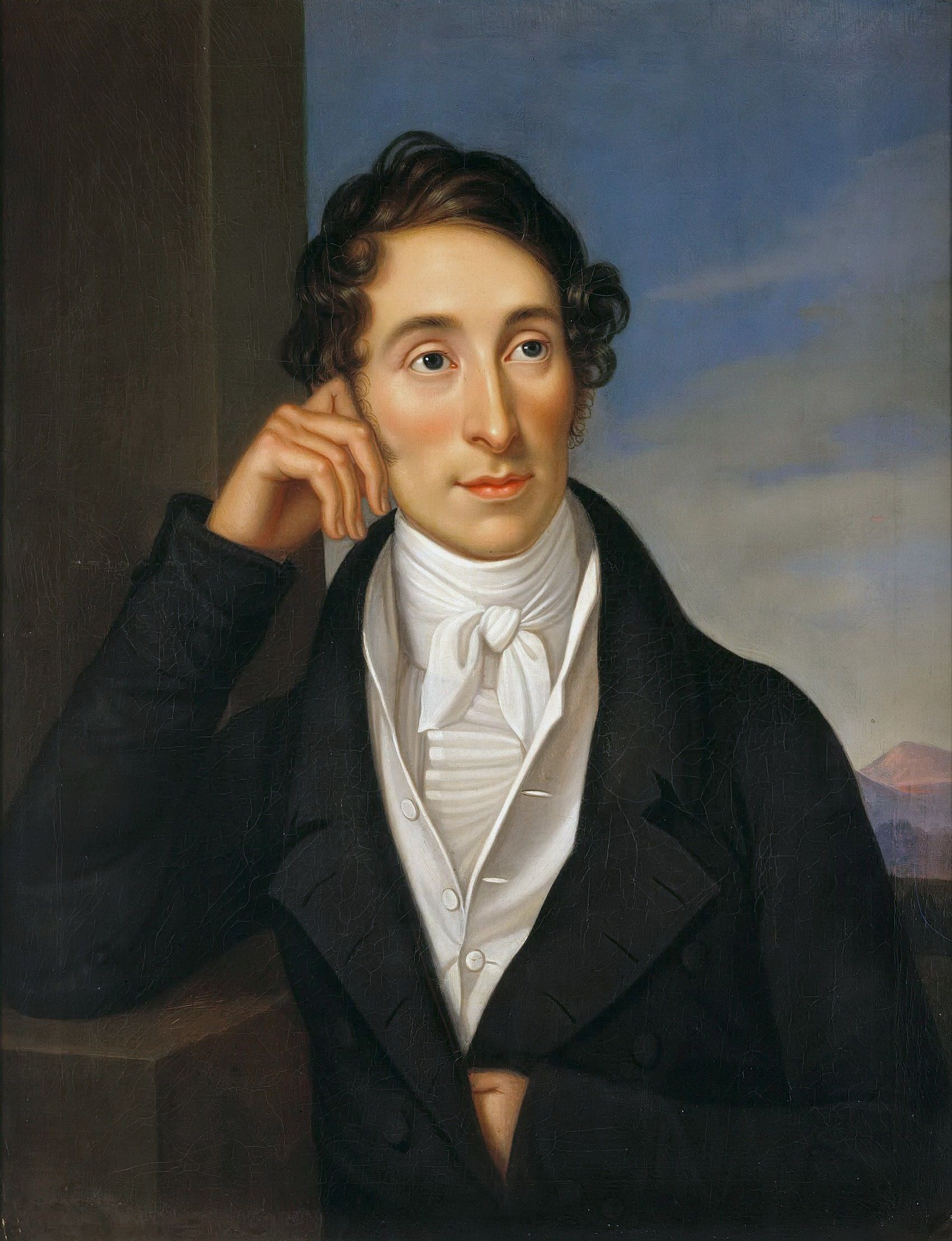
Carl Maria von Weber (1786–1826)

- Weber, Carl Maria von (1849–1897), deutscher Hauptmann und Schriftsteller
- Weber, Carl Philipp (1849–1921), deutsch-amerikanischer Landschaftsmaler
- Weber, Carl Wilhelm August (1871–1957), deutscher Bankier und Politiker (NLP, DStP), MdR
- Weber, Carlo (1934–2014), deutscher Architekt und Hochschullehrer
- Weber, Carlo (1951–2023), deutscher Jurist und Beamter
- Weber, Carlo Mor von (1898–1984), deutsche Autorin, Grafikerin, Fotografin und Journalistin
- Weber, Carlos Javier (* 1966), argentinischer Volleyballspieler und -trainer
- Weber, Caroline (* 1986), österreichische Rhythmische Gymnastin
- Weber, Céline (* 1974), Schweizer Politikerin der GLP
- Weber, Charlie (* 1978), US-amerikanischer Schauspieler
- Weber, Charlotte (1912–2000), Schweizer Flüchtlingshelferin
- Weber, Christian (1728–1762), deutscher Philosoph
- Weber, Christian (1840–1939), deutscher Unternehmer und Firmengründer
- Weber, Christian (1883–1945), deutscher Politiker (NSDAP), Reichstagsmitglied, SS-Brigadeführer und Münchener RatsherrChristian Weber (1883–1945)

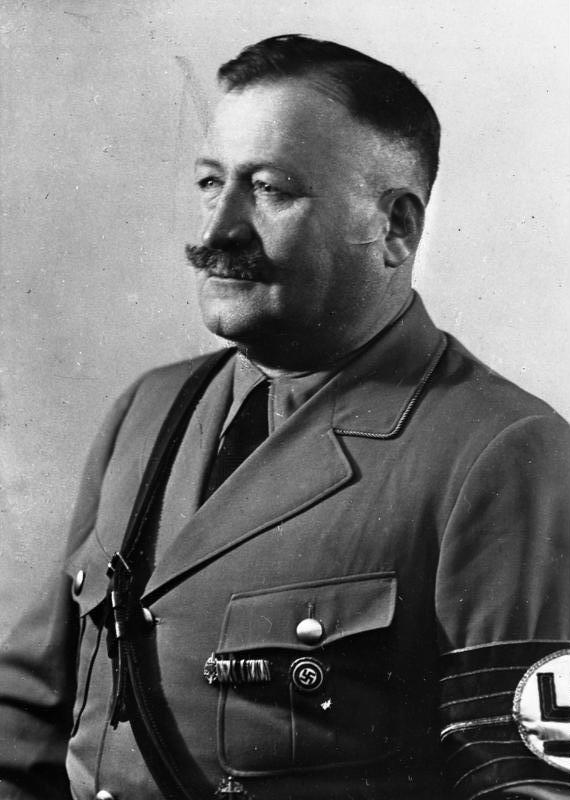
Christian Weber (1883–1945)

- Weber, Christian (1898–1969), deutscher Politiker (CDU), MdL
- Weber, Christian (1946–2019), deutscher Politiker (SPD), Präsident der Bürgerschaft der Freien Hansestadt Bremen
- Weber, Christian (* 1964), Schweizer Eishockeyspieler und -trainer
- Weber, Christian (* 1967), deutscher Kardiologe und Hochschullehrer
- Weber, Christian (* 1972), Schweizer Kontrabassist
- Weber, Christian (* 1983), deutscher Fußballspieler
- Weber, Christian Ernst Friedrich (1786–1849), deutscher Kaufmann und Ratsherr
- Weber, Christian Franz von (1785–1862), bayerischer Generalleutnant und Hofmarschall
- Weber, Christian Ludwig (1806–1879), deutscher Verwaltungsjurist in Hessen
- Weber, Christiane (* 1957), deutsche Redakteurin und Journalistin
- Weber, Christiane, deutsche Ruderin
- Weber, Christiane (* 1962), deutsche Florettfechterin und Olympiasiegerin
- Weber, Christiane (* 1973), deutsche Architektin und Hochschullehrerin
- Weber, Christiane (1975–2012), deutsche Sängerin, Musikkabarettistin und Texterin
- Weber, Christine (* 1948), deutsche Politikerin (CDU), MdL, sächsische Staatsministerin
- Weber, Christine Marie (* 2003), deutsche Säbel-Fechterin
- Weber, Christoph (1734–1787), deutscher Mediziner, Brunnenarzt, Hofmedicus und Landphysicus
- Weber, Christoph (1883–1958), deutscher Bibliothekar
- Weber, Christoph (* 1943), deutscher Historiker, Hochschullehrer für Neuere Geschichte
- Weber, Christoph (* 1958), deutscher Arbeitsrechtler und Hochschullehrer
- Weber, Christoph (* 1965), deutscher Diplom-Ingenieur, Kommunalpolitiker (CDU) und hauptamtlicher Bürgermeister
- Weber, Christoph (* 1967), deutscher Regisseur, Autor und Dokumentarfilmer
- Weber, Christoph Jacob (1767–1832), Landtagsabgeordneter Großherzogtum Hessen
- Weber, Christopher (* 1991), deutscher Bobfahrer
- Weber, Clara (1865–1919), deutsche Opernsängerin (Mezzosopran, Alt)
- Weber, Claudia (* 1967), deutsche Judoka
- Weber, Claudia (* 1969), deutsche Historikerin
- Weber, Claudia (* 1976), deutsche Hörspielautorin- und regisseurin
- Weber, Claudia (* 1976), Schweizer Snooker- und Billardspielerin
- Weber, Claudius (* 1978), deutscher Fußballspieler
- Weber, Cleberson (* 1984), brasilianischer Radrennfahrer
- Weber, Clemens (1905–2008), deutscher Architekt
- Weber, Constantin (1885–1976), deutscher Maschinenbauingenieur und Hochschullehrer

##### Weber, D
- Weber, Damaris (* 2002), Schweizer Unihockeyspielerin
- Weber, Dana (* 1969), deutsche Tischtennisspielerin und -trainerin
- Weber, Daniel (* 1989), deutscher Jazz- und Improvisationsmusiker (Schlagzeug, Komposition) und Filmschaffender
- Weber, Daniel (* 1990), österreichischer Fußballspieler
- Weber, Daniel Adolf (1730–1794), Bürgermeister in Elberfeld
- Weber, David (* 1952), US-amerikanischer Science-Fiction- und FantasyautorDavid Weber (* 1952)

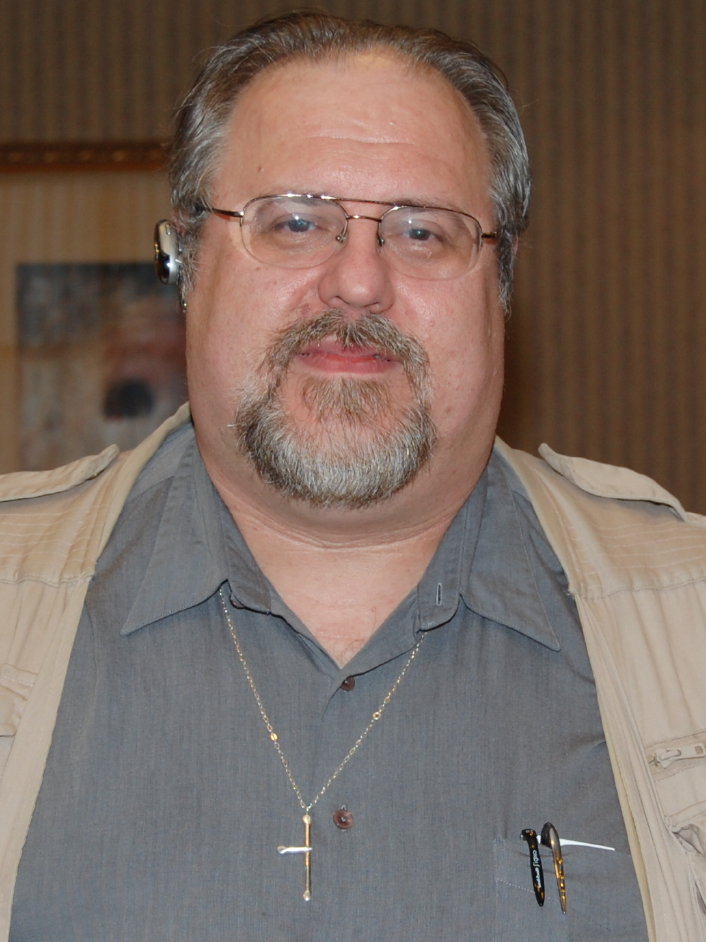
David Weber (* 1952)

- Weber, David (* 1990), deutscher Kabarettist und Musiker
- Weber, Dewey (1938–1993), US-amerikanischer Surfer
- Weber, Dick (1929–2005), US-amerikanischer Bowlingsportler
- Weber, Dieter (1931–1976), deutscher Konzertpianist und Klavierpädagoge
- Weber, Dieter (* 1939), deutscher Fußballspieler
- Weber, Dietrich (1935–2008), deutscher Germanist und Literaturwissenschaftler
- Weber, Dmitri Witaljewitsch (* 1999), russischer Fußballspieler
- Weber, Doina (* 1956), deutsche Schauspielerin
- Weber, Dominik (1819–1887), deutscher Maler
- Weber, Dominik (* 1984), deutscher Schauspieler
- Weber, Dominik Alois von (1744–1827), Schweizer Politiker und Offizier
- Weber, Dominik Benedikt von (1689–1766), Schweizer Naturwissenschaftler
- Weber, Dominik Paul (* 1986), deutscher Theater- und Filmschauspieler
- Weber, Dorothea (* 1957), österreichische Klassische Philologin

##### Weber, E
- Weber, Eberhard (* 1940), deutscher Jazz-Bassist und -komponistEberhard Weber (* 1940)

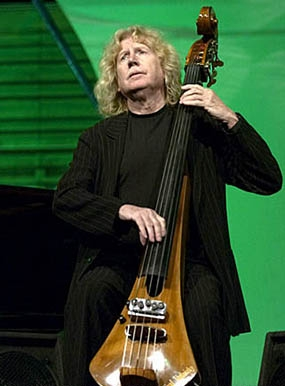
Eberhard Weber (* 1940)

- Weber, Ed (1931–2023), US-amerikanischer Politiker
- Weber, Edgard (* 1943), französischer Historiker und Islamwissenschaftler
- Weber, Edith (* 1941), deutsche Gewerkschafterin (FDGB), Vorsitzende der IG CGK Politikerin (SED), Mitglied des Zentralkomitees der SED
- Weber, Edmund (1897–1970), deutscher Politiker (SPD)
- Weber, Edmund (1900–1949), österreichischer Journalist
- Weber, Edmund (* 1939), deutscher evangelischer Theologe und Hochschullehrer
- Weber, Edmund von (1766–1830), deutscher Komponist, Schauspieler, Sänger und Theaterdirektor
- Weber, Eduard Friedrich (1806–1871), deutscher Physiologe und Arzt
- Weber, Eduard Friedrich (1830–1907), deutscher Unternehmer, Kunstsammler, Kunstmäzen und Konsul
- Weber, Eduard von (1870–1934), deutscher Mathematiker
- Weber, Edwin (1946–2020), deutscher Chemiker
- Weber, Edwin Ernst (* 1958), deutscher Historiker und Archivar
- Weber, Eicke (* 1949), deutscher Physiker und Leiter des Fraunhofer-Instituts für Solare Energiesysteme (seit 2006)
- Weber, Ekkehard (* 1940), österreichischer Althistoriker, Epigraphiker und Altphilologe
- Weber, Ela (* 1966), deutsche Moderatorin und Popsängerin in ItalienEla Weber (* 1966)

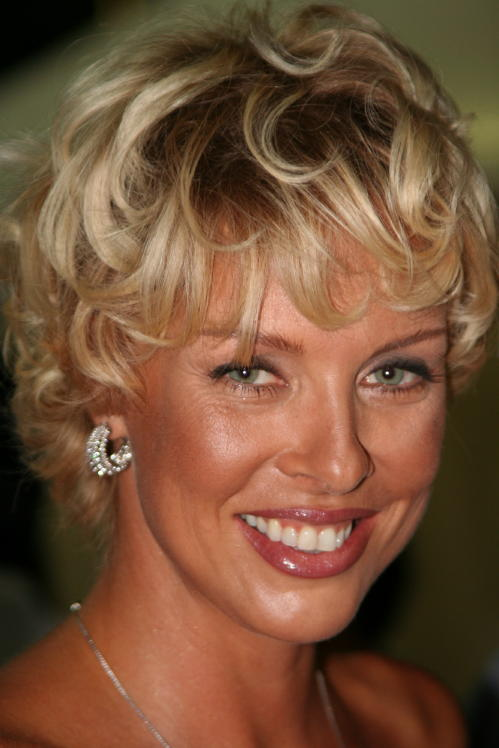
Ela Weber (* 1966)

- Weber, Elke (* 1956), deutsche Badmintonspielerin
- Weber, Elke U. (* 1957), deutsche Psychologin und Hochschullehrerin
- Weber, Ella (* 1860), österreichische Bildhauerin
- Weber, Ellen (1906–1992), deutsche Schauspielerin (Theater, Film, Fernsehen) und Opernsängerin (Sopran)
- Weber, Else (1893–1994), deutsche Malerin des expressiven Realismus
- Weber, Emil (1872–1945), Schweizer Maler
- Weber, Emil (* 1907), deutscher Fabrikant und Politiker (CVP, CDU), MdL Saarland
- Weber, Emma (* 2004), US-amerikanische Schwimmerin
- Weber, Enzo (* 1980), deutscher Wirtschaftswissenschaftler und HochschullehrerEnzo Weber (* 1980)

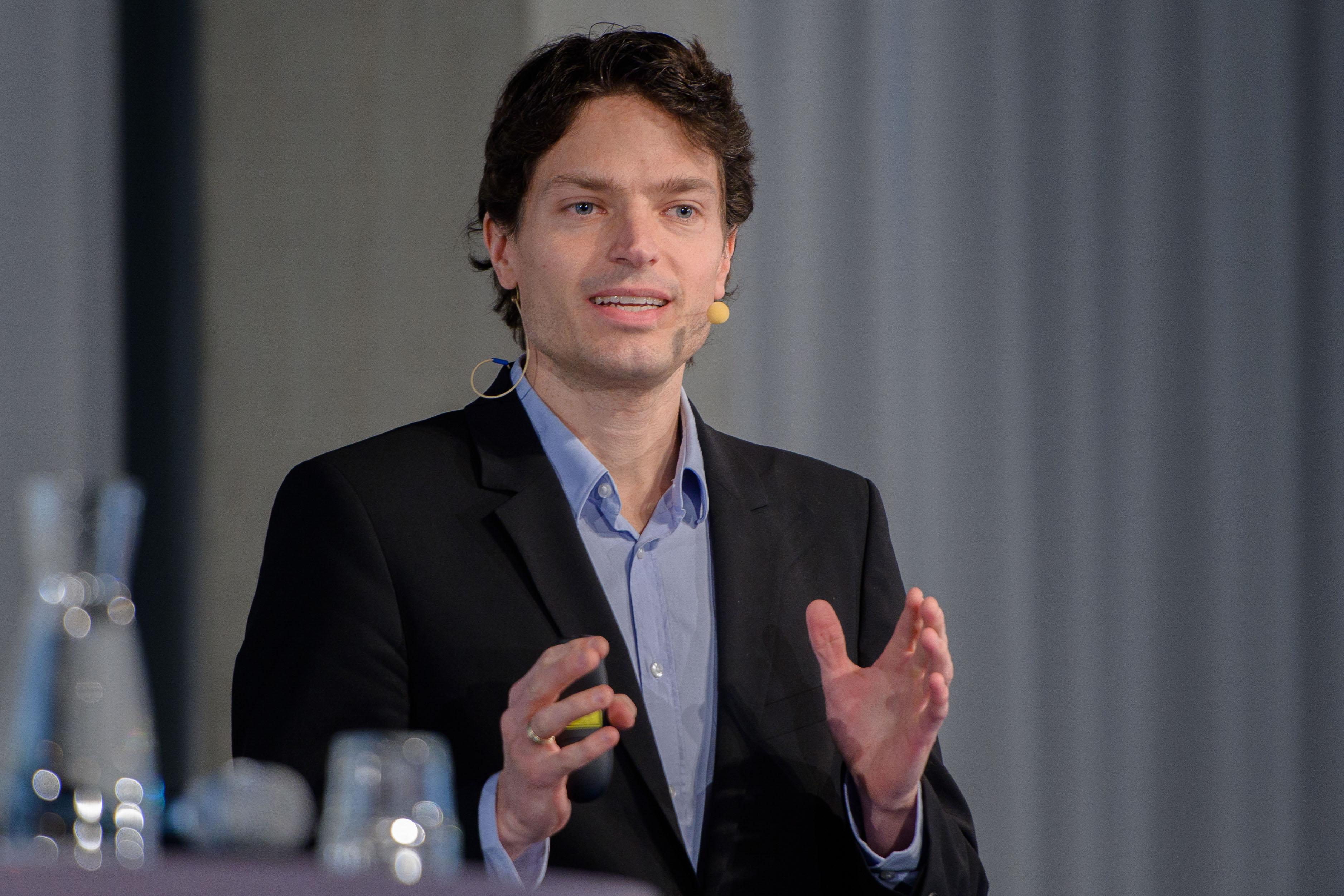
Enzo Weber (* 1980)

- Weber, Eric (* 1963), Schweizer Politiker
- Weber, Erich (1860–1933), deutscher General der Infanterie
- Weber, Erich (1885–1961), deutscher Verleger, Autor und Konditormeister
- Weber, Erich (1899–1928), deutscher Schriftsteller
- Weber, Erich (1901–1972), deutscher Arzt und Berliner Politiker (FDP)
- Weber, Erich (* 1937), deutscher Kirchenmusiker
- Weber, Erik (* 1988), deutscher Volleyballspieler
- Weber, Erna (1897–1988), deutsche Mathematikerin
- Weber, Ernesto (1925–2008), Schweizer Typograf, Grafiker und Maler
- Weber, Ernst (1872–1937), deutscher Verwaltungsjurist und Landrat des Kreises Wehlau (1907–1917)
- Weber, Ernst (1873–1948), deutscher Pädagoge und Autor
- Weber, Ernst (1895–1969), deutscher Offizier, zuletzt Generalmajor der Luftwaffe im Zweiten Weltkrieg
- Weber, Ernst (1901–1996), österreichisch-amerikanischer Ingenieur
- Weber, Ernst (1906–1997), Schweizer Politiker (SP)
- Weber, Ernst (1948–2011), österreichischer Fußballspieler und -trainer
- Weber, Ernst Christian Wilhelm (1796–1865), deutscher Klassischer Philologe und Gymnasiallehrer
- Weber, Ernst Heinrich (1795–1878), deutscher Physiologe und AnatomErnst Heinrich Weber (1795–1878)

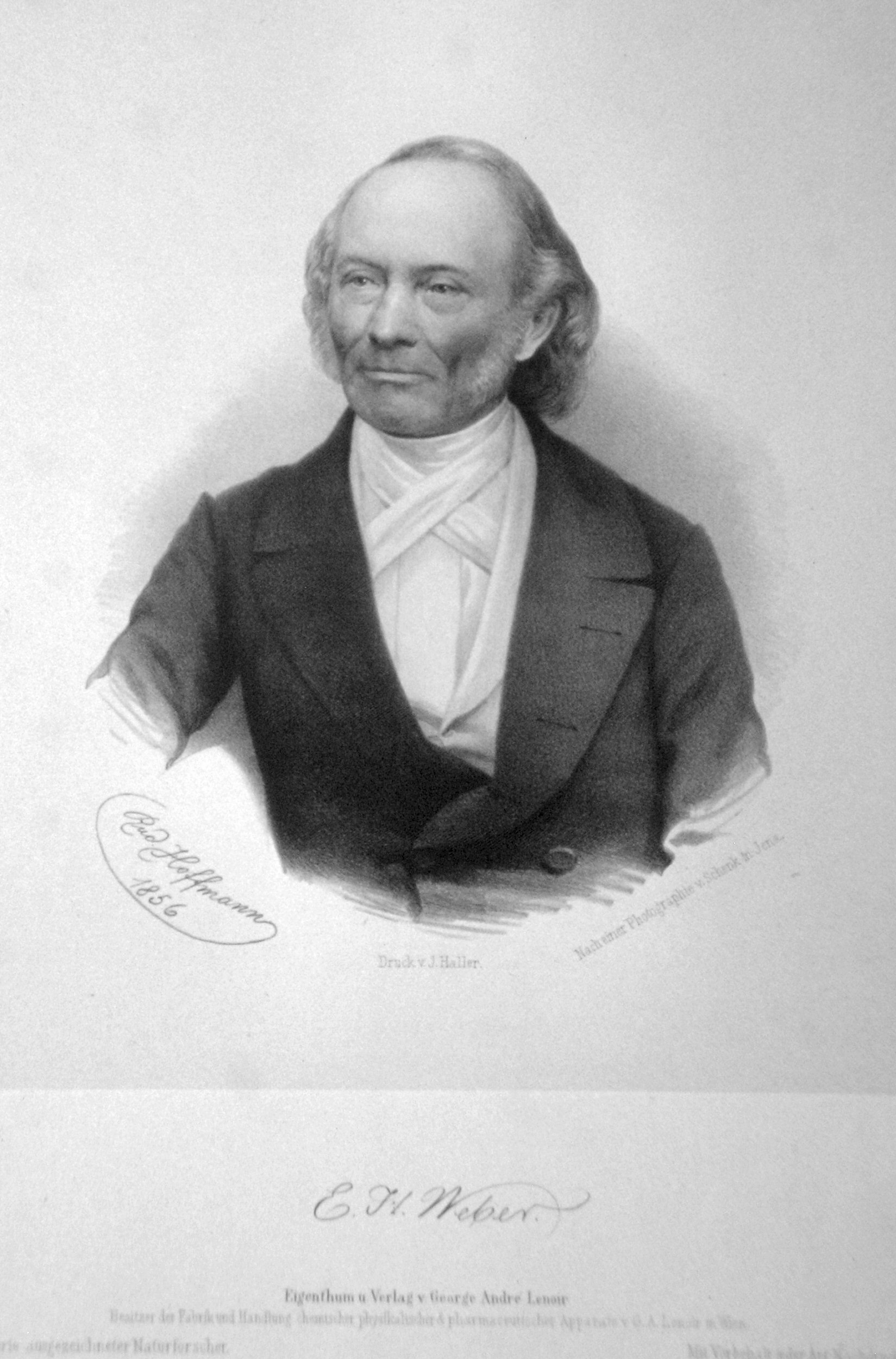
Ernst Heinrich Weber (1795–1878)

- Weber, Ernst Karl (1880–1973), schweizerischer Astronom sowie Kartograph
- Weber, Ernst von (1830–1902), deutscher Reiseschriftsteller und Tierschützer
- Weber, Ernst-Hinrich (* 1936), deutscher Politiker (CDU) und Staatssekretär
- Weber, Esther (* 1967), deutsche Rollstuhl-Fechterin
- Weber, Eugen (1860–1929), deutscher Konteradmiral der Kaiserlichen Marine
- Weber, Eugen (1925–2007), US-amerikanischer Historiker
- Weber, Eva (* 1977), deutsche Politikerin (CSU)Eva Weber (* 1977)

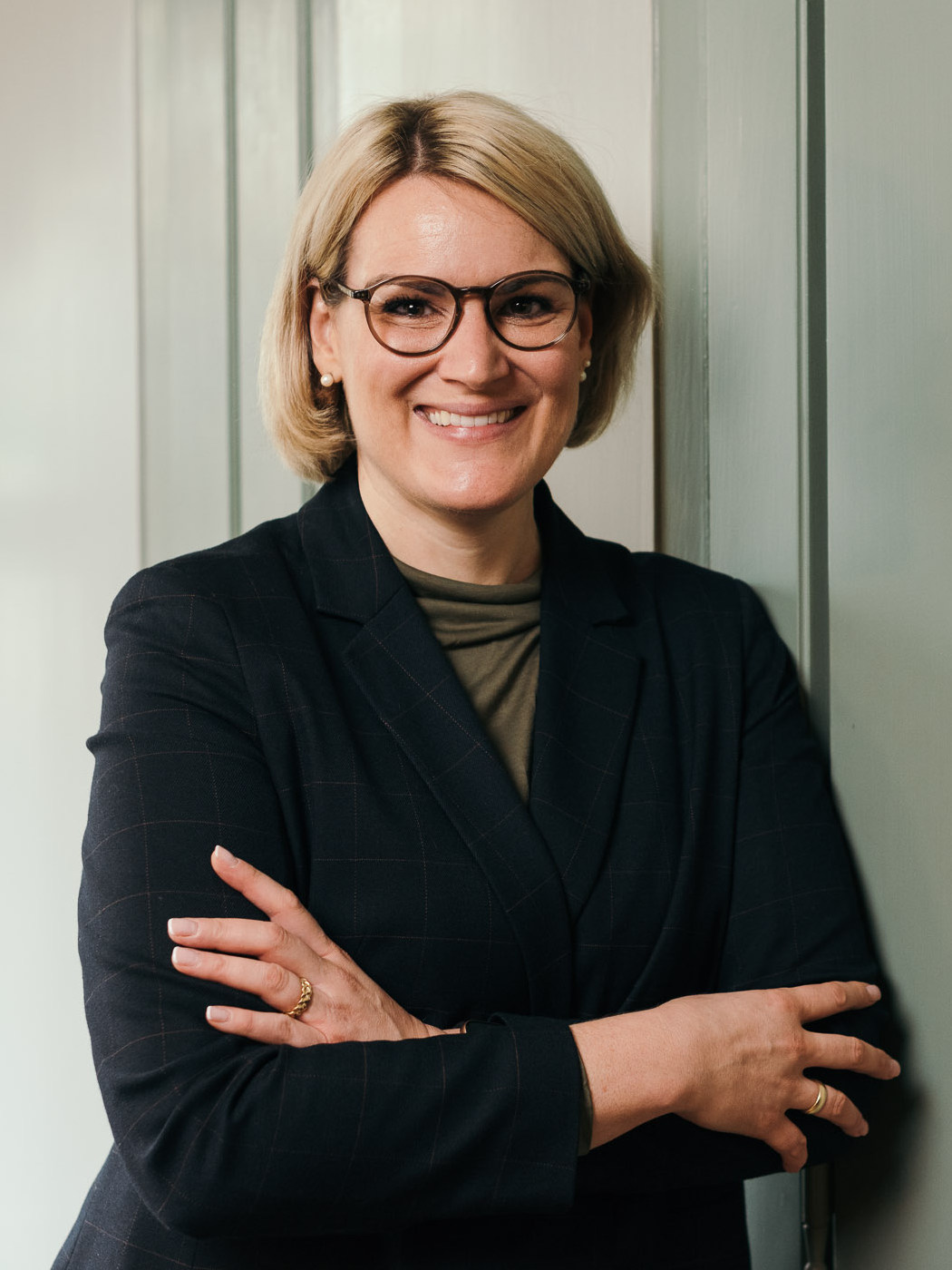
Eva Weber (* 1977)

- Weber, Evarist Adam (1887–1968), deutscher Maler
- Weber, Ewald (1876–1944), deutscher Veterinärmediziner

##### Weber, F
- Weber, Fabienne (* 1991), deutsche Fußballspielerin
- Weber, Felix (1845–1906), deutscher Verleger und Redakteur
- Weber, Felix (* 1960), deutscher Songwriter und Musikproduzent
- Weber, Felix (* 1965), deutscher Comiczeichner, Maler und Musiker
- Weber, Felix (* 1987), deutscher Ultraläufer
- Weber, Felix (* 1989), deutscher Volleyballspieler
- Weber, Felix (* 1995), deutscher Fußballspieler
- Weber, Felix Ludwig von (1713–1773), Schweizer Politiker
- Weber, Ferdinand (1812–1860), deutscher Pathologe und Autor
- Weber, Ferdinand (1829–1901), nassauischer Politiker
- Weber, Ferdinand Wilhelm (1836–1879), deutscher lutherischer Theologe, Geistlicher und Judaist
- Weber, Florence (* 1958), französische Soziologin und Anthropologin
- Weber, Florian (* 1963), deutscher Politiker (Bayernpartei)
- Weber, Florian (* 1974), deutscher Musiker, Schlagzeuger der Sportfreunde Stiller, Autor, freier KünstlerFlorian Weber (* 1974)

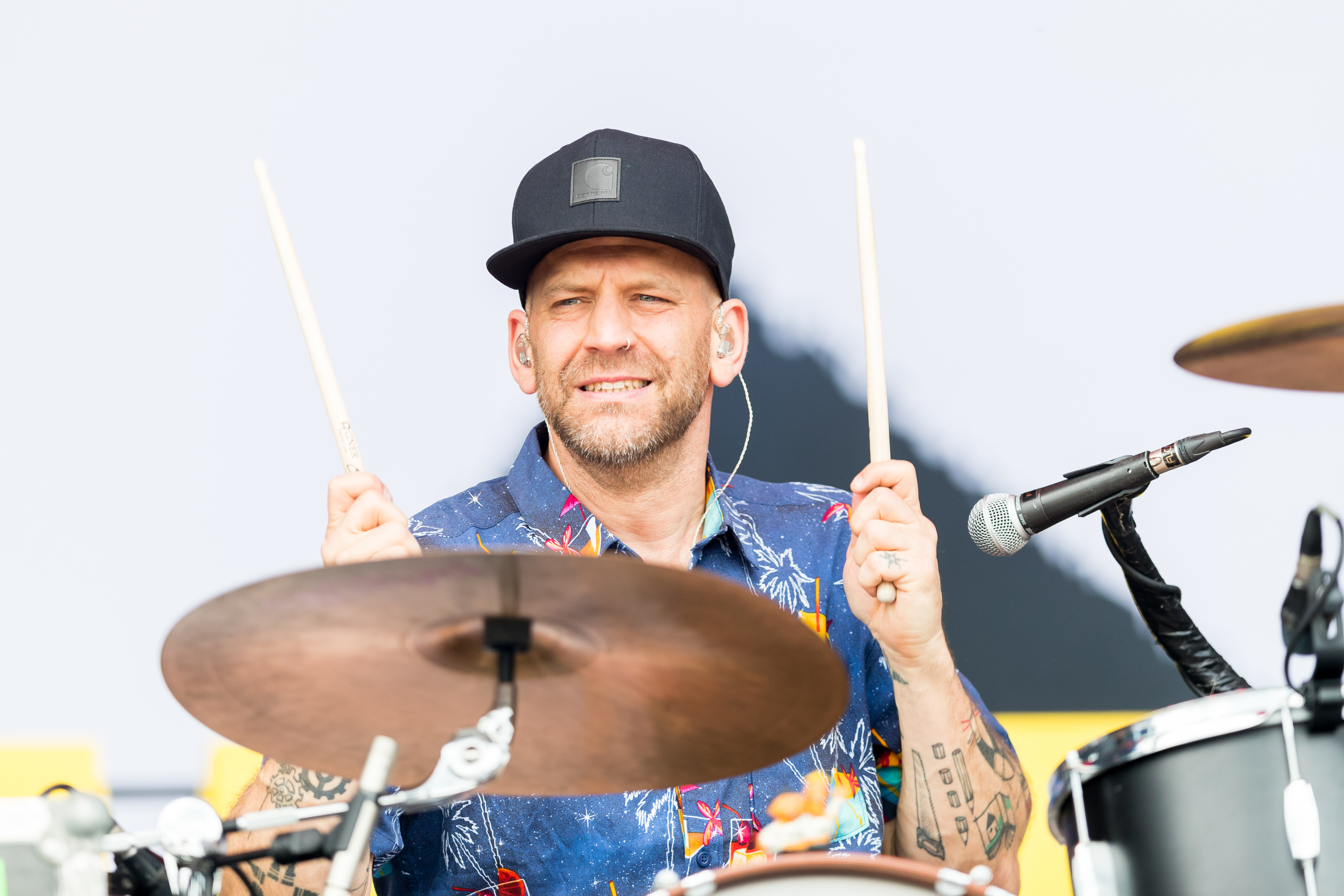
Florian Weber (* 1974)

- Weber, Florian (* 1976), deutscher Fernsehmoderator
- Weber, Florian (* 1977), deutscher Pianist und Komponist
- Weber, Florian (* 1980), deutscher Schauspieler, Regisseur und Autor
- Weber, Florian (* 1981), Schweizer Politiker (FDP), Zuger Regierungsrat
- Weber, Florian (* 1983), deutscher Geograph und Europawissenschaftler
- Weber, Francesca (* 1989), deutsche Fußballspielerin
- Weber, Frank (* 1963), deutscher Bahnradsportler und Weltmeister
- Weber, Frank (* 1967), deutscher Moderator und Tierschützer
- Weber, Frank (* 1968), deutscher Fußballspieler
- Weber, Frank (* 1969), deutscher Politiker (SPD), MdL
- Weber, Franz (1805–1876), deutscher Dirigent, Musikpädagoge und Organist
- Weber, Franz (1816–1896), Landtagsabgeordneter Großherzogtum Hessen
- Weber, Franz (1825–1914), österreichischer Orgelbauer
- Weber, Franz (1835–1904), deutscher Brauereibesitzer und Politiker (Zentrum), MdR
- Weber, Franz (1845–1918), deutscher Jurist und Schriftsteller
- Weber, Franz (1850–1916), Oberbürgermeister der Stadt Konstanz
- Weber, Franz (1879–1935), deutscher Architekt und Regierungsbaumeister
- Weber, Franz (1881–1962), deutscher Bibliothekar und Medailleur
- Weber, Franz (1888–1962), deutscher Schauspieler
- Weber, Franz (1888–1947), österreichischer Fußballspieler
- Weber, Franz (1894–1955), deutscher Jurist und Staatssekretär im Bundespostministerium
- Weber, Franz (1898–1984), deutscher Fotograf
- Weber, Franz (1910–1989), österreichischer Politiker (SPÖ) und Bezirksvorsteher
- Weber, Franz (1920–2001), österreichischer Politiker (ÖVP), Landtagsabgeordneter, Abgeordneter zum Nationalrat, Mitglied des Bundesrates
- Weber, Franz (1927–2019), Schweizer UmweltschützerFranz Weber (1927–2019)

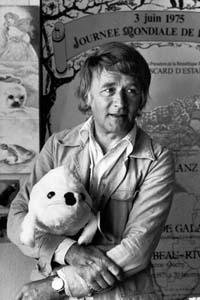
Franz Weber (1927–2019)

- Weber, Franz (* 1945), österreichischer römisch-katholischer Theologe
- Weber, Franz (* 1947), deutscher Kommunalpolitiker
- Weber, Franz (* 1956), österreichischer Skifahrer
- Weber, Franz (* 1957), deutscher Fußballspieler
- Weber, Franz Anton von (1734–1812), deutscher KapellmeisterFranz Anton von Weber (1734–1812)

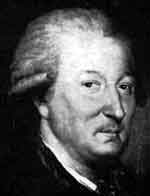
Franz Anton von Weber (1734–1812)

- Weber, Franz Carl (1855–1948), Schweizer Unternehmer
- Weber, Franz Dominik von (1717–1793), Schweizer Offizier
- Weber, Franz Fridolin (1733–1779), deutscher Amtmann, Schwiegervater Wolfgang Amadeus Mozarts
- Weber, Franz Sylvester (1876–1947), österreichischer Dichter und Genealoge
- Weber, Franz Thomas (1761–1828), deutscher Zeichner und Radierer
- Weber, Franz von (1812–1874), deutscher Politiker (DP), MdR
- Weber, Franz Xaver von (1669–1731), Schweizer Arzt und Politiker
- Weber, Franz Xaver von (1766–1843), Schweizer Politiker
- Weber, Franz-Josef (* 1962), deutscher Leichtathlet
- Weber, Frédéric Albert Constantin (1830–1903), französischer Arzt und Botaniker
- Weber, Frederick (1905–1994), US-amerikanischer Moderner Fünfkämpfer und Fechter
- Weber, Frederick Clarence (1878–1980), US-amerikanischer Chemiker
- Weber, Frederick Parkes (1863–1962), britischer Dermatologe
- Weber, Friedl (1886–1960), österreichischer Pflanzenphysiologe
- Weber, Friedrich (1781–1823), deutscher Botaniker
- Weber, Friedrich (1803–1873), hessischer Richter und Politiker (NLP) und Abgeordneter der 2. Kammer der Landstände des Großherzogtums Hessen
- Weber, Friedrich (1813–1882), Schweizer Kupferstecher
- Weber, Friedrich (1819–1909), deutscher Organist und Komponist
- Weber, Friedrich (1866–1930), badischer Politiker
- Weber, Friedrich (1883–1968), deutscher Jurist und Politiker der DVP
- Weber, Friedrich (1892–1955), Führer des Freikorps Oberland und Reichstierärzteführer
- Weber, Friedrich (1892–1974), deutscher Generalleutnant im Zweiten Weltkrieg
- Weber, Friedrich (1905–1996), deutscher Jurist und Hochschullehrer
- Weber, Friedrich (1949–2015), deutscher lutherischer Theologe
- Weber, Friedrich August (1753–1806), deutscher Komponist, Arzt und Schriftsteller
- Weber, Friedrich Benedict (1774–1848), deutscher Kameralwissenschaftler
- Weber, Friedrich Christian, deutscher Diplomat und Autor
- Weber, Friedrich Dionys (1766–1842), böhmischer Komponist und Musikpädagoge
- Weber, Friedrich Percy (1844–1895), deutscher Schriftsteller und Redakteur
- Weber, Friedrich Wilhelm (1813–1894), deutscher Arzt, Politiker und DichterFriedrich Wilhelm Weber (1813–1894)

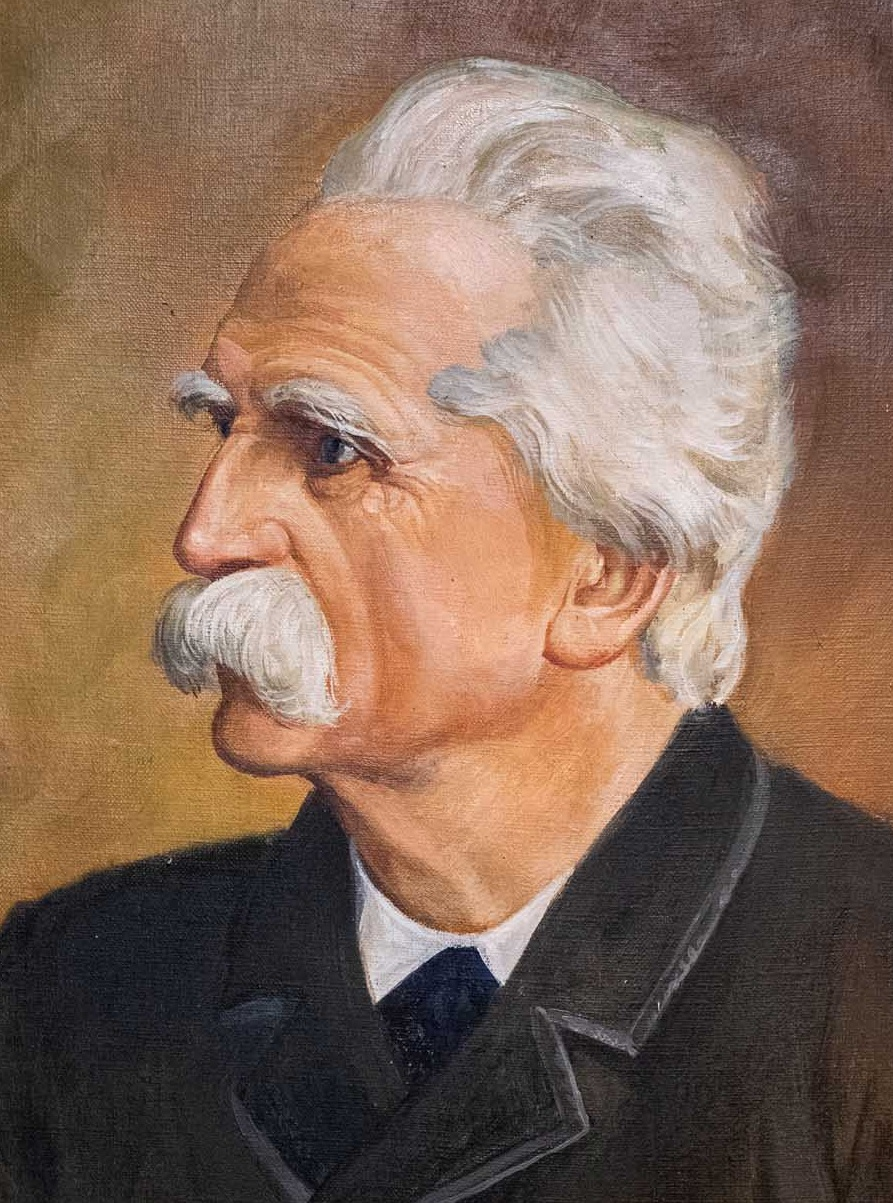
Friedrich Wilhelm Weber (1813–1894)

- Weber, Friedrich-Wilhelm (1896–1978), deutscher Politiker (BDV, FDP), MdBB
- Weber, Fritz (1894–1944), Landtagsabgeordneter
- Weber, Fritz (1895–1972), österreichischer Schriftsteller und Erzähler
- Weber, Fritz (1909–1984), deutscher Komponist, Geiger und Schlagersänger
- Weber, Fritz (1911–1998), deutscher Landwirt und Politiker (FDP/DVP), MdL, MdB
- Weber, Fritz (1920–2000), deutscher Beamter und Politiker (SPD), MdL Bayern
- Weber, Fritz (1931–1989), deutscher Fußballtorwart
- Weber, Fritz (1947–2020), österreichischer Wirtschaftshistoriker und Kulturkritiker

##### Weber, G
- Weber, Gabi (* 1955), deutsche Politikerin (SPD), MdB
- Wéber, Gábor (* 1971), ungarischer Automobilrennfahrer
- Weber, Gaby (* 1954), deutsche Publizistin
- Weber, Genovefa (1764–1798), deutsche Opernsängerin und Schauspielerin
- Weber, Georg († 1599), deutscher Kantor
- Weber, Georg (1791–1862), Landtagsabgeordneter Großherzogtum Hessen
- Weber, Georg (1808–1888), deutscher Historiker und Altphilologe
- Weber, Georg (1816–1891), deutscher Arzt, Mitglied des Kommunistischen Korrespondenz-Komitee
- Weber, Georg (1842–1899), deutscher Theaterschauspieler und Opernsänger (Bass)
- Weber, Georg (1892–1964), deutscher Lehrer, Oberbürgermeister und Senator
- Weber, Georg (1910–1986), deutscher Unternehmer im Bereich des Garten- und Agrarhandels
- Weber, Georg (* 1950), Schweizer Autor
- Weber, Georg (* 1955), deutscher Drehbuchautor, Schauspieler und Regisseur
- Weber, Georg Heinrich (1752–1828), deutscher Arzt und Botaniker
- Weber, Georg Leonhard, deutscher Bildhauer
- Weber, Gerd (* 1933), deutscher Militär, Generalmajor der LSK/LV der Nationalen Volksarmee
- Weber, Gerd (* 1956), deutscher FußballspielerGerd Weber (* 1956)

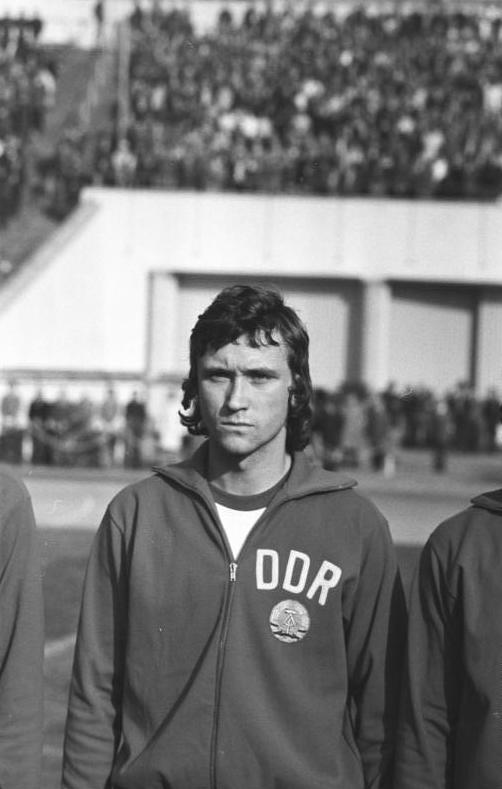
Gerd Weber (* 1956)

- Weber, Gerd Rainer (* 1966), deutscher Kommunalpolitiker
- Weber, Gerda (1923–2021), Vertreterin der Linken in den 1950er-Jahren, Kommunismusforscherin, Neulehrerin und Autorin
- Weber, Gerhard (* 1881), deutscher Jurist und dritter Präsident des Deutschen Tennis Bundes
- Weber, Gerhard (1898–1973), deutscher Mediziner
- Weber, Gerhard (1909–1986), deutscher Architekt und Hochschullehrer
- Weber, Gerhard (1921–2016), deutscher Physiker und Hochschullehrer
- Weber, Gerhard (* 1940), deutscher Fotograf
- Weber, Gerhard (1941–2020), deutscher Modeunternehmer
- Weber, Gerhard (1943–1997), deutscher Beamter und Politiker
- Weber, Gerhard (* 1948), deutscher Fotograf in Rostock
- Weber, Gerhard (* 1950), deutscher Theater-Regisseur und -Intendant
- Weber, Gerhard (* 1950), deutscher Archäologe
- Weber, Gerhild (1918–1996), deutsche Schauspielerin
- Weber, Gert (1927–2010), deutscher Schneidermeister und Literaturförderer
- Weber, Gert (* 1951), deutscher Maler und Grafiker
- Weber, Gert M. (* 1947), deutscher Architekt, Interior Designer, Schriftsteller, Künstler
- Weber, Glenna (* 1991), deutsche Schauspielerin und SängerinGlenna Weber (* 1991)

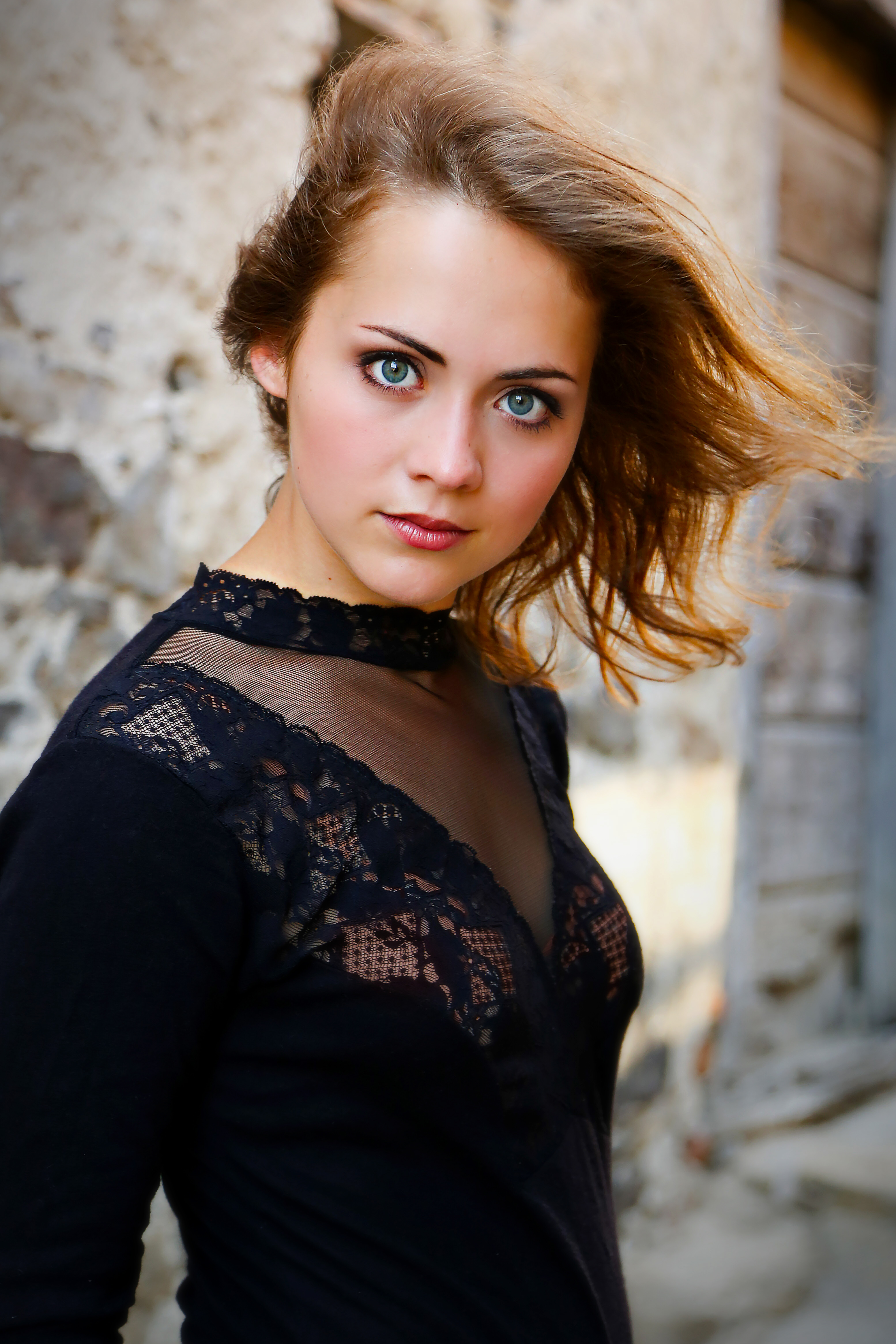
Glenna Weber (* 1991)

- Weber, Gottfried (1779–1839), deutscher Musiktheoretiker und Komponist
- Weber, Gottfried (1899–1958), deutscher General der Wehrmacht sowie Bundeswehr
- Weber, Gottfried (* 1914), deutscher Fußballtorhüter
- Weber, Gotthilf (1900–1987), deutscher Geistlicher und Herausgeber
- Weber, Gottlieb (1910–1996), Schweizer Radrennfahrer
- Weber, Gottwalt (1869–1934), deutscher Märchenschriftsteller
- Weber, Grant, US-amerikanischer Biathlet
- Weber, Gregor (* 1961), deutscher Althistoriker und Hochschullehrer
- Weber, Gregor (* 1968), deutscher Schauspieler und AutorGregor Weber (* 1968)

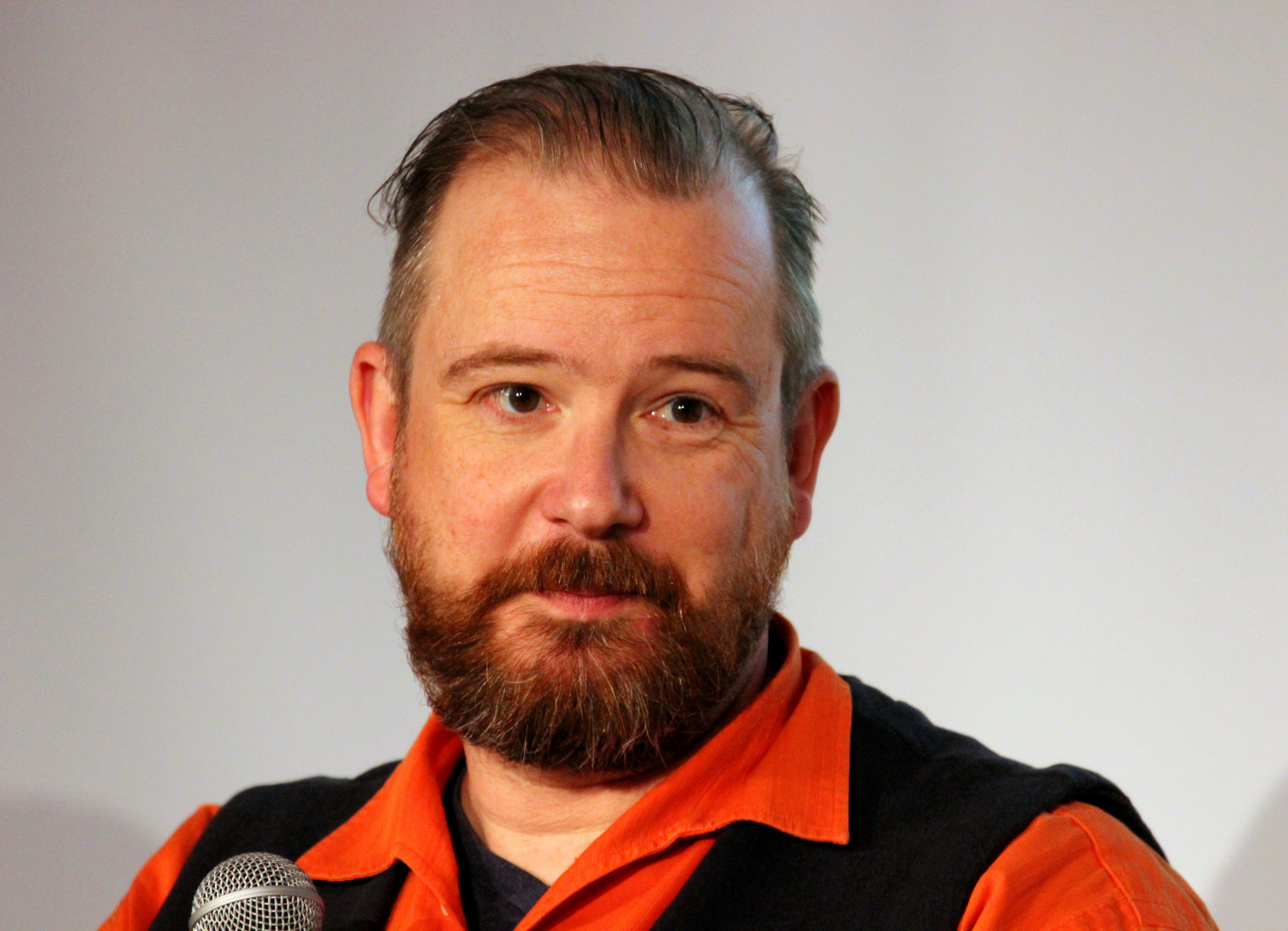
Gregor Weber (* 1968)

- Weber, Gregorio (1916–1997), argentinisch-US-amerikanischer Biochemiker
- Weber, Guido (1930–2015), deutscher Schauspieler, Kabarettist, Journalist und Hörspielsprecher
- Weber, Günter (1921–1975), deutscher Ingenieur, Flugzeugkonstrukteur und Hochschullehrer
- Weber, Günter (1935–2024), deutscher Politiker (SPD), MdL
- Weber, Günter (1952–2023), deutscher Fußballspieler
- Weber, Günther (1933–1984), deutscher Verwaltungsjurist
- Weber, Gustav (1845–1887), Schweizer Komponist

##### Weber, H
- Weber, Hannelore (* 1955), deutsche Psychologin und Hochschullehrerin an der Universität Greifswald
- Weber, Hannes (* 1979), deutscher Bäckermeister und Konditor
- Weber, Hanns-Jörn (1941–2021), deutscher Bühnen- und Fernsehschauspieler
- Weber, Hans (1839–1918), Schweizer Politiker, Richter und Journalist
- Weber, Hans (1895–1986), deutscher Politiker (KPD)
- Weber, Hans (1908–1981), Schweizer Politiker (BGB)
- Weber, Hans (1911–2006), deutscher Botaniker
- Weber, Hans (1912–2000), deutscher Ingenieur und Unternehmer
- Weber, Hans (1912–2003), deutscher Sozialdemokrat, Moorsoldat und Bürgermeister in Regensburg
- Weber, Hans (1913–1981), deutscher Klassischer Archäologe
- Weber, Hans (1925–2017), deutscher Anglist
- Weber, Hans (1934–1965), Schweizer Fussballspieler
- Weber, Hans (* 1936), deutscher Unternehmer (WeberHaus)
- Weber, Hans (1937–1987), deutscher Schriftsteller
- Weber, Hans (* 1937), deutscher Fußballspieler
- Weber, Hans (1941–1969), deutscher Motorsportler
- Weber, Hans Emil (1882–1950), deutscher evangelischer Theologe
- Weber, Hans H. (1911–1988), deutscher Regionalhistoriker
- Weber, Hans Hermann (1896–1974), deutscher Physiologe und Biochemiker
- Weber, Hans von (1872–1924), deutscher Verleger und Kunstmäzen
- Weber, Hans-Georg (* 1940), deutscher Experimentalphysiker
- Weber, Hans-Günter (1927–2002), deutscher Maler
- Weber, Hans-Günther (1916–2003), deutscher Oberstadtdirektor
- Weber, Hans-Jürgen (* 1955), deutscher Fußballschiedsrichter
- Weber, Hans-Oskar (1919–2002), deutscher Bibliothekar
- Weber, Hans-Otto (1926–2014), deutscher Politiker (SPD), MdL
- Weber, Hans-Wolfgang (1916–1986), deutscher Fußballtrainer
- Weber, Harm (1928–2015), deutscher Politiker (SPD), MdL
- Weber, Harm-Uwe (* 1958), deutscher Kommunalpolitiker (SPD) und Landrat
- Weber, Harold (1882–1933), US-amerikanischer Golfer
- Weber, Harri (1931–1988), deutscher Gewerkschafter (FDGB)
- Weber, Harry (1921–2007), österreichischer Fotograf
- Weber, Hartmut (* 1945), deutscher Archivar, Präsident des Bundesarchivs
- Weber, Hartmut (* 1960), deutscher Leichtathlet
- Weber, Hasko (* 1963), deutscher Schauspieler, Theaterregisseur und -intendant
- Weber, Heidi (* 1927), Schweizer Innenarchitektin, Galeristin, Museumsleiterin, Repräsentation des bildnerischen Werks von Le Corbusier, Kunstvermittlerin und -sammlerin, Verlegerin
- Weber, Heidi, deutsche Schönheitskönigin sowie Fotomodell
- Weber, Heike (* 1962), deutsche Volleyballspielerin
- Weber, Heiko (* 1965), deutscher Fußballspieler und -trainerHeiko Weber (* 1965)

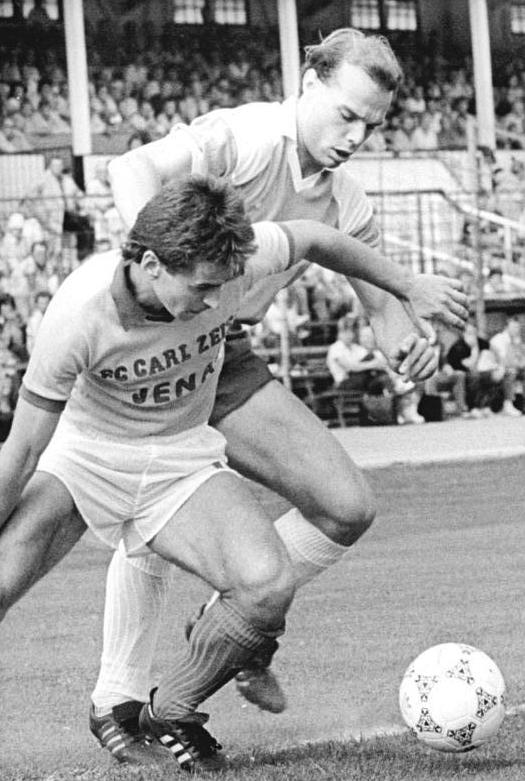
Heiko Weber (* 1965)

- Weber, Heinrich (1834–1898), deutscher katholischer Geistlicher und Historiker
- Weber, Heinrich (1839–1913), deutscher Porträt- und Genremaler
- Weber, Heinrich (1839–1928), deutscher Physiker
- Weber, Heinrich (1842–1913), deutscher Mathematiker
- Weber, Heinrich (1868–1934), deutscher Forstwissenschaftler und Hochschullehrer
- Weber, Heinrich (1875–1939), deutscher Ringer
- Weber, Heinrich (1885–1944), deutscher Kommunalpolitiker (SPD) und Gewerkschafter
- Weber, Heinrich (1888–1946), deutscher katholischer Theologe, Sozialethiker und Caritaswissenschaftler
- Weber, Heinrich (1892–1962), Schweizer Dessinateur, Maler und Gebrauchsgrafiker
- Weber, Heinrich (1900–1977), deutscher Fußballspieler
- Weber, Heinrich (1901–1970), deutscher Komponist
- Weber, Heinrich (1923–2010), deutscher Ringer
- Weber, Heinrich (* 1940), deutscher Linguist und Germanist
- Weber, Heinrich E. (1932–2020), deutscher Vegetationskundler, Musikwissenschaftler und Hochschullehrer
- Weber, Heinrich Eduard (1843–1935), Schweizer Pädagoge, Winzer und Unternehmer
- Weber, Heinrich Emil (1907–1997), Schweizer Elektroingenieur und Hochschullehrer
- Weber, Heinrich Friedrich (1843–1912), Schweizer Physiker
- Weber, Heinrich Johann Nepomuk (1767–1847), Schweizer Politiker
- Weber, Heinrich Leo (1847–1899), Schriftsteller und Pädagoge
- Weber, Heinrich von (1818–1890), deutscher Agrarökonom
- Weber, Heinz (* 1976), österreichischer Fußballtorhüter
- Weber, Heinz-Joachim (* 1943), deutscher Medienmanager, ehemaliger Direktor Produktion und Technik des WDR
- Weber, Helene (1881–1962), deutsche Politikerin (Zentrum, CDU), MdR, MdLHelene Weber (1881–1962)
- Weber, Helga, deutsche Verlegerin

Helene Weber (1881–1962)

- Weber, Hellmuth von (1893–1970), deutscher Rechtswissenschaftler und Kriminologe
- Weber, Helmut (1917–1963), deutscher Politiker (FDP/DVP), Oberbürgermeister von Waiblingen
- Weber, Helmut (1930–2005), deutscher Moraltheologe und Hochschullehrer
- Weber, Helmut (* 1942), deutscher Arzt
- Weber, Helmut (* 1950), deutscher Eisspeedway-Rennfahrer
- Weber, Helmut Kurt (* 1933), deutscher Wirtschaftswissenschaftler und Hochschullehrer
- Weber, Henri (1944–2020), französischer Politiker (PS), Senator, MdEP
- Weber, Herbert (1925–1993), deutscher Bankmanager
- Weber, Herbert (* 1949), deutscher Politiker (CDU)
- Weber, Heribert (* 1953), deutscher Physiker
- Weber, Heribert (* 1955), österreichischer Fußballspieler und -trainerHeribert Weber (* 1955)

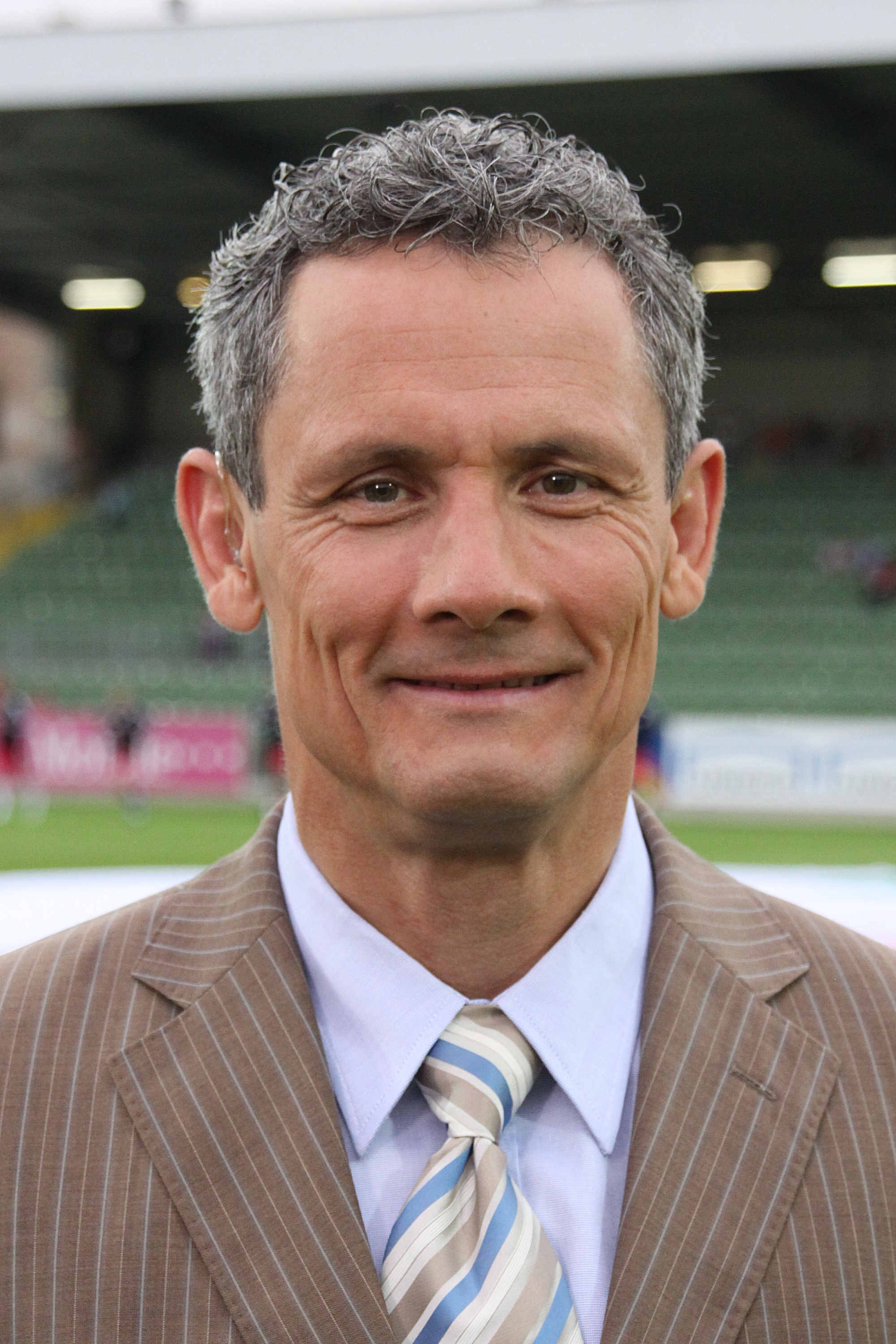
Heribert Weber (* 1955)

- Weber, Hermann (1830–1902), Landtagsabgeordneter Großherzogtum Hessen
- Weber, Hermann (1851–1938), deutscher Unternehmer und Politiker, MdL
- Weber, Hermann (1882–1955), deutscher Aktivist
- Weber, Hermann (1888–1937), deutscher KPD-Funktionär und Politiker
- Weber, Hermann (1896–1948), deutscher Motorradkonstrukteur und -rennfahrer
- Weber, Hermann (1899–1956), deutscher Zoologe
- Weber, Hermann (1902–1969), deutscher Politiker (CDU), MdL
- Weber, Hermann (1902–1976), deutscher Pfarrer und Heimatforscher
- Weber, Hermann (1903–1993), deutscher Fabrikant
- Weber, Hermann (1922–2014), deutscher Historiker
- Weber, Hermann (1928–2014), deutscher Historiker und Politikwissenschaftler
- Weber, Hermann (* 1936), deutscher Rechtsanwalt und Hochschullehrer
- Weber, Hermann (1939–2017), österreichischer Bahnbeamter und Ministerialbeamter
- Weber, Hermann (* 1959), deutscher Künstler, Hochschullehrer für Kunst und Design
- Weber, Hermann Anthony Cornelius (1822–1886), deutscher Politiker, MdHB, Senator und Bürgermeister
- Weber, Hermann David (1823–1918), deutsch-britischer Mediziner und Numismatiker
- Weber, Hilde (1913–1994), deutsch-brasilianische Malerin, Zeichnerin, Illustratorin und Keramikerin
- Weber, Horst (1911–1989), deutscher Bodenkundler
- Weber, Horst (* 1925), deutscher Hochschullehrer, Professor für Fertigungstechnik
- Weber, Horst (1932–1999), deutscher Maler und Grafiker
- Weber, Horst (* 1933), deutscher Hochschullehrer
- Weber, Horst (1934–2012), deutscher Jazzproduzent und Labelbetreiber
- Weber, Horst (* 1935), deutscher Physiker
- Weber, Horst (1939–2002), deutscher Schwimmer
- Weber, Horst (* 1944), deutscher Musikwissenschaftler
- Weber, Hubert (1908–1944), Schweizer Maler
- Weber, Hubert (1917–1997), deutscher Förster und Naturschützer
- Weber, Hubert (1920–2013), deutscher Kunstmaler und Bildhauer
- Weber, Hubert (1929–2017), deutscher Jurist und Politiker (SPD), MdB
- Weber, Hubert (* 1939), österreichischer Jurist, Präsident des Europäischen Rechnungshofes
- Weber, Hubert Philipp (* 1969), österreichischer Theologe, Autor und Hochschulrektor
- Weber, Hugo (1832–1904), deutscher klassischer Philologe, Germanist und Schulleiter
- Weber, Hugo (1854–1937), deutscher Architekt und Baubeamter
- Weber, Hugo (1889–1975), deutscher Volkswirt und Politiker (Wirtschaftspartei), MdL, Minister
- Weber, Hugo (1918–1971), schweizerisch-amerikanischer Bildhauer, Maler und Kunstpädagoge

##### Weber, I
- Weber, Ian (* 2000), deutscher Handballspieler
- Weber, Ida (1888–1977), schweizerische Unternehmerin
- Weber, Ilona (* 1945), deutsche Fotografin, Fotokünstlerin und Objektkünstlerin
- Weber, Ilse (1903–1944), tschechoslowakische deutschsprachige jüdische Schriftstellerin
- Weber, Ilse (1908–1984), schweizerische Malerin
- Weber, Immanuel (1633–1677), deutscher evangelischer Theologe und Dichter
- Weber, Immanuel (1659–1726), deutscher Rechtswissenschaftler, Historiker und Hochschullehrer
- Weber, Ina (* 1964), deutsche Bildhauerin und Malerin
- Weber, Ines (* 1970), deutsche römisch-katholische Theologin und Hochschullehrerin für Kirchengeschichte
- Weber, Ingmar (* 1978), deutscher Informatiker
- Weber, Isabella M. (* 1987), deutsche ÖkonominIsabella M. Weber (* 1987)

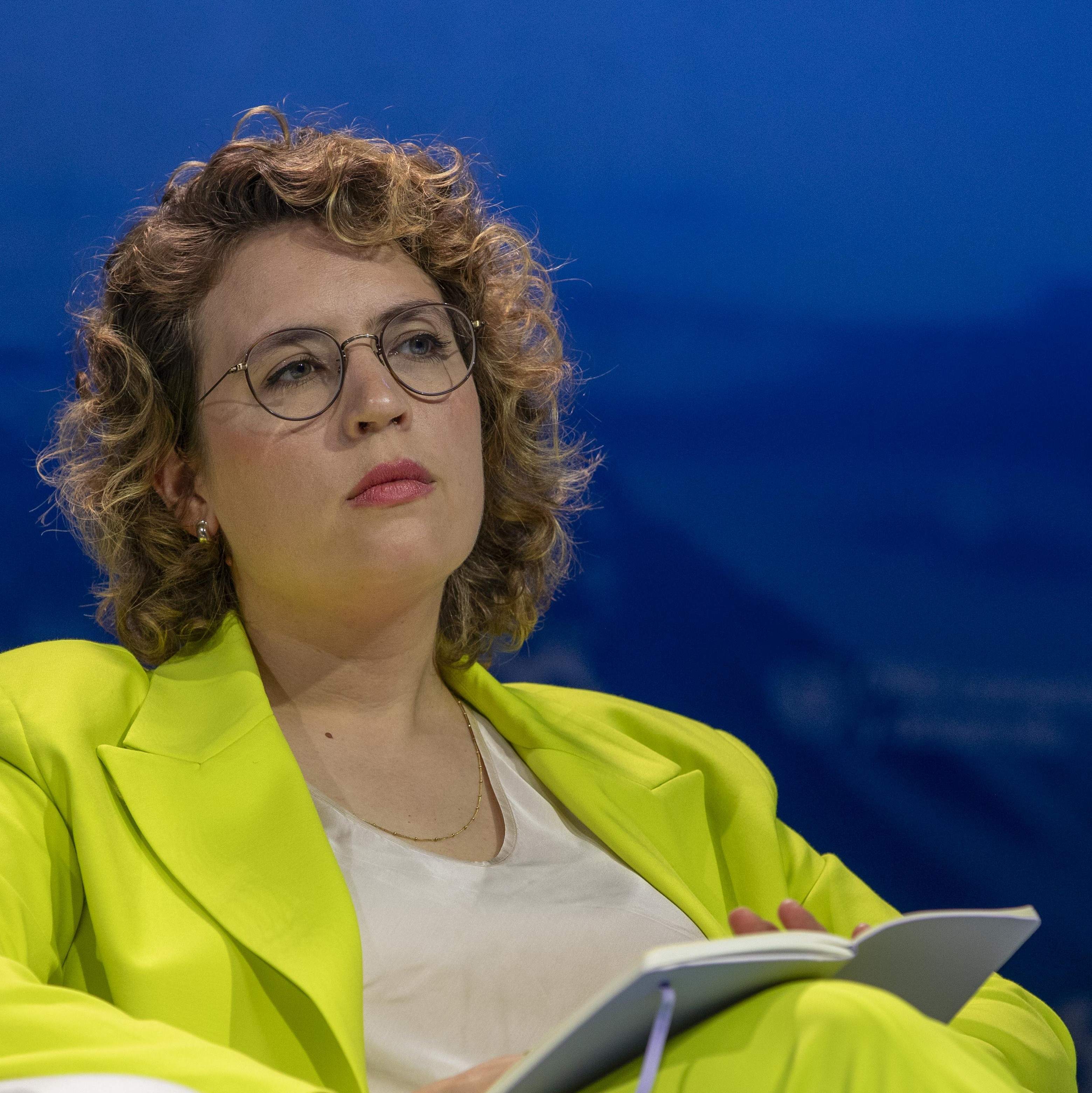
Isabella M. Weber (* 1987)

##### Weber, J
- Weber, Jacob (1872–1944), deutscher Politiker, Bürgermeister von Essen-Kray
- Weber, Jacques (* 1949), französischer Schauspieler
- Weber, Jade (* 2005), französische Schauspielerin und Model
- Weber, Jake (* 1963), britischer SchauspielerJake Weber (* 1963)

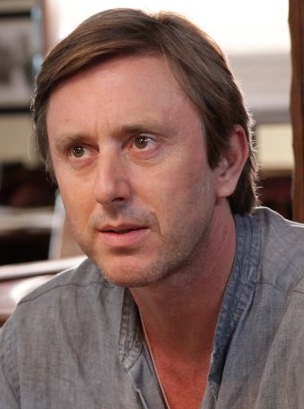
Jake Weber (* 1963)

- Weber, Jakob (1870–1958), russlanddeutscher Kunstmaler
- Weber, Jakob (1892–1979), deutscher KPD-Funktionär und Schriftsteller
- Weber, Jakob (1894–1957), deutscher Natur- und Heimatforscher
- Weber, Jakob (* 2004), deutscher Eishockeyspieler
- Weber, Jakob Andreas (1741–1792), deutscher Chemiker und Fachschriftsteller
- Weber, Jakob von (1630–1697), Schweizer Arzt und Politiker
- Weber, Janine (* 1991), österreichische Eishockeyspielerin
- Weber, Jaqueline (* 1995), brasilianische Mittelstreckenläuferin
- Weber, Jean-Julien (1888–1981), französischer Geistlicher, Bischof von Straßburg
- Weber, Jeanne († 1910), französische Serienmörderin
- Weber, Jelka (* 1971), deutsche Flötistin
- Weber, Jerome Ferdinand (1914–2008), kanadischer Geistlicher, Benediktiner, Abt von St. Peter in Muenster, Kanada
- Weber, Joachim (1913–1999), Schweizer Politiker (FDP)
- Weber, Joachim (* 1951), deutscher Fußballspieler
- Weber, Joachim (* 1959), deutscher Betriebswirt und Hochschullehrer
- Weber, Joachim (* 1966), deutscher Politiker (CDU)
- Weber, Joan (1935–1981), US-amerikanische Popsängerin
- Weber, Joerg (* 1950), österreichisch-deutscher Architekt und Hochschullehrer
- Weber, Johann, deutscher Pädagoge
- Weber, Johann (1828–1878), Schweizer Politiker
- Weber, Johann (1879–1916), deutscher römisch-katholischer Geistlicher und heimatkundlicher Schriftsteller
- Weber, Johann (1927–2020), römisch-katholischer Bischof der Diözese Graz-SeckauJohann Weber (1927–2020)

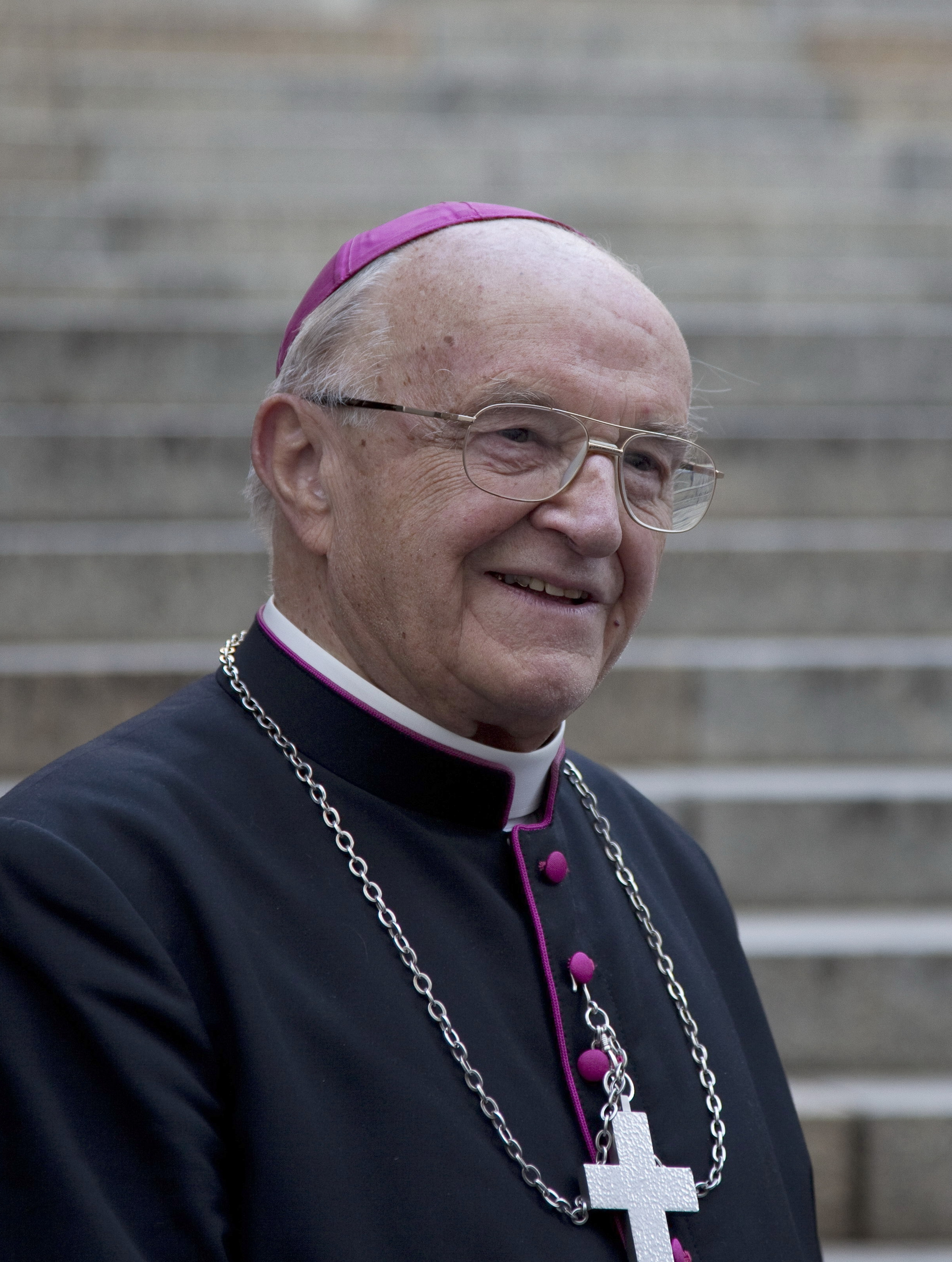
Johann Weber (1927–2020)

- Weber, Johann (1939–2021), deutscher Heimatforscher
- Weber, Johann (* 1965), österreichischer Politiker (ÖVP), Landtagsabgeordneter in Kärnten
- Weber, Johann Baptist (1756–1826), Baumeister des frühen Klassizismus in Südwestdeutschland
- Weber, Johann Baptist (1786–1848), römisch-katholischer Pfarrer
- Weber, Johann Georg (1687–1753), deutscher lutherischer Theologe
- Weber, Johann Jacob (1803–1880), deutscher Buchhändler und Verleger
- Weber, Johann Rudolf (1819–1875), Schweizer Musikpädagoge und Komponist
- Weber, Johanna (1910–2014), deutsch-britische Mathematikerin
- Weber, Johanna (* 1968), deutsche Sexarbeiterin und politische Aktivistin
- Weber, Johannes (1752–1799), Schweizer General-Lieutenant
- Weber, Johannes (1846–1912), Schweizer Holzstecher, Illustrator und Unternehmer
- Weber, Johannes (* 1910), deutscher Politiker (CDU)
- Weber, Johannes Baptist (1526–1584), deutscher Jurist und Reichsvizekanzler
- Weber, John B. (1842–1926), US-amerikanischer Politiker
- Weber, Jon (* 1961), amerikanischer Jazzmusiker (Piano, Komposition)
- Weber, Jonas (* 1982), deutscher Politiker (SPD), MdL
- Weber, Jörg (* 1965), deutscher Fußballspieler und -trainer
- Weber, Jos (1938–2003), deutscher Architekt
- Weber, José Clemente (* 1937), brasilianischer Geistlicher und emeritierter römisch-katholischer Bischof von Santo Ângelo
- Weber, Josef (1863–1944), österreichischer Chemiker
- Weber, Josef (1886–1972), deutscher Pädagoge und Politiker (Zentrum, CDU), MdL
- Weber, Josef (1898–1970), deutscher Fußballspieler
- Weber, Josef (1908–1985), deutscher Funktionär von Parteien und Gruppierungen der bundesdeutschen Friedensbewegung
- Weber, Josef (* 1935), deutscher Polizeibeamter und Politiker (CDU), MdL
- Weber, Josef Anton von (1685–1728), Schweizer Politiker
- Weber, Josef Ludwig von (1750–1835), Schweizer Politiker
- Weber, Joseph (1798–1883), deutscher Maler
- Weber, Joseph (1799–1857), deutscher Jurist und Politiker
- Weber, Joseph (1846–1918), römisch-katholischer Erzbischof
- Weber, Joseph (1894–1932), deutscher Politiker (KPD/SPD), MdL Bayern
- Weber, Joseph (1919–2000), US-amerikanischer PhysikerJoseph Weber (1919–2000)

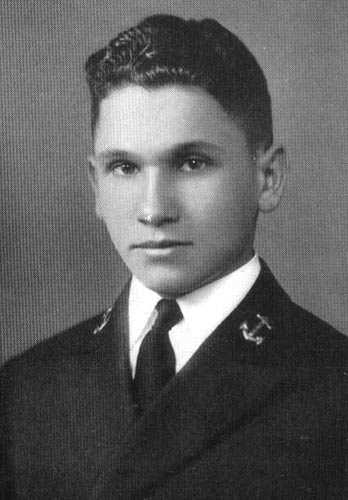
Joseph Weber (1919–2000)

- Weber, Joseph Miroslav (1854–1906), tschechischer Komponist
- Weber, Joseph von (1753–1831), deutscher römisch-katholischer Geistlicher und Naturwissenschaftler
- Weber, Joseph von (1813–1906), österreichischer Feldzeugmeister
- Weber, Josiane (* 1957), luxemburgische Historikerin und Germanistin
- Weber, Josip (1964–2017), jugoslawischer bzw. kroatisch-belgischer Fußballspieler
- Weber, Judith (* 1974), deutsche Schriftstellerin
- Weber, Jule (* 1993), deutsche Poetry Slammerin, Lyrikerin und Autorin
- Weber, Julia (* 1979), deutsche Kunsthistorikerin
- Weber, Julia (* 1983), Schweizer Schriftstellerin
- Weber, Julian (* 1967), deutscher Manager, Interessenvertreter, Wissenschaftler, Dozent und Autor im Bereich der Automobilentwicklung und Mobilität
- Weber, Julian (* 1994), deutscher SpeerwerferJulian Weber (* 1994)

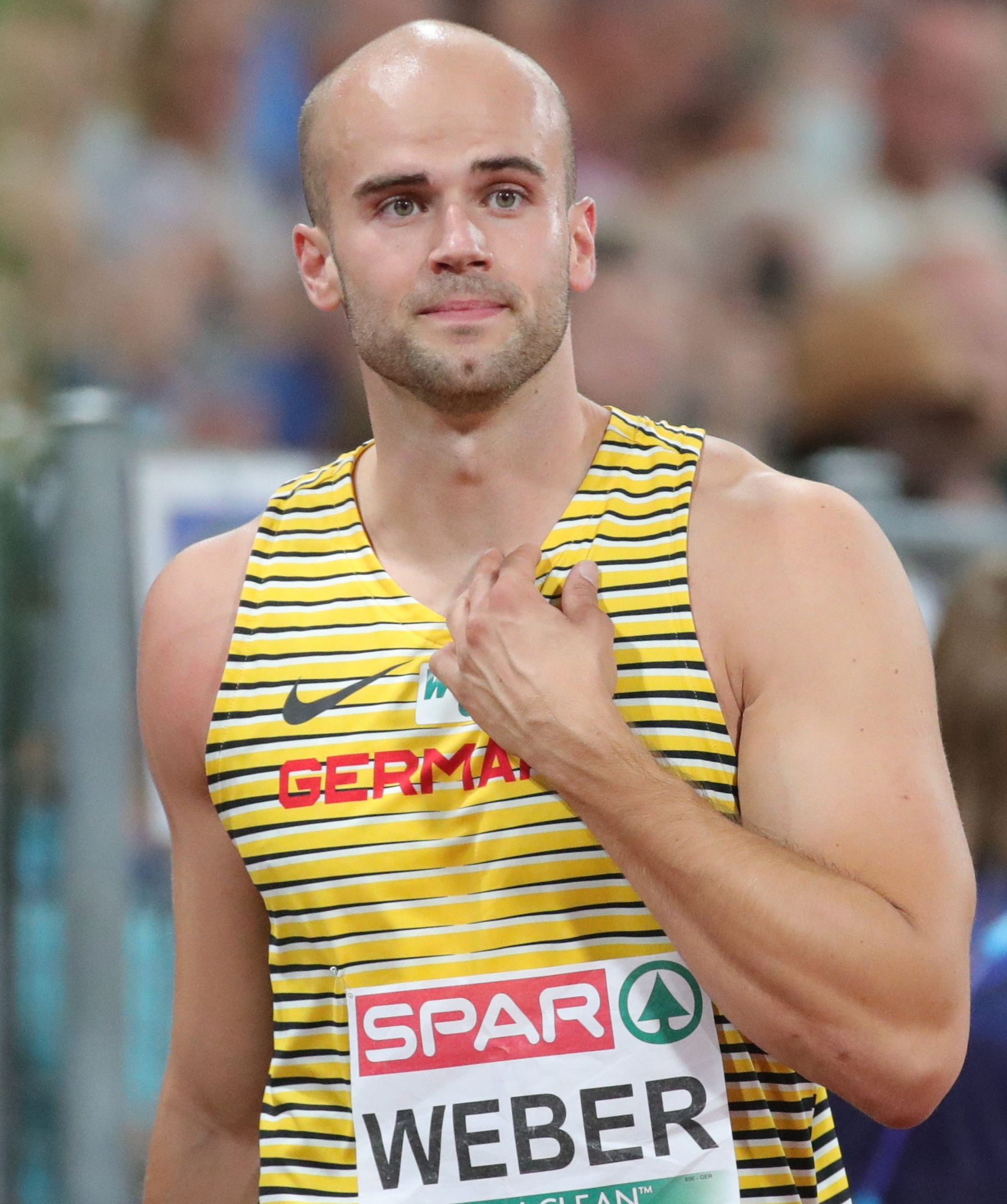
Julian Weber (* 1994)

- Weber, Juliane (1939–2023), Büroleiterin Helmut Kohls
- Weber, Julius (1838–1906), Schweizer Kaufmann und Unternehmer
- Weber, Julius (1840–1934), deutscher Unternehmer und Kommunalpolitiker in Duisburg
- Weber, Julius (1888–1942), bukowinischer deutschsprachiger Journalist
- Weber, Julius (1904–1942), deutscher Politiker (NSDAP), MdR
- Weber, Jup (1950–2021), luxemburgischer Politiker, Mitglied der Chambre, MdEP
- Weber, Jürgen (1928–2007), deutscher Bildhauer
- Weber, Jürgen (* 1936), deutscher Maler und Grafiker
- Weber, Jürgen (1941–2025), deutscher Ingenieur und Manager
- Weber, Jürgen (* 1944), deutscher Historiker und Politikwissenschaftler
- Weber, Jürgen (* 1944), deutscher Fußballspieler
- Weber, Jürgen (* 1945), deutscher Kommunalpolitiker und Oberbürgermeister von Würzburg
- Weber, Jürgen (1953–2015), deutscher Polizist
- Weber, Jürgen (* 1953), deutscher Wirtschaftswissenschaftler und Hochschullehrer
- Weber, Jürgen (* 1955), deutscher Politiker (SPD), MdL
- Weber, Jürgen (* 1961), deutscher Bibliothekar und Autor in Weimar
- Weber, Jürgen (* 1963), deutscher Regisseur und Autor
- Weber, Jutta, deutsche Geisteswissenschaftlerin
- Weber, Jutta (* 1954), deutsche Schwimmerin

##### Weber, K
- Weber, Karin (* 1953), deutsche Politikerin (Die Linke), Landtagsabgeordnete in Brandenburg
- Weber, Karin S. (* 1948), deutsche Bildungswissenschaftlerin
- Weber, Karina (* 1962), deutsche Politikerin (Partei Rechtsstaatlicher Offensive)
- Weber, Karl (1712–1764), Schweizer Militäringenieur und Archäologe (Amateur)
- Weber, Karl (1864–1929), Landtagsabgeordneter Großherzogtum Hessen
- Weber, Karl (1867–1920), württembergischer Oberamtmann
- Weber, Karl (1870–1915), deutscher Architekt und Hochschullehrer
- Weber, Karl (1880–1961), Schweizer Journalist, Zeitungswissenschaftler und Politiker (FDP)
- Weber, Karl (1885–1945), deutscher Jurist und Politiker (NSDAP), MdL
- Weber, Karl (1897–1965), deutscher Filmarchitekt
- Weber, Karl (1898–1985), deutscher Politiker (CDU), MdB, Bundesjustizminister
- Weber, Karl (1923–2011), deutscher Maler und Grafiker
- Weber, Karl (* 1936), deutscher Politiker (CDU), MdL, MdB
- Weber, Karl (* 1942), deutscher Sportwissenschaftler und Präsident des Deutschen Tennis Bundes
- Weber, Karl (* 1951), österreichischer Jurist
- Weber, Karl (* 1972), österreichischer Politiker (ÖVP) und Betriebswirt
- Weber, Karl August (1895–1955), deutscher Anglist
- Weber, Karl Christian (1886–1970), Steyler Missionar, Apostolischer Vikar und Bischof von Ichowfu, China
- Weber, Karl Friedrich (1794–1861), deutscher Klassischer Philologe
- Weber, Karl Gottlieb von (1773–1849), deutscher Kirchenrechtler und Verwaltungsjurist
- Weber, Karl Julius (1767–1832), deutscher Schriftsteller und SatirikerKarl Julius Weber (1767–1832)

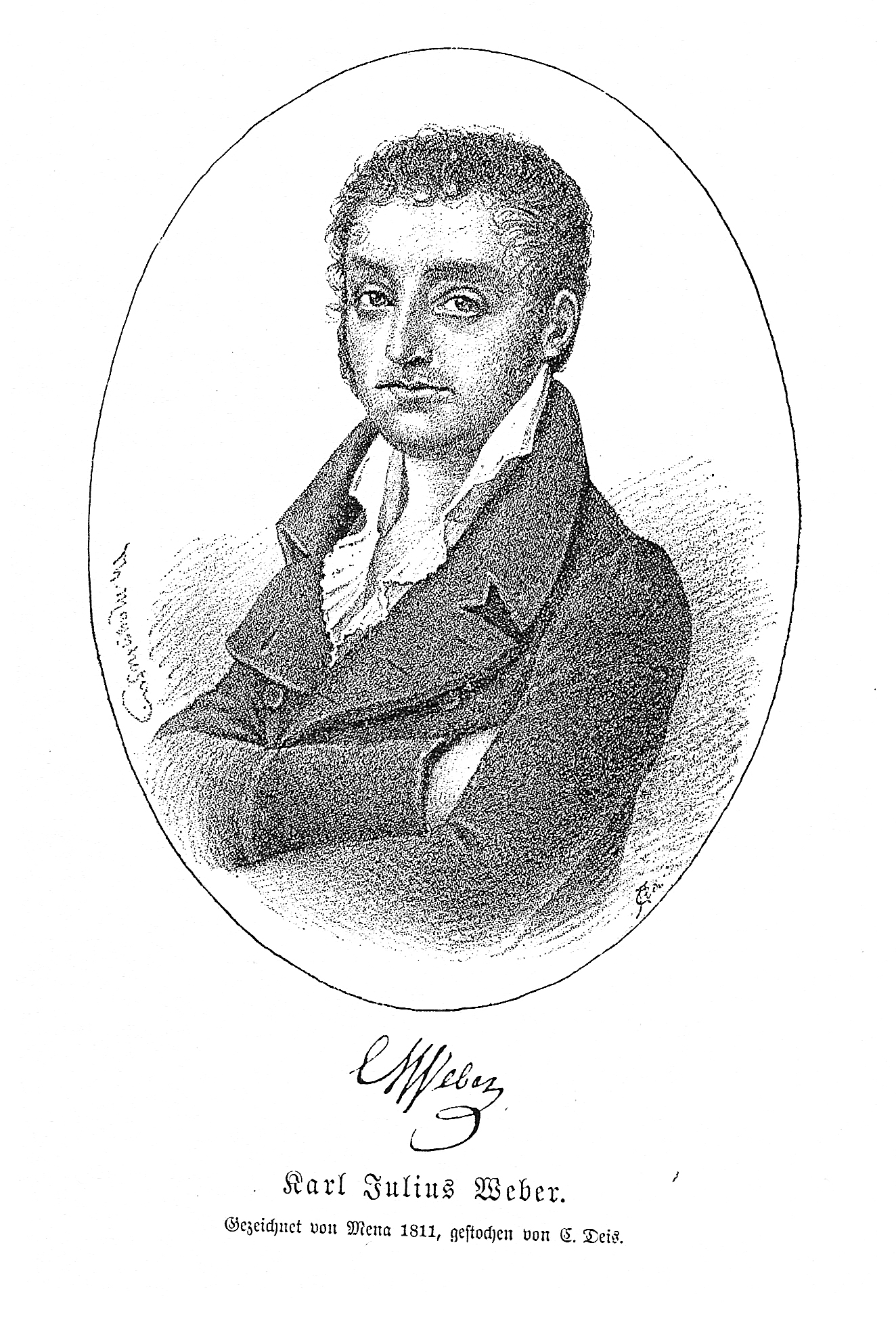
Karl Julius Weber (1767–1832)

- Weber, Karl Maria (1908–1964), deutscher römisch-katholischer Geistlicher, Ordensmann, Missionar und Märtyrer
- Weber, Karl Otto (1827–1867), deutscher Chirurg, Pathologe und Paläobotaniker
- Weber, Karl von (1806–1879), deutscher Historiker
- Weber, Karl von (1879–1964), Schweizer Politiker
- Weber, Karl von (1892–1941), deutscher Generalmajor im Zweiten Weltkrieg
- Weber, Karlheinz (* 1934), deutscher Fernschachspieler
- Weber, Karsten (* 1967), deutscher Philosoph
- Wéber, Kata (* 1980), ungarische Drehbuch- und Bühnenautorin und Film- und Theaterschauspielerin
- Weber, Katharina (* 1958), Schweizer Pianistin und Komponistin
- Weber, Kathy (* 1980), deutsche FernsehmoderatorinKathy Weber (* 1980)

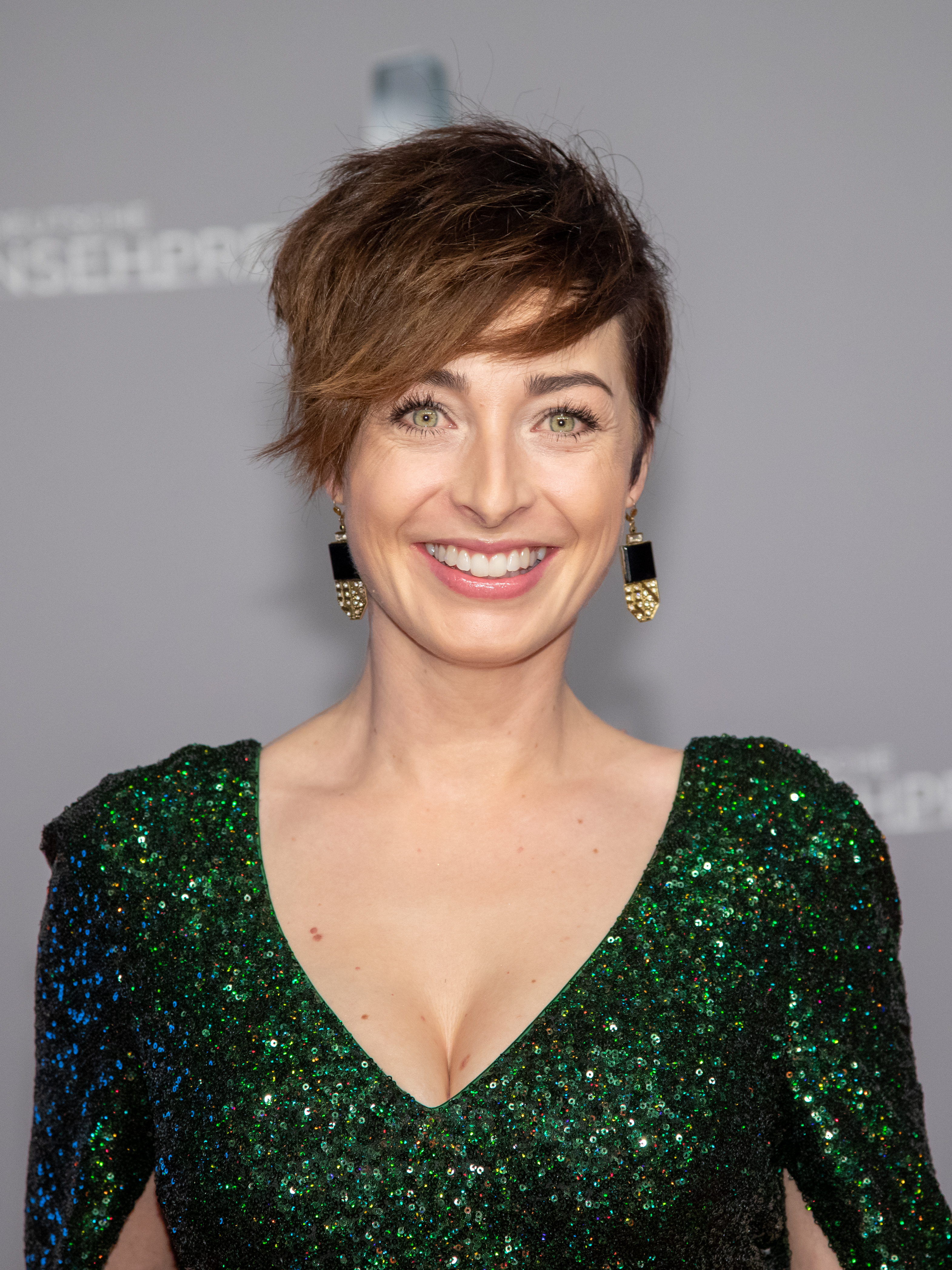
Kathy Weber (* 1980)

- Weber, Katrin (* 1963), deutsche Sängerin, Musicaldarstellerin, Schauspielerin und Kabarettistin
- Weber, Katrin (* 1976), deutsche Shorttrackerin
- Weber, Kilian (1887–1954), deutscher Lehrer und Heimatforscher
- Weber, Kim (1945–2022), finnischer Regattasegler
- Weber, Kim (* 1971), deutscher Boxer
- Weber, Klaus, deutscher Basketballspieler
- Weber, Klaus (1928–2018), deutscher Maler und Grafiker
- Weber, Klaus (1936–2016), deutscher Biochemiker und Molekularbiologe
- Weber, Klaus (* 1939), deutscher Rechtswissenschaftler, Richter, Autor
- Weber, Klaus (* 1955), deutscher Fußballspieler
- Weber, Klaus (* 1957), deutscher Jurist
- Weber, Klaus (* 1960), deutscher Historiker
- Weber, Klaus Peter (* 1941), deutscher Kameramann
- Weber, Krischa (* 1961), deutsche Cellistin und Improvisationsmusikerin
- Weber, Kurt (1893–1964), österreichischer Maler und Grafiker
- Weber, Kurt (1907–1985), deutscher Jurist, Richter am Bundesgerichtshof
- Weber, Kurt (1924–1970), deutscher Politiker (LDP, FDP)
- Weber, Kurt (1926–2007), deutscher Physiker und Kristallograph
- Weber, Kurt (1928–2015), polnischer Kameramann und Filmregisseur
- Weber, Kurt (* 1940), Schweizer Klarinettist

##### Weber, L
- Weber, Larissa (* 1978), deutsche Kommunalpolitikerin
- Weber, Laura (* 1984), deutschen Politikerin (Bündnis 90/Die Grünen), MdL Bayern
- Weber, LaVern E. (1923–1999), US-amerikanischer Offizier, Generalleutnant der US Army
- Weber, Lenchen (1898–1945), deutsche Politikerin (SPD) im Saarland
- Weber, Leo (1841–1935), Schweizer Jurist, Bundesbeamter sowie liberaler Politiker
- Weber, Leo (1876–1969), schweizerischer Pädagoge
- Weber, Leo (1909–2000), Schweizer Pädagoge sowie Hochschullehrer
- Weber, Leo (1920–1995), Schweizer Politiker
- Weber, Leo (1928–2019), deutscher Ordenspriester, Kirchen- und Kunsthistoriker
- Weber, Leon (* 2002), deutscher Dartspieler
- Weber, Leonhard (1848–1919), deutscher Physiker
- Weber, Leonhard (1883–1968), Schweizer Kristallograph und Mineraloge
- Weber, Leonhard (1912–1969), Schweizer römisch-katholischer Theologe und Hochschullehrer
- Weber, Leopold, deutscher Stempelschneider und herzoglich braunschweig-lüneburgischer Münzmeister
- Weber, Leopold (* 1866), deutscher Schriftsteller
- Weber, Leopold (1899–1951), österreichischer Politiker (SPÖ), Landtagsabgeordneter
- Weber, Leopold (* 1948), österreichischer Geologe
- Weber, Linus (* 1999), deutscher VolleyballspielerLinus Weber (* 1999)

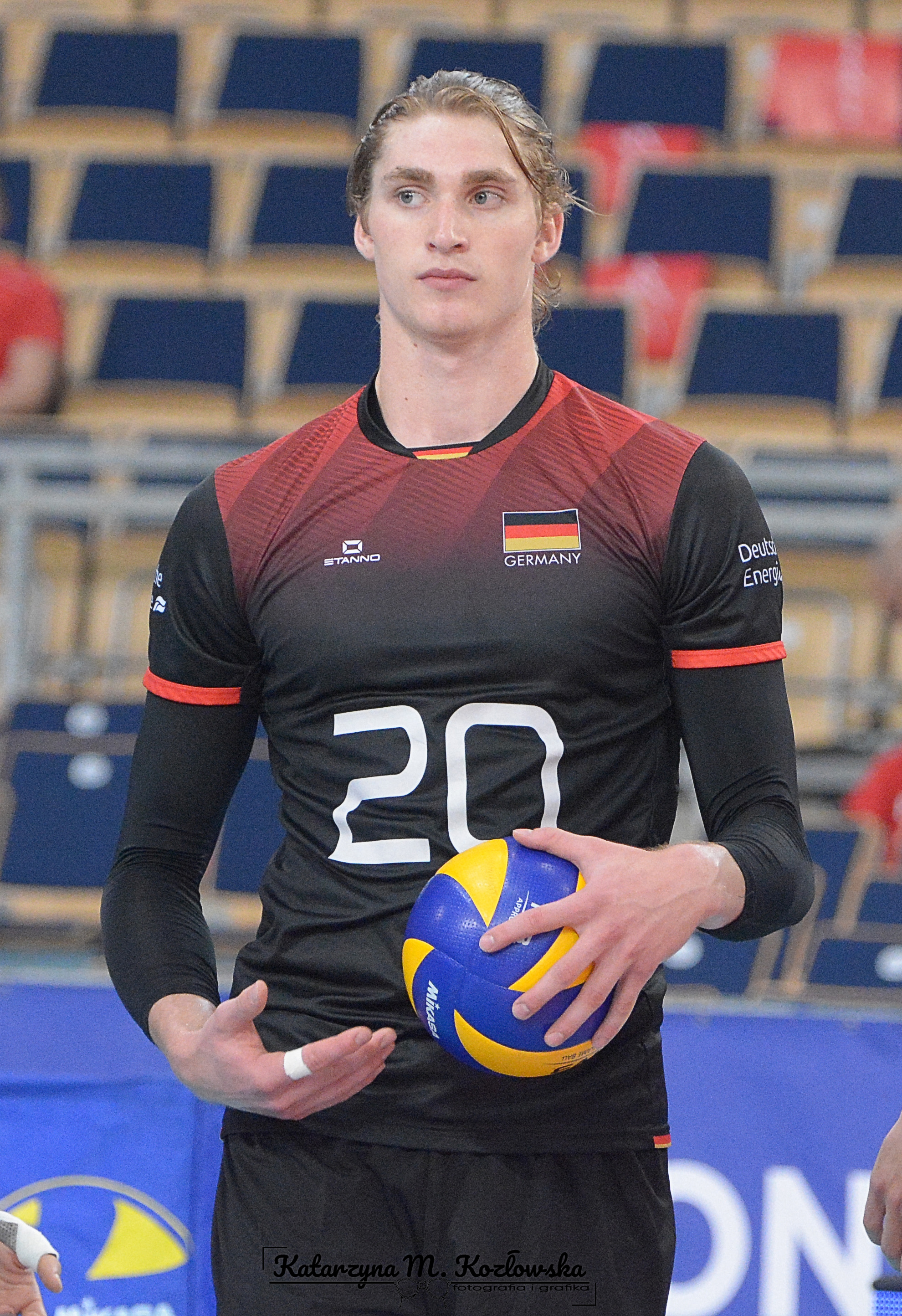
Linus Weber (* 1999)

- Weber, Lionel (* 1996), Schweizer Tischtennisspieler
- Weber, Lisa (* 1990), österreichische Filmregisseurin
- Weber, Lois (1879–1939), US-amerikanische Filmregisseurin
- Weber, Lothar (1925–2010), deutscher Maler und Grafiker
- Weber, Louis Léon (1891–1972), Schweizer Bildhauer
- Weber, Louisa, deutsche Drehbuchautorin
- Weber, Lucille (* 1977), deutsche Eisschnellläuferin
- Weber, Ludwig (1809–1853), österreichischer Unternehmer und Politiker, Landtagsabgeordneter
- Weber, Ludwig (1846–1922), deutscher evangelischer Theologe und Sozialreformer
- Weber, Ludwig (1875–1942), deutscher Jurist, Stadtsyndikus und Polizeidirektor, Abgeordneter und Bürgermeister, Autor, Staatssekretär und Aufsichtsratsvorsitzender
- Weber, Ludwig (1891–1947), deutscher Komponist und Musikpädagoge
- Weber, Ludwig (1895–1991), deutscher Pilot, Ingenieur, Konstrukteur; Pionier des Auto-, Motorrad- und Flugzeugbaus
- Weber, Ludwig (1899–1974), österreichischer Opernsänger (Bass)
- Weber, Luzi (* 1989), Schweizer Unihockeyspieler
- Weber, Lydia (* 1990), deutsche Kanutin

##### Weber, M
- Weber, Maja (* 1974), Schweizer Cellistin
- Weber, Maja (* 1976), deutsche Journalistin und Fernsehmoderatorin
- Weber, Manfred (* 1944), deutscher Fußballspieler
- Weber, Manfred (* 1950), deutscher Wirtschaftswissenschaftler
- Weber, Manfred (* 1972), deutscher Politiker (CSU), MdL, MdEPManfred Weber (* 1972)

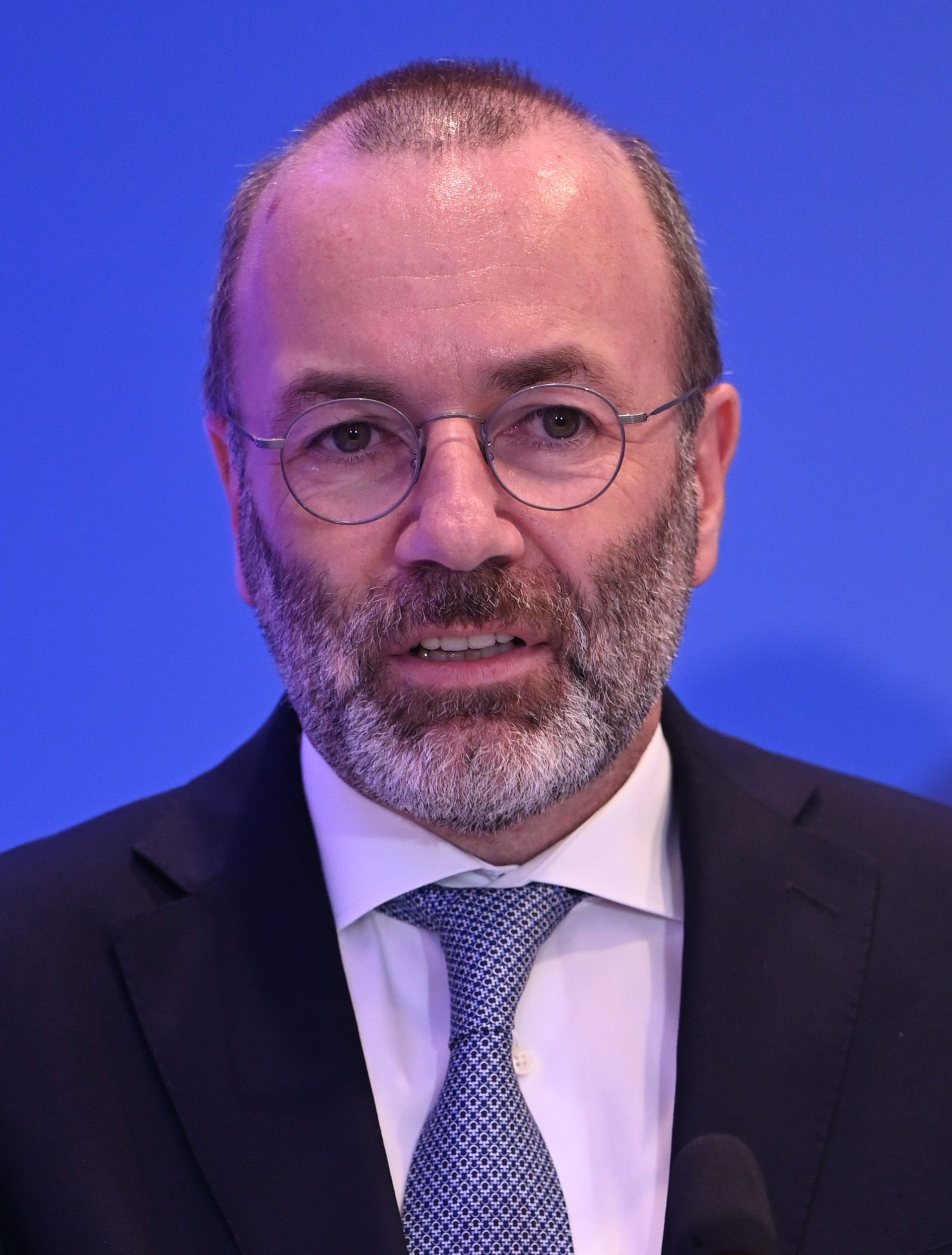
Manfred Weber (* 1972)

- Weber, Manfried (* 1937), deutscher Politiker (SPD), MdL
- Weber, Mäni (1935–2006), Schweizer Fernseh-Quizmaster, Moderator und Radioreporter
- Weber, Manuel (* 1985), österreichischer Fußballspieler
- Weber, Marc (* 1972), deutscher Ruderer
- Weber, Marc (* 1973), Schweizer Eishockeyspieler
- Weber, Marc (* 1997), deutscher Ruderer
- Weber, Marco (* 1966), deutscher Filmproduzent
- Weber, Marco (* 1975), deutscher Politiker (FDP), MdL
- Weber, Marco (* 1982), deutscher Eisschnellläufer
- Weber, Marcus (* 1992), deutscher Eishockeyspieler
- Weber, Marek (1888–1964), deutscher Orchesterleiter und Violinist
- Weber, Margarethe (1932–2023), deutsche Neurologin und Hirnforscherin
- Weber, Margot (* 1960), deutsche Juristin
- Weber, Margrit (1924–2001), Schweizer Pianistin
- Weber, Maria (1899–1984), deutsche Bildhauerin
- Weber, Maria (1919–2011), erste SOS-Kinderdorf-Mutter
- Weber, Maria (1919–2002), deutsche Gewerkschafterin
- Weber, Maria Joseph (1887–1949), Lothringer Priester, Spiritanerpater, Superior des Missionskonviktes St. Guido in Speyer, Autor und Volksmissionar
- Weber, Marianne (1870–1954), deutsche Frauenrechtlerin und RechtshistorikerinMarianne Weber (1870–1954)

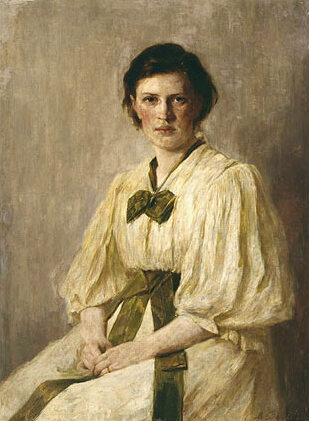
Marianne Weber (1870–1954)

- Weber, Marianne (* 1955), niederländische Schlagersängerin
- Weber, Marianne (* 1956), deutsche Ruderin
- Weber, Marie (1871–1952), deutsche Landschaftsmalerin
- Weber, Marietta (1887–1937), Schweizer Schauspielerin
- Weber, Marion (* 1959), deutsche Eiskunstläuferin
- Weber, Mark (* 1951), US-amerikanischer Geschichtsrevisionist, Holocaustleugner
- Weber, Marnie (* 1959), US-amerikanische Künstlerin
- Weber, Martha (1904–1998), erzgebirgische Heimatdichterin
- Weber, Martin (1890–1941), deutscher Architekt
- Weber, Martin (* 1952), deutscher Ökonom, Hochschullehrer für Betriebswirtschaftslehre
- Weber, Martin (* 1954), deutscher Skispringer
- Weber, Martin (* 1957), Schweizer Fußballspieler und -trainer
- Weber, Martin (* 1971), österreichischer Politiker (SPÖ)
- Weber, Martina, österreichische forensische Palynologin
- Weber, Martina (* 1964), deutsche Fußballspielerin
- Weber, Martina (* 1966), deutsche Lyrikerin, Sachbuchautorin und Juristin
- Weber, Martina (* 1982), deutsche Basketballspielerin
- Weber, Mary Ellen (* 1962), US-amerikanische Astronautin
- Weber, Mathias (1777–1848), österreichischer Orgelbauer
- Weber, Mathias (1778–1803), deutscher Räuber
- Weber, Mathilde (1829–1901), deutsche Frauenrechtlerin und Sozialarbeiterin
- Weber, Mathilde (1909–1996), deutsche Ärztin
- Weber, Matthias (1928–2006), deutscher Hochschullehrer und Heimatforscher
- Weber, Matthias (* 1961), deutscher Komponist
- Weber, Matthias (* 1961), deutscher Historiker
- Weber, Matthias (* 1977), deutscher Basketballtrainer
- Weber, Matthias (* 1980), deutscher Basketballspieler
- Weber, Matthias M. (* 1960), deutscher Psychiater
- Weber, Mauk (1914–1978), niederländischer Fußballspieler
- Weber, Maurice (* 1981), deutscher Boxer (deutscher Meister)
- Weber, Maurice (* 1991), deutscher Spielejournalist, Streamer und Content-Creator
- Weber, Mauricio (* 1982), uruguayischer Fußballspieler
- Weber, Max (1824–1901), deutsch-amerikanischer Offizier und Beamter, General der Nordstaaten
- Weber, Max (1864–1920), deutscher Soziologe und NationalökonomMax Weber (1864–1920)

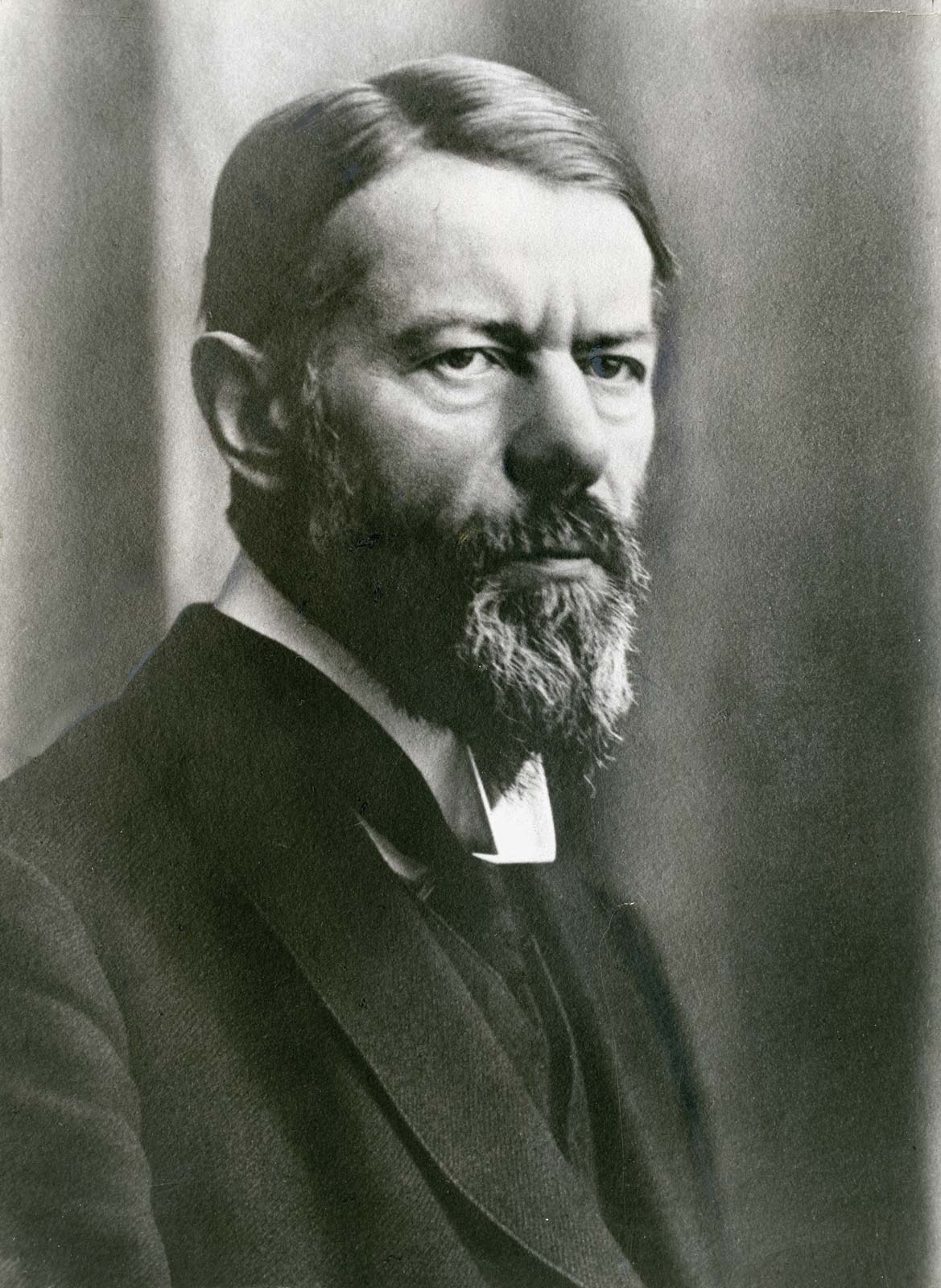
Max Weber (1864–1920)

- Weber, Max (1881–1961), polnisch-US-amerikanischer Maler und Bildhauer
- Weber, Max (1885–1946), deutscher Schauspieler, Politiker und Agitator (KPD, NSDAP)
- Weber, Max (1897–1974), Schweizer Politiker
- Weber, Max (1922–2007), deutscher Leichtathlet und Olympiateilnehmer
- Weber, Max (1931–2022), deutscher Politiker (SPD)
- Weber, Max (* 1964), deutscher Handbiker
- Weber, Max (* 1985), deutscher Basketballspieler
- Weber, Max Maria von (1822–1881), deutscher Eisenbahningenieur und SchriftstellerMax Maria von Weber (1822–1881)

Max Maria von Weber (1822–1881)

- Weber, Max Reinhold (1897–1982), Schweizer Bildhauer, Maler, Zeichner und Lithograf
- Weber, Max senior (1836–1897), deutscher Kommunalbeamter und Politiker (NLP), MdR
- Weber, Max Wilhelm Carl (1852–1937), deutsch-niederländischer Zoologe und Ichthyologe
- Weber, Maxime (* 1993), luxemburgischer Schriftsteller, Literatur- und Musikkritiker, Romancier, Journalist, Drehbuchautor
- Weber, Maximilian (1866–1944), deutscher Mineraloge und Geologe
- Weber, Mechthild (* 1960), deutsche Politikerin (Bündnis 90/Die Grünen)
- Weber, Meike (* 1987), deutsche Fußballspielerin
- Weber, Meta (* 1885), deutsche Opernsängerin und Filmschauspielerin
- Weber, Michael (1754–1833), deutscher lutherischer Theologe
- Weber, Michael (1827–1885), deutsch-schweizerischer Braumeister
- Weber, Michael (1920–2012), deutscher Politiker (SPD), MdL
- Weber, Michael (* 1952), deutscher Redakteur
- Weber, Michael (* 1958), deutscher Schauspieler, Autor und Regisseur
- Weber, Michael (* 1959), deutscher Politiker (B’90/Grüne), MdL
- Weber, Michael (* 1959), deutscher Informatiker und Hochschullehrer
- Weber, Michael (* 1967), deutscher Filmproduzent
- Weber, Michael (1969–1989), deutscher Abiturient, Todesopfer an der bulgarisch-griechischen Grenze
- Weber, Michael H., US-amerikanischer Drehbuchautor und Executive Producer
- Weber, Michael René (* 1950), deutscher Politiker (CDU), MdHB
- Weber, Michel (1938–2011), deutscher Rennfahrer
- Weber, Michel (* 1963), belgischer Philosoph
- Weber, Mike (* 1987), US-amerikanischer Eishockeyspieler und -trainer
- Weber, Mili (1891–1978), Schweizer KünstlerinMili Weber (1891–1978)

Mili Weber (1891–1978)

- Weber, Milton (1910–1968), US-amerikanischer Violinist
- Weber, Monika (* 1943), Schweizer PolitikerinMonika Weber (* 1943)

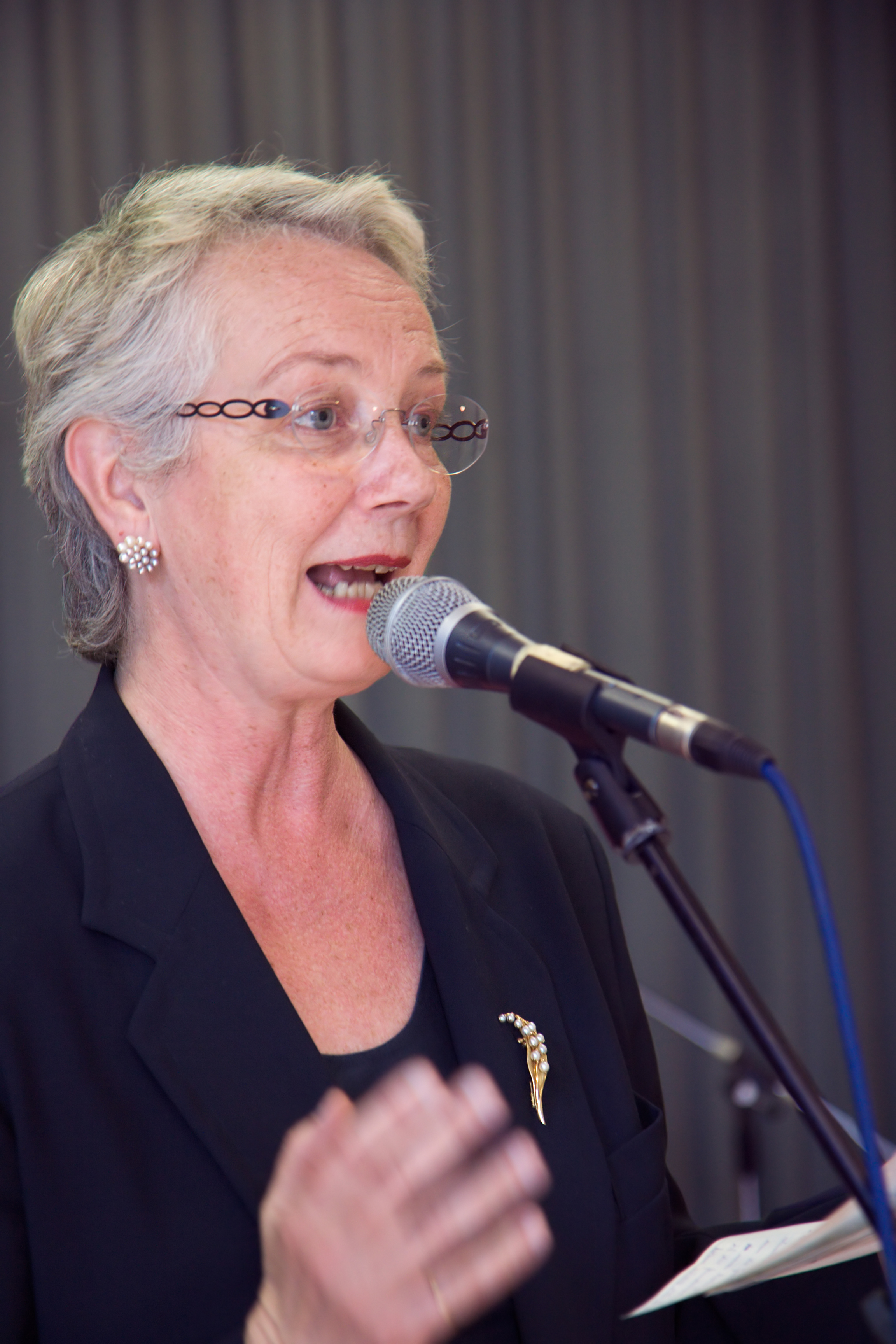
Monika Weber (* 1943)

- Weber, Monika (* 1966), deutsche Florettfechterin
- Weber, Monty (1941–1999), südafrikanischer Schlagzeuger
- Weber, Moritz (1871–1951), deutscher Ingenieur und Hochschullehrer
- Weber, Moritz Ignaz (1795–1875), deutscher Anatom und Hochschullehrer

##### Weber, N
- Weber, Nic (1926–2013), luxemburgischer Journalist, Verleger und Schriftsteller
- Weber, Nick (* 1991), deutscher Handballspieler
- Weber, Nick (* 1995), deutscher Fußballspieler
- Weber, Nico (* 1967), deutsche Regisseurin, Autorin und Produzentin
- Weber, Nico (* 1999), deutscher Jazzmusiker (Trompete, Komposition)
- Weber, Nicole (* 1971), deutsche Fußballspielerin
- Weber, Nikolai (* 1980), deutscher Handballspieler
- Weber, Norbert (1870–1956), erster Abt der Benediktiner-Erzabtei St. Ottilien
- Weber, Norbert (* 1943), deutscher bildender Künstler, Galerist und Kurator
- Weber, Normen (* 1985), deutscher Kanute und Offizier

##### Weber, O
- Weber, Olaf (1943–2021), deutscher Architekt, Hochschullehrer, Friedensaktivist und Lyriker
- Weber, Oliver (* 1970), deutscher Fotograf
- Weber, Olivier (* 1958), französischer Schriftsteller, Reisender, Reporter und Diplomat
- Weber, Oscar (1868–1952), Schweizer Unternehmer
- Weber, Oskar (1861–1930), Schweizer Architekt und Beamter
- Weber, Oskar (1913–2001), deutscher Schriftsteller und Radiomacher
- Weber, Otto (1832–1888), deutscher Genremaler und Landschaftsmaler
- Weber, Otto (1841–1907), deutscher lutherischer Geistlicher
- Weber, Otto (1877–1928), deutscher Assyriologe
- Weber, Otto (1889–1972), deutscher Politiker (SPD, KPD, SED), MdR
- Weber, Otto (1893–1961), deutscher Politiker (KPD), MdR
- Weber, Otto (1894–1973), deutscher Politiker (NSDAP) und Verwaltungsbeamter
- Weber, Otto (1898–1969), österreichischer Politiker (SPÖ), Landtagsabgeordneter
- Weber, Otto (1899–1964), deutscher Fotograf im NS-Staat
- Weber, Otto (1899–1970), deutscher Kommunalpolitiker und Landtagsabgeordneter (SPD, SED)
- Weber, Otto (1902–1966), deutscher Theologe und Hochschullehrer
- Weber, Otto E. (1840–1914), deutscher Unternehmer
- Weber, Otto Ernest (1921–2001), rumänischer Politiker (Rumänische Ökologische Partei)
- Weber, Otto Friedrich (1890–1957), deutscher Maler und Zeichner
- Weber, Otto Paul (* 1836), sächsischer Generalmajor
- Weber, Ottomar (1860–1928), deutscher Verwaltungsjurist

##### Weber, P
- Weber, Patrick (* 1992), deutscher Handballspieler
- Weber, Paul (1823–1916), deutscher Landschafts- und Porträtmaler
- Weber, Paul (1868–1930), deutscher Kunsthistoriker und Denkmalpfleger
- Weber, Paul (1875–1958), deutscher Politiker
- Weber, Paul (1881–1963), römisch-katholischer Priester und Dompropst
- Weber, Paul (1893–1985), deutscher Obstbauer, Politiker, Prähistoriker und Kunstsammler
- Weber, Paul (1915–1994), deutscher Unternehmer und Wirtschaftswissenschaftler
- Weber, Paul-Jürgen (1942–2025), deutscher Fotokünstler
- Weber, Peach (* 1952), Schweizer KomikerPeach Weber (* 1952)

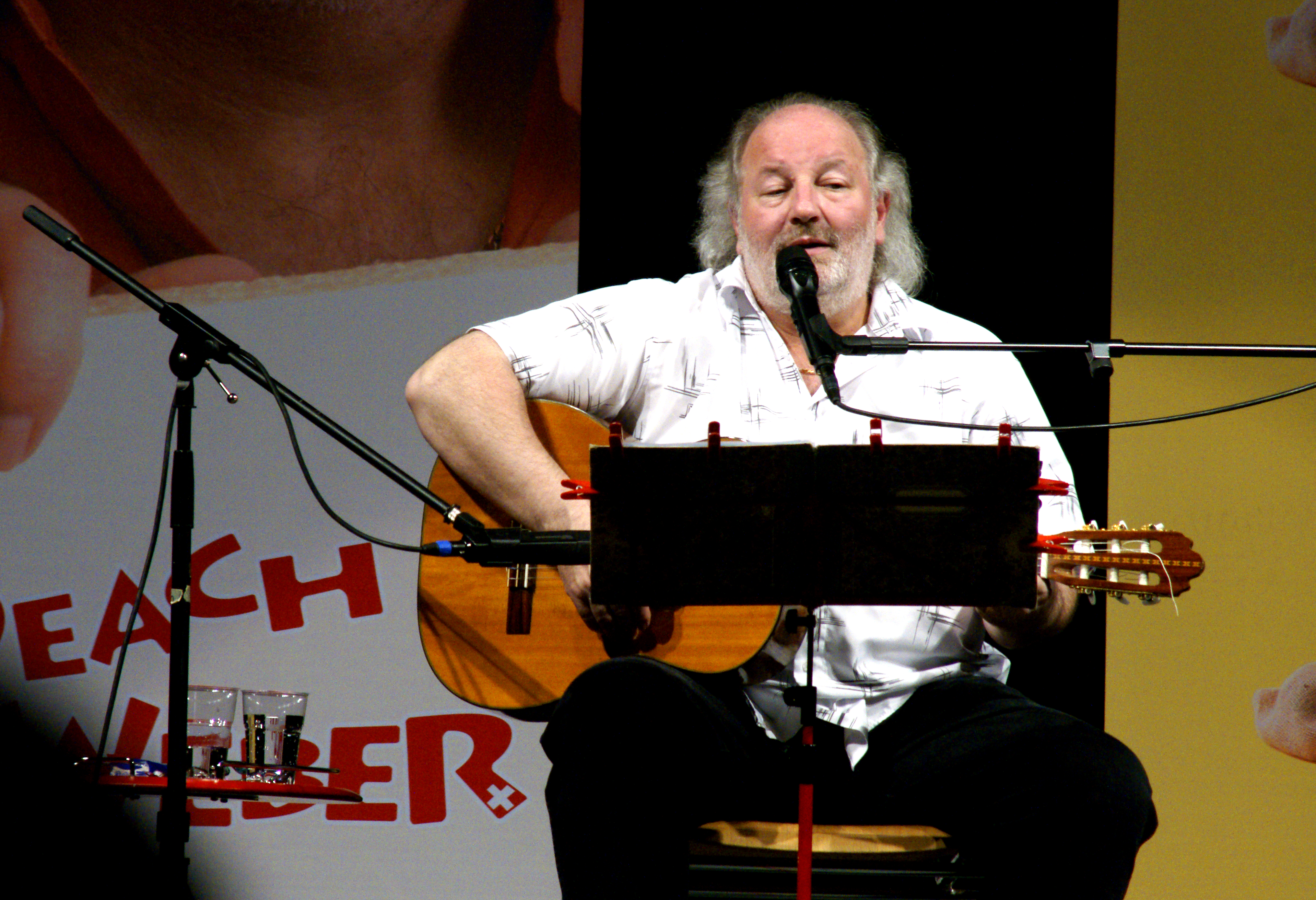
Peach Weber (* 1952)

- Weber, Peter (1884–1944), banatschwäbischer römisch-katholischer Geistlicher und Märtyrer
- Weber, Peter (* 1892), deutscher Landwirt und Kommunalpolitiker (CSU)
- Weber, Peter (1901–1965), deutscher Landwirt und Politiker (DPS), MdL Saarland
- Weber, Peter (1938–2024), deutscher Geräteturner
- Weber, Peter (* 1939), deutscher Architekt
- Weber, Peter (* 1944), deutscher Bildender Künstler und Jazzmusiker
- Weber, Peter (* 1951), österreichischer Opernsänger (Bariton)
- Weber, Peter (* 1955), deutscher Organisationspsychologe und Hochschullehrer
- Weber, Peter (1962–1999), Schweizer Handballspieler
- Weber, Peter (* 1968), Schweizer Schriftsteller
- Weber, Peter (* 1968), deutscher Politiker (CDU), Bürgermeister von Olpe
- Weber, Peter J. (* 1966), deutscher Hochschullehrer, Wirtschaftswissenschaftler
- Weber, Peter Josef (1750–1821), deutscher römisch-katholischer Theologe und Geistlicher
- Weber, Peter Karl (1768–1835), deutscher Politiker und Bürgermeister von Elberfeld
- Weber, Peter Xaver (1872–1947), Schweizer Archivar und Historiker
- Weber, Petra (* 1954), deutsche Musikwissenschaftlerin
- Weber, Petra (* 1958), deutsche Historikerin
- Weber, Philipp (* 1974), deutscher hyperrealistischer Maler
- Weber, Philipp (* 1974), deutscher Kabarettist und Autor
- Weber, Philipp (* 1992), deutscher Handballspieler

##### Weber, Q
- Weber, Quirin (1693–1751), deutscher Orgelbauer

##### Weber, R
- Weber, Raimon (* 1961), deutscher Schriftsteller und Hörspielautor
- Weber, Rainer (* 1951), schweizerischer Jazzgitarrist
- Weber, Ralf (* 1969), deutscher Fußballspieler
- Weber, Ralf-Peter (* 1966), deutscher Politiker (Bündnis 90/Die Grünen)
- Weber, Ralph (* 1960), deutscher Rechtswissenschaftler und Politiker (AfD)
- Weber, Ralph (* 1993), Schweizer Skirennfahrer
- Weber, Randy (* 1953), US-amerikanischer Politiker der Republikanischen Partei
- Weber, Randy (* 1977), US-amerikanischer Skispringer
- Weber, Raymund (* 1939), deutscher christlicher Textdichter
- Weber, Regina (* 1963), deutsche GymnastinRegina Weber (* 1963)

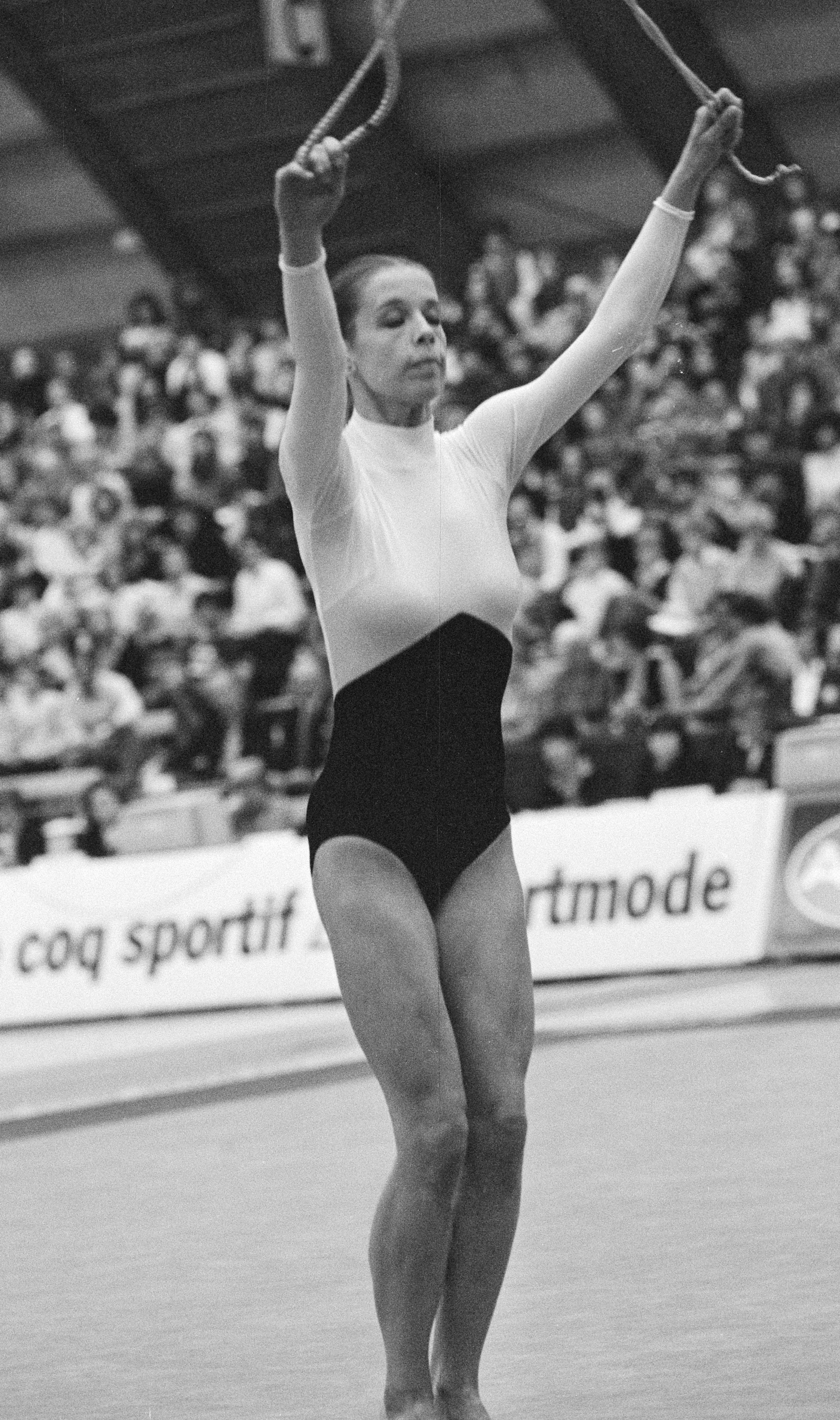
Regina Weber (* 1963)

- Weber, Reinhold (1920–2012), deutscher Kunstmaler und Grafiker
- Weber, Reinhold (* 1969), deutscher Historiker
- Weber, Reinhold Wilhelm Eduard (1813–1894), königlich preußischer Generalmajor und zuletzt Kommandeur des Pionierbataillons Nr. 2
- Weber, Renate (* 1955), rumänische Politikerin, MdEP
- Weber, Renatus (1908–1992), deutscher Politiker (CDU), MdHB
- Weber, René (1933–1982), Schweizer Sprinter
- Weber, Renê (1961–2020), brasilianischer Fußballspieler und -trainer
- Weber, Reto (* 1953), Schweizer Perkussionist
- Weber, Richard (1882–1928), Verleger und Redakteur, Mitglied des Provinziallandtages der Provinz Hessen-Nassau
- Weber, Richard (* 1938), deutscher Fußballspieler
- Weber, Richard (* 1944), deutscher Theaterwissenschaftler
- Weber, Richard (* 1944), deutscher Unternehmer
- Weber, Rico (1942–2004), Schweizer Künstler
- Weber, Riekje (* 1963), deutsche Politikerin (SPD), MdHB
- Weber, Robert (1824–1896), Schweizer Germanist, Journalist und Publizist
- Weber, Robert (1830–1890), deutscher Landschaftsmaler
- Weber, Robert (1838–1917), Schweizer Buchdrucker und Verleger
- Weber, Robert (1849–1931), Schweizer Offizier und Architekt
- Weber, Robert (1905–1944), deutscher Marineoffizier, zuletzt Kapitän zur See und Kommandant der Tirpitz im Zweiten Weltkrieg
- Weber, Robert (1906–1987), deutscher Politiker (SPD), Heidelberger Oberbürgermeister (1958–1966)
- Weber, Robert (1926–2008), US-amerikanischer Astronom
- Weber, Robert (1928–2023), deutscher Bauingenieur und Hochschullehrer
- Weber, Robert (1938–2009), russlanddeutscher Schriftsteller und Übersetzer
- Weber, Robert (* 1966), deutscher Hörspielautor
- Weber, Robert (* 1985), österreichischer HandballspielerRobert Weber (* 1985)

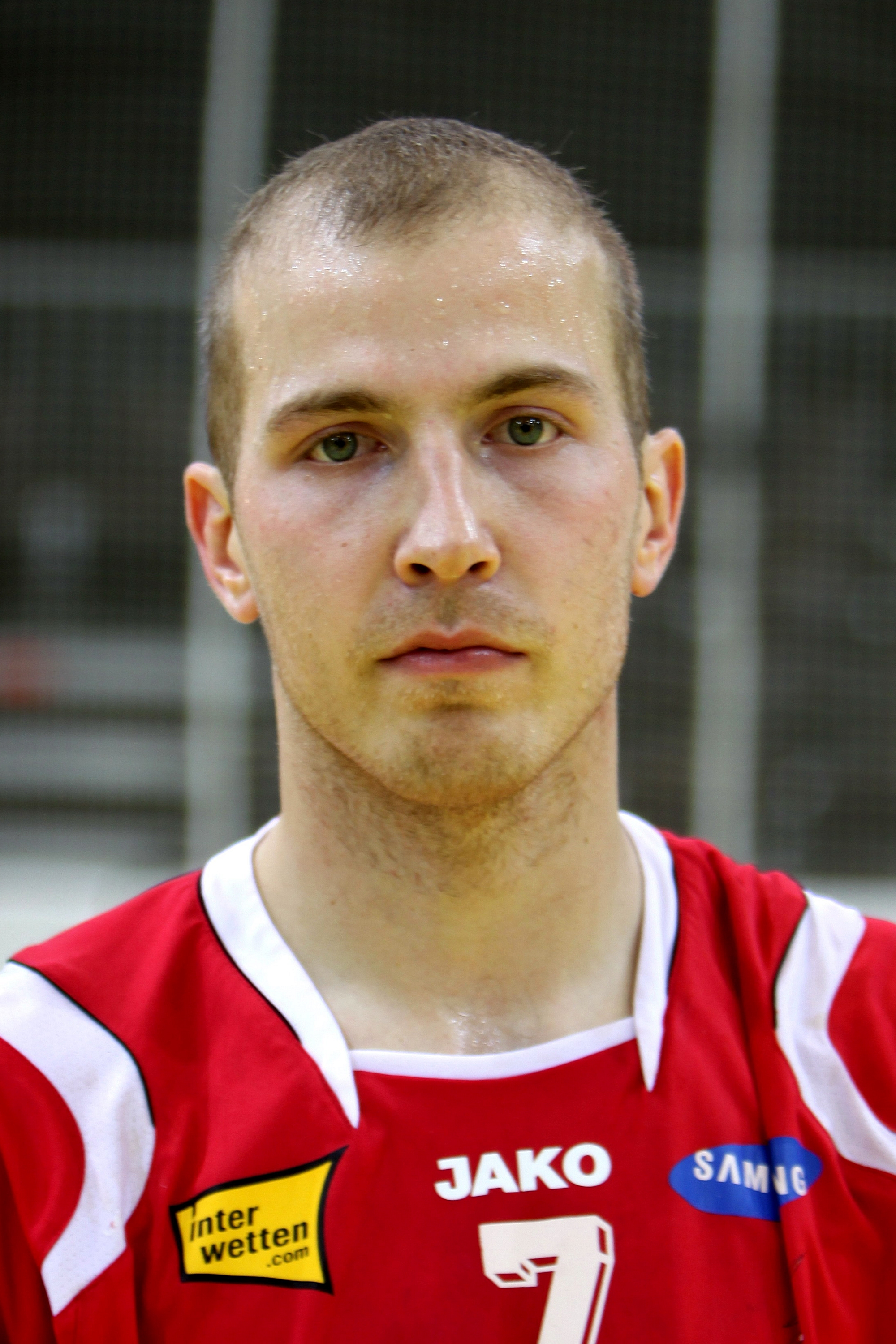
Robert Weber (* 1985)

- Weber, Robert Heinrich (* 1964), deutscher Diplomat
- Weber, Robi (* 1941), Schweizer Jazzmusiker (Piano)
- Weber, Rodolfo Luís (* 1963), brasilianischer Geistlicher, Erzbischof von Passo Fundo
- Weber, Roland (1909–1997), deutscher Gartenarchitekt
- Weber, Roland (1910–1983), deutscher Biologe und Hochschullehrer
- Weber, Roland (* 1960), österreichischer Fußballspieler
- Weber, Roland (* 1966), deutscher Rechtsanwalt, Opferbeauftrager Bund
- Weber, Rolf (1922–2015), deutscher Lehrer, Botaniker und Heimatforscher
- Weber, Rolf (1923–2000), Schweizer Jurist und Politiker (SP)
- Weber, Rolf (1930–2004), deutscher Historiker und Hochschullehrer
- Weber, Rolf (* 1953), deutscher Fußballspieler in der DDR-Oberliga
- Weber, Rolf H. (* 1951), Schweizer Rechtswissenschaftler
- Weber, Romina (* 1988), deutsche Schauspielerin
- Weber, Rosa (1919–1967), österreichische Politikerin (SPÖ), Abgeordnete zum Nationalrat
- Weber, Rudolf (1856–1932), deutscher Ingenieur und Unternehmer
- Weber, Rudolf (1872–1949), österreichischer Maler
- Weber, Rudolf (1872–1945), deutscher Verwaltungsjurist und Innenminister des Freistaats Oldenburg
- Weber, Rudolf (1877–1952), deutscher Maler, der dem deutschen Naturlyrismus zugerechnet wird
- Weber, Rudolf (1889–1972), konstruktivistischer deutscher Maler und Grafiker
- Weber, Rudolf (1893–1983), deutscher Lehrer und Heimatforscher
- Weber, Rudolf (1899–1990), deutscher Bildhauer
- Weber, Rudolf (* 1931), Schweizer Politiker
- Weber, Rudolf (1933–2017), österreichischer Architekt und Hochschullehrer
- Weber, Rudolf (* 1937), deutscher Musikwissenschaftler und Hochschullehrer
- Weber, Rudolf Heinrich (1874–1920), deutscher Mathematiker, Physiker und Hochschullehrer
- Weber, Ruth (* 1930), deutsche Gebrauchsgrafikerin und Illustratorin

##### Weber, S
- Weber, Salka (* 1989), österreichische Schauspielerin
- Weber, Sämi (* 1964), Schweizer Kinderbuchautor
- Weber, Samuel (* 1940), US-amerikanischer Literaturwissenschaftler
- Weber, Sara (* 1987), deutsch-amerikanische Journalistin und Autorin
- Weber, Sarah Clara (* 1977), deutsche Filmeditorin
- Weber, Sascha (* 1966), deutscher Journalist und Schriftsteller
- Weber, Sascha (* 1980), kanadischer Unihockey-Spieler
- Weber, Sascha (* 1988), deutscher Cyclocrossfahrer
- Weber, Sebastian (* 1976), deutscher SchauspielerSebastian Weber (* 1976)

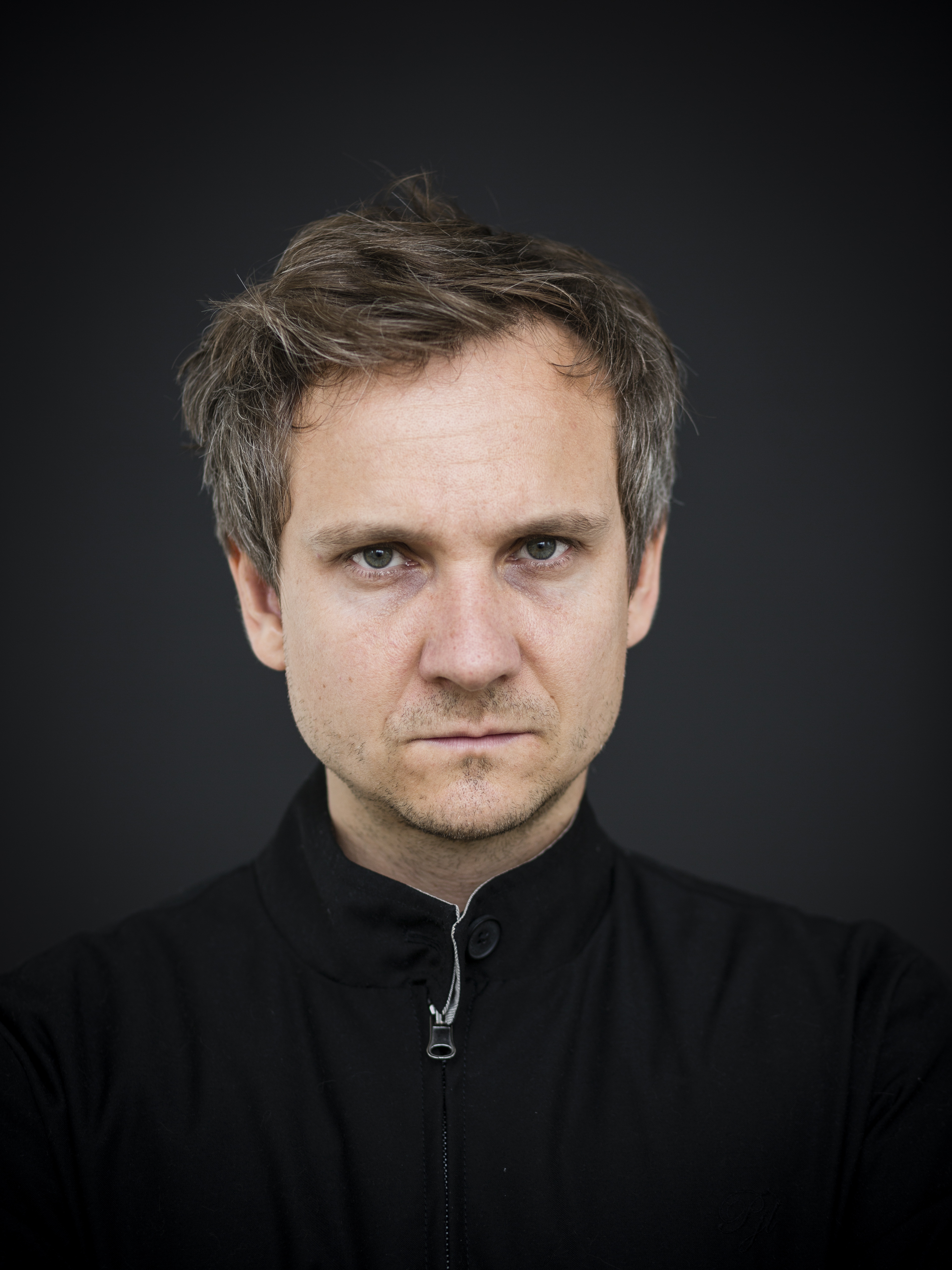
Sebastian Weber (* 1976)

- Weber, Sebastian (* 1986), deutscher Handballspieler
- Weber, Shea (* 1985), kanadischer Eishockeyspieler
- Weber, Siegfried (1870–1936), deutscher Kunsthistoriker
- Weber, Siegfried (1881–1966), deutscher Verleger
- Weber, Simon (1866–1929), deutscher katholischer Theologe und Neutestamentler
- Weber, Simon (* 1919), deutscher Fußballspieler
- Weber, Simone (1859–1945), italienischer katholischer Priester und Lokalhistoriker des Trentino
- Weber, Stanley (* 1986), französischer Schauspieler
- Weber, Stefan (1946–2018), österreichischer Rockmusiker
- Weber, Stefan (* 1962), deutscher Oberst des Heeres
- Weber, Stefan (* 1963), deutscher Politiker (SPD), MdL
- Weber, Stefan (* 1963), deutscher Fußball- und Futsalschiedsrichter
- Weber, Stefan (* 1967), deutscher Islamwissenschaftler
- Weber, Stefan (* 1970), österreichischer Medienwissenschaftler und PublizistStefan Weber (* 1970)

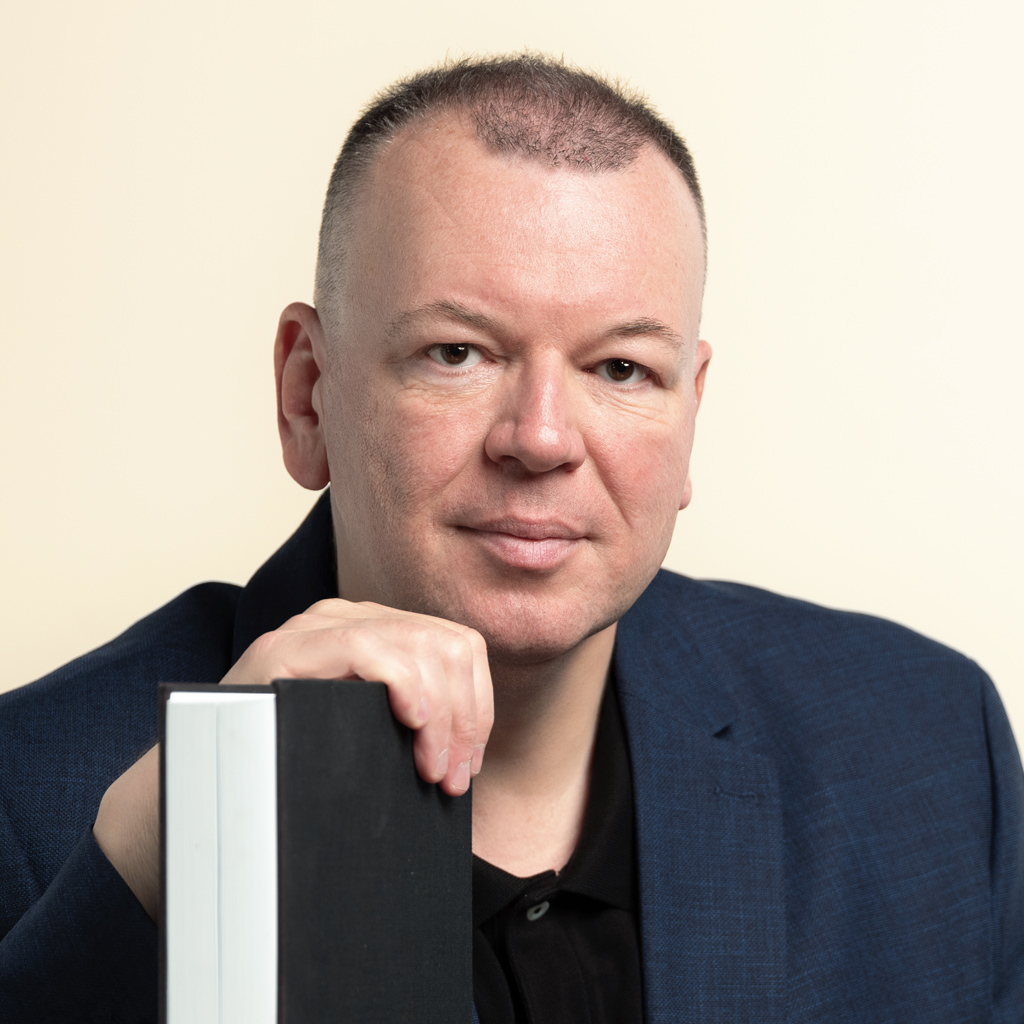
Stefan Weber (* 1970)

- Weber, Stefan (* 1970), Brigadegeneral des Heeres der Bundeswehr
- Weber, Stefan (* 1976), deutscher Mittellateinischer Philologe
- Weber, Stefanie, deutsche Ärztin und Wissenschaftlerin
- Weber, Steffen (* 1972), deutscher Handballspieler
- Weber, Steffen (* 1975), deutscher Jazzmusiker, Musikpädagoge und Komponist
- Weber, Steven (* 1961), US-amerikanischer SchauspielerSteven Weber (* 1961)

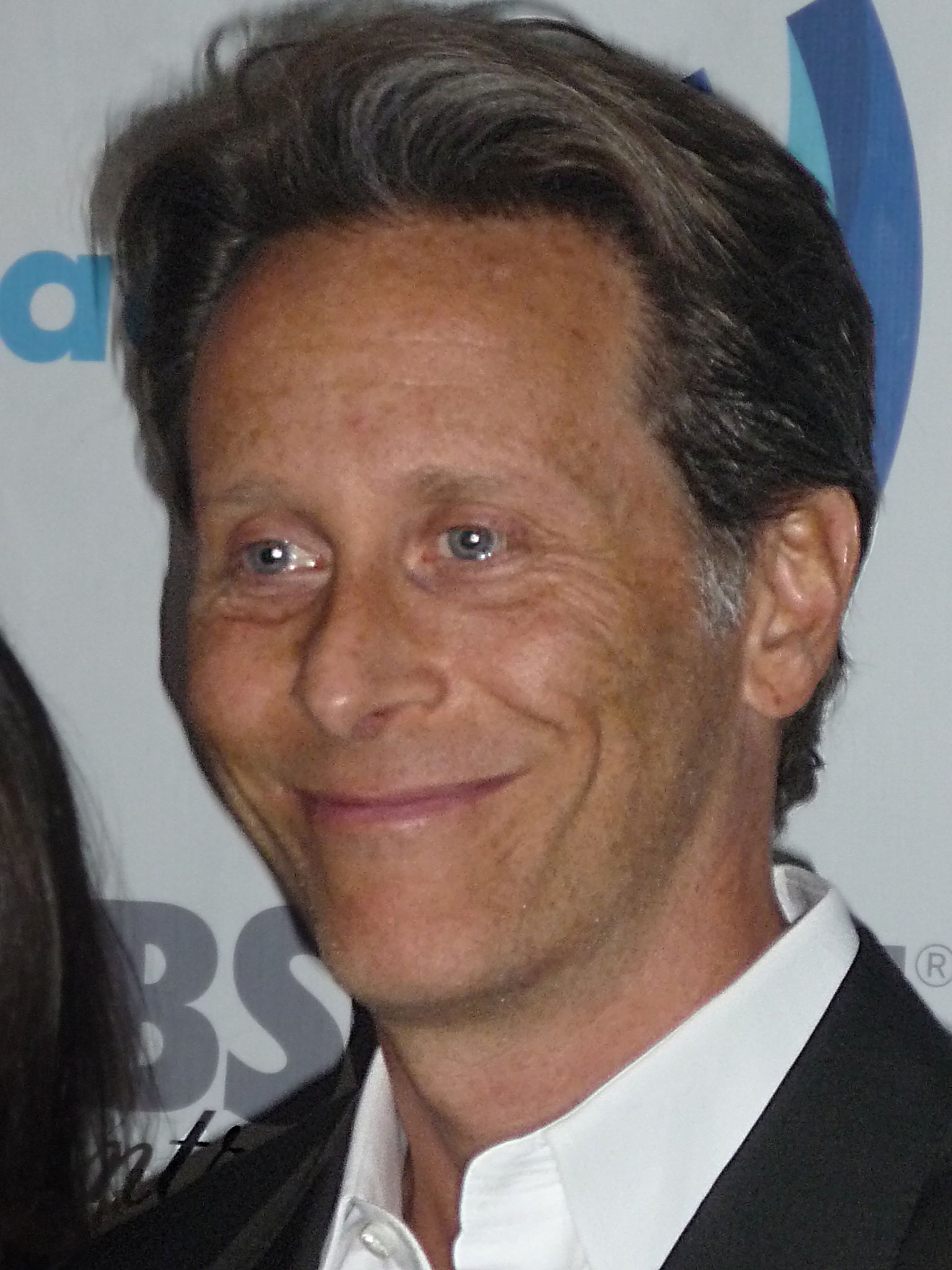
Steven Weber (* 1961)

- Weber, Susanne (1614–1656), Opfer der Hexenverfolgungen in Bad Wildungen
- Weber, Susanne (* 1961), deutsche Wirtschaftswissenschaftlerin und Wirtschaftspädagogin
- Weber, Suse (* 1970), deutsche Künstlerin
- Weber, Sybilla Mittell (1892–1957), amerikanische Künstlerin

##### Weber, T
- Weber, Tanja (* 1966), deutsche Drehbuchautorin, Dramaturgin und Schriftstellerin
- Weber, Terence (* 1996), deutscher Nordischer Kombinierer
- Weber, Theodor (1829–1914), evangelischer Mediziner
- Weber, Theodor (1836–1906), Bischof der Altkatholischen Kirche in Deutschland
- Weber, Theodor (1844–1889), Hamburger, Norddeutscher und Deutscher Konsul in Apia
- Weber, Theodor (1880–1980), deutscher Landrat
- Weber, Theodor Alexander (1838–1907), deutscher Maler
- Weber, Theodor von (1870–1920), deutscher Oberstleutnant, Ritter des Ordens Pour le Mérite
- Weber, Theophil (* 1852), Autor, Herausgeber, Verleger in Leipzig
- Weber, Therese (1813–1875), deutsche Malerin
- Weber, Therese (* 1953), Schweizer bildende Künstlerin, Hochschullehrerin und Fachschriftstellerin
- Weber, Thomas (* 1952), deutscher Prähistoriker
- Weber, Thomas (* 1954), deutscher IngenieurThomas Weber (* 1954)

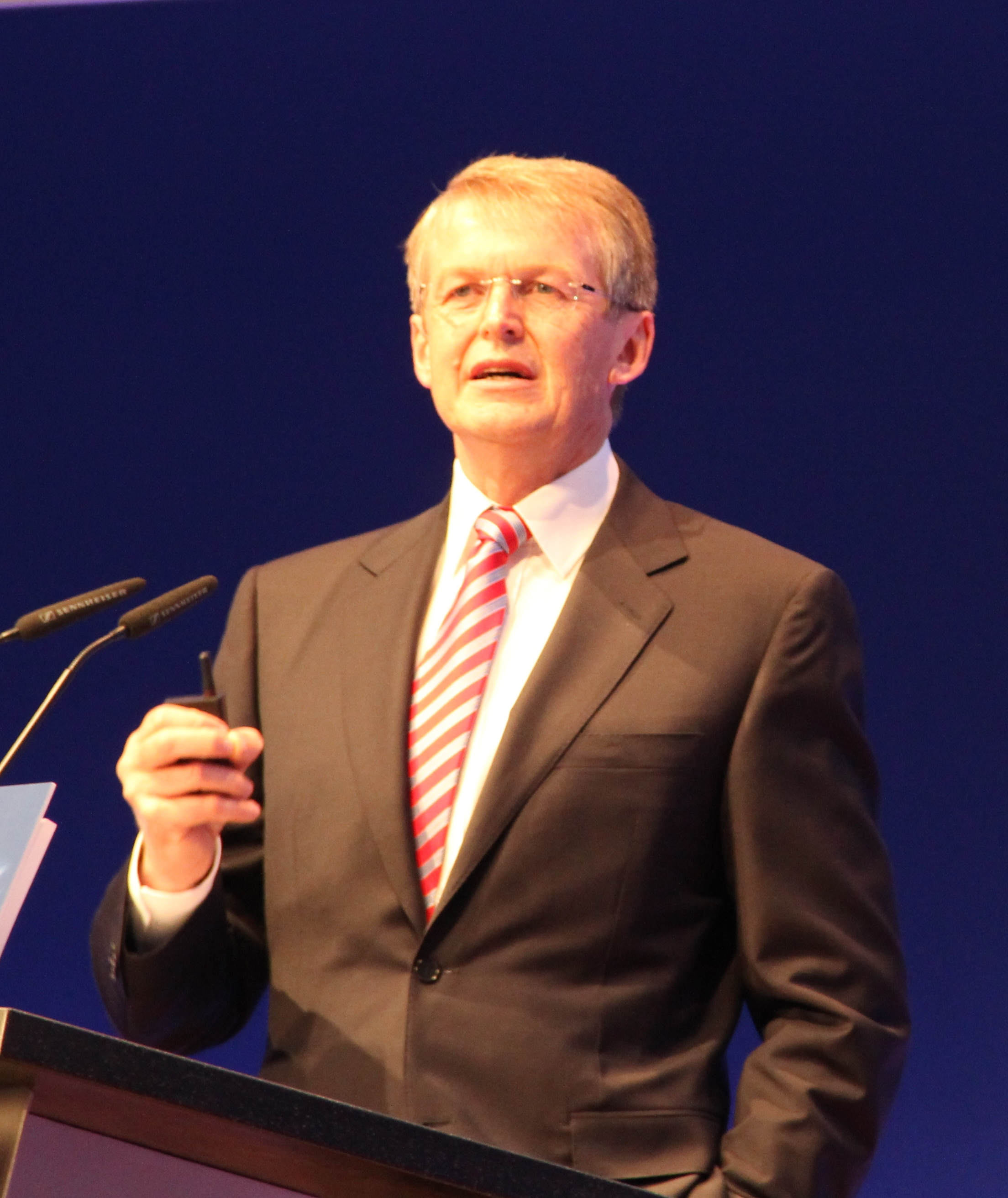
Thomas Weber (* 1954)

- Weber, Thomas (* 1961), Schweizer Politiker (SVP)
- Weber, Thomas (* 1963), deutscher freier Publizist
- Weber, Thomas (* 1965), österreichischer Maler und Grafiker
- Weber, Thomas (* 1965), deutscher Mineraloge und Kristallograph
- Weber, Thomas (* 1967), österreichischer Politiker (NEOS), Landtagsabgeordneter
- Weber, Thomas (* 1969), deutscher Musiker, Produzent und Komponist
- Weber, Thomas (* 1974), deutscher Historiker und Hochschullehrer
- Weber, Thomas (* 1980), österreichischer Nachrichtensprecher
- Weber, Thomas (* 1987), österreichischer Handballspieler
- Weber, Thomas (* 1993), österreichischer Fußballspieler
- Weber, Thomas H. (1960–2006), deutscher Maler, Grafiker und Buchillustrator
- Weber, Thomas Maria (* 1953), deutscher Klassischer Archäologe
- Weber, Tilo (* 1990), deutscher Jazz- und Improvisationsmusiker (Schlagzeug, Komposition)
- Weber, Tim (* 1987), deutscher Squashspieler
- Weber, Tino (* 1970), deutscher Schwimmer
- Weber, Tobias (1892–1963), deutscher Unternehmer und Politiker (CDU), MdL
- Weber, Tobias (* 1970), deutscher Hochfrequenztechniker und Hochschullehrer
- Weber, Tobias (* 1995), deutscher Fußballspieler
- Weber, Tom (* 1989), deutscher Volleyballspieler

##### Weber, U
- Weber, Ulla (* 1964), deutsche Gleichstellungspolitikerin
- Weber, Ulrich (1934–2013), deutscher Rechtswissenschaftler
- Weber, Ulrich (1940–2015), Schweizer Journalist und Schriftsteller
- Weber, Ulrich (1950–2023), deutscher Rechtsanwalt
- Weber, Ulrich von (1908–1986), deutscher Chemiker
- Weber, Urban (1599–1659), salzburgischer römisch-katholischer Geistlicher
- Weber, Ursula (* 1940), deutsche Germanistin, Linguistin, Hochschullehrerin
- Weber, Ursula (* 1960), österreichische Leichtathletin
- Weber, Uwe (* 1962), deutscher Endurosportler und Six-Days-Gewinner

##### Weber, V
- Weber, Valentin (1804–1863), deutscher Bürgermeister und Mitglied der kurhessischen Ständeversammlung
- Weber, Valerie (* 1965), deutsche JournalistinValerie Weber (* 1965)

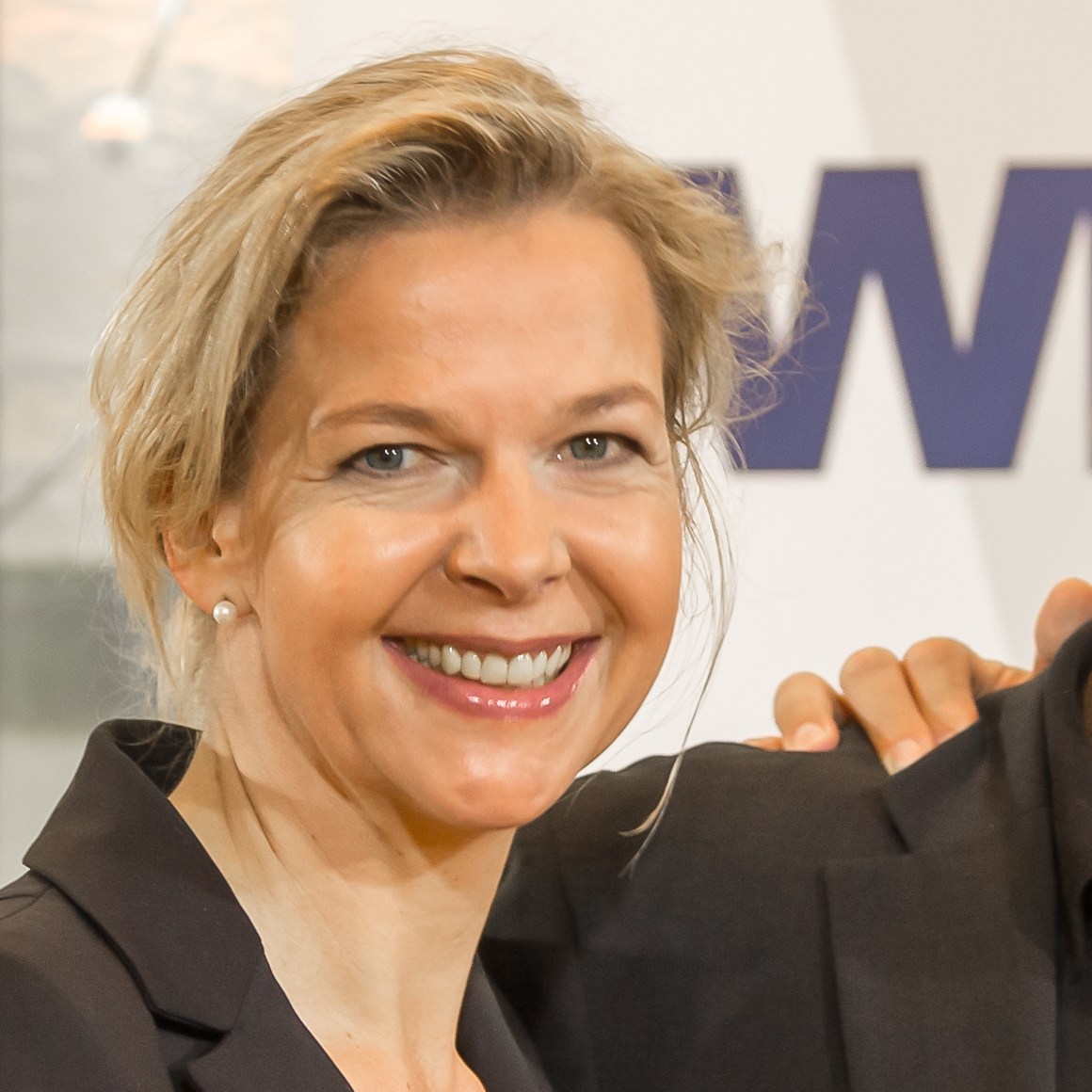
Valerie Weber (* 1965)

- Weber, Viktoria (* 1967), österreichische Biochemikerin und Hochschullehrerin
- Weber, Vin (* 1952), US-amerikanischer Politiker
- Weber, Vince (1953–2020), deutscher Blues- und Boogie-Pianist
- Weber, Vincent (1902–1990), deutscher Maler
- Weber, Vincenz (1809–1859), böhmischer Arzt und Dichter
- Weber, Vinzenz (1795–1875), österreichischer Landwirt und Politiker, Landtagsabgeordneter

##### Weber, W
- Weber, Waldemar (* 1944), deutscher Schriftsteller, Übersetzer, Verleger
- Weber, Walerian Nikolajewitsch (1871–1940), russischer Geologe, Paläontologe, Seismologe und Hochschullehrer
- Weber, Walter (1811–1874), Gutsbesitzer und Mitglied der kurhessischen Ständeversammlung
- Weber, Walter (1886–1966), deutscher Politiker (parteilos), Landrat in Hessen
- Weber, Walter (* 1895), deutscher SS-Führer
- Weber, Walter (1899–1979), deutscher Diplomat
- Weber, Walter (1907–1944), deutscher Pionier der elektromagnetischen Tonaufzeichnung
- Weber, Walter (1917–2008), Schweizer Politiker (SP)
- Weber, Walter (* 1934), deutscher Diplomat, Botschafter der DDR
- Weber, Walter (* 1949), Schweizer Regisseur
- Weber, Walter A. (1906–1979), US-amerikanischer Tiermaler und Ornithologe
- Weber, Walter W. (1948–2014), deutscher Journalist
- Weber, Wassili Walerianowitsch (1900–1987), russischer Geologe
- Weber, Werner (1851–1912), Schweizer Beamter und Politiker
- Weber, Werner (1892–1977), Schweizer Maler
- Weber, Werner (1904–1976), deutscher Jurist und Hochschullehrer
- Weber, Werner (1906–1975), deutscher Mathematiker
- Weber, Werner (1919–2005), Schweizer germanistischer Literaturwissenschaftler
- Weber, Werner (1926–2022), deutscher Radrennfahrer
- Weber, Werner (1942–2001), Schweizer Radsportler
- Weber, Werner (1945–2014), deutscher Physiker und Hochschullehrer
- Weber, Wilfried (* 1942), deutscher Theologe und Soziologe
- Weber, Wilhelm (1832–1899), deutscher Jurist, Oberbürgermeister von Gera, Industrieller
- Weber, Wilhelm (1857–1934), deutscher Kommerzienrat; Ehrenbürger in Harburg
- Weber, Wilhelm (1876–1959), deutscher Politiker (SPD), MdR
- Weber, Wilhelm (1879–1961), Oberbürgermeister von Hannover
- Weber, Wilhelm (1879–1963), deutscher Turner
- Weber, Wilhelm (1882–1948), deutscher Althistoriker
- Weber, Wilhelm (1884–1976), deutscher Verwaltungsbeamter, als hannoverscher Stadtkämmerer maßgeblich an „Arisierungen“ beteiligt
- Weber, Wilhelm (1889–1963), deutscher katholischer Geistlicher
- Weber, Wilhelm (1905–1945), deutscher römisch-katholischer Geistlicher, Ordensmann, Missionar und Märtyrer
- Weber, Wilhelm (1906–1990), deutscher Politiker (SPD), MdL
- Weber, Wilhelm (1916–2005), österreichischer Nationalökonom
- Weber, Wilhelm (1918–1999), deutscher Kunsthistoriker
- Weber, Wilhelm (1924–2016), rumänischer Heimatforscher der Banater Schwaben
- Weber, Wilhelm (1925–2009), deutscher Fußballspieler
- Weber, Wilhelm (1925–1983), deutscher katholischer Theologe und Sozial- und Wirtschaftsethiker
- Weber, Wilhelm Eduard (1804–1891), deutscher PhysikerWilhelm Eduard Weber (1804–1891)

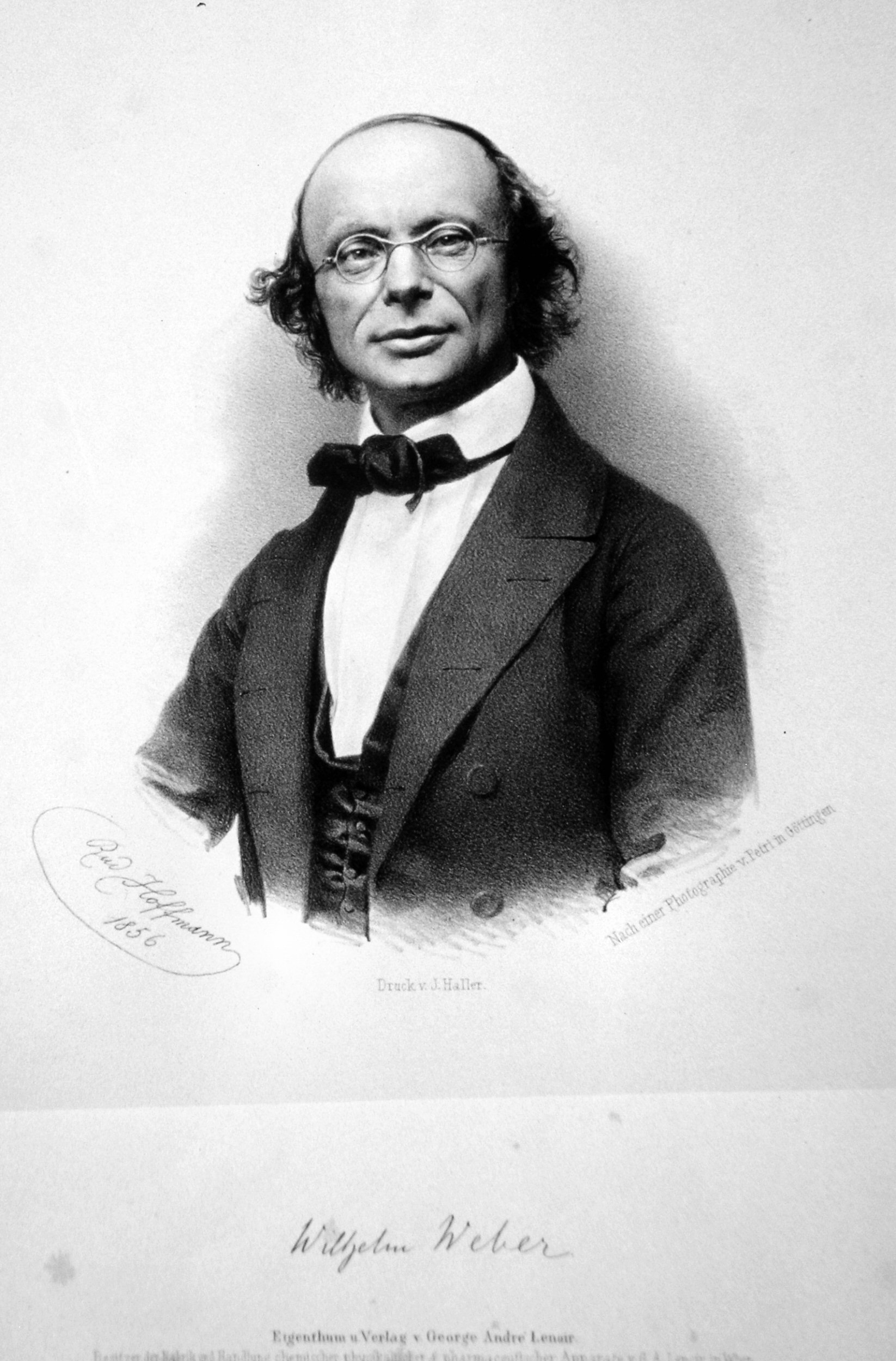
Wilhelm Eduard Weber (1804–1891)

- Weber, Wilhelm Ernst (1790–1850), deutscher Pädagoge und Philologe
- Weber, Wilhelm Georg (1883–1952), deutscher Jurist und Politiker
- Weber, Will (* 1988), US-amerikanisch-deutscher Eishockeyspieler
- Weber, Willi (1914–1975), deutscher Kommunalpolitiker (SED)
- Weber, Willi (* 1942), deutscher Unternehmer, Sportmanager und Automobilrennfahrer
- Weber, Willy (1895–1959), deutscher Kunstmaler
- Weber, Willy (1933–1998), Schweizer Bildhauer
- Weber, Winfried (* 1945), deutscher Christlicher Archäologe und Hochschullehrer
- Weber, Wolf, Opfer der Darmstädter Hexenverfolgungen
- Weber, Wolf (* 1946), deutscher Politiker (SPD), MdL, Jurist
- Weber, Wolf-Michael, deutscher Zoologe
- Weber, Wolfgang (1902–1985), deutscher Journalist
- Weber, Wolfgang (1909–1981), deutscher Schachkomponist
- Weber, Wolfgang (1929–2007), deutscher Militär, Generalmajor d.R. der LSK/LV der Nationalen Volksarmee
- Weber, Wolfgang (* 1935), deutscher Manager, Vorstandsvorsitzender der Südmilch AG
- Weber, Wolfgang (1935–2010), österreichischer Regisseur
- Weber, Wolfgang (1937–2025), deutscher Keramiker
- Weber, Wolfgang (1939–2019), deutscher Ökonom und Hochschullehrer
- Weber, Wolfgang (1939–2023), deutscher Ingenieur und Politiker (DDR-CDU, CDU), MdL
- Weber, Wolfgang (* 1939), deutscher Cellist
- Weber, Wolfgang (* 1944), deutscher FußballspielerWolfgang Weber (* 1944)

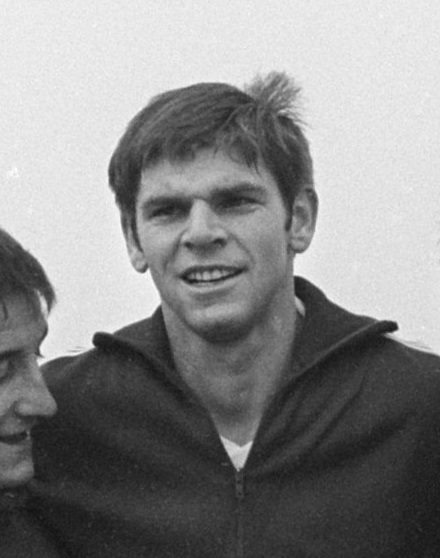
Wolfgang Weber (* 1944)

- Weber, Wolfgang (* 1950), deutscher Historiker
- Weber, Wolfgang (* 1964), österreichischer Historiker
- Weber, Wolfgang (* 1965), deutscher Rennfahrer
- Weber, Wolfhard (* 1940), deutscher Technikhistoriker und Hochschullehrer
- Weber, Wunibald (1907–1961), deutscher Benediktiner und Historiker

##### Weber, Y
- Weber, Yannick (* 1988), Schweizer Eishockeyspieler
- Weber, Yvonne (* 1974), deutsche Basketballnationalspielerin

#### Weber-

##### Weber-B
- Weber-Ban, Eilika (* 1968), deutsche Biochemikerin
- Weber-Berg, Christoph (* 1964), Schweizer Pfarrer, Wirtschaftsethiker und Kirchenratspräsident
- Weber-Bernhard, Paula (1894–1921), Schweizer Frauenrechtsaktivistin
- Weber-Bock, Jutta (* 1957), deutsche Schriftstellerin

##### Weber-D
- Weber-Dempe, Siegfriede (1914–2011), deutsche Leichtathletin
- Weber-Dürler, Beatrice (* 1944), Schweizer Rechtswissenschafterin

##### Weber-F
- Weber-Fas, Rudolf (1933–2014), deutscher Rechtswissenschaftler
- Weber-Flessburg, Frida (1890–1943), deutsche Opernsängerin (Sopran)
- Weber-Fülöp, Elisabeth (1883–1966), österreichische Portrait-, Landschafts-, Stillleben- und Interieur-Malerin

##### Weber-G
- Weber-Gale, Garrett (* 1985), US-amerikanischer Schwimmer
- Weber-Gobet, Marie-Thérèse (* 1957), Schweizer Politikerin
- Weber-Grellet, Heinrich (* 1948), deutscher Jurist und Richter am Bundesfinanzhof
- Weber-Guskar, Eva (* 1977), deutsche Philosophin

##### Weber-H
- Weber-Hassemer, Kristiane (* 1939), deutsche Richterin
- Weber-Höller, Claus (1924–2020), deutscher Mediziner, Sanitätsoffizier der Bundeswehr, zuletzt Generalarzt

##### Weber-K
- Weber-Kellermann, Ingeborg (1918–1993), deutsche Volkskundlerin
- Weber-Krier, Annette (* 1937), luxemburgische Turnerin

##### Weber-L
- Weber-Lehmann, Cornelia, deutsche Klassische Archäologin und Etruskologin
- Weber-Liel, Friedrich Eugen (1832–1891), deutscher Mediziner
- Weber-Lortsch, Christian-Ludwig, deutscher Diplomat
- Weber-Lortsch, Rudolf (1908–1976), deutscher Verwaltungsjurist und Bundesrichter

##### Weber-M
- Weber-Markert, Rosmarien (1927–2010), deutsche Malerin
- Weber-Monecke, Beatrix (* 1950), deutsche Juristin, Richterin am Bundesgerichtshof a. D.
- Weber-Moore, Elke (* 1964), deutsche Filmregisseurin und Drehbuchautorin
- Weber-Moritz, Melanie (* 1973), deutsche Verbandsfunktionärin
- Weber-Mosdorf, Susanne (* 1953), deutsche Politikerin (SPD) und stellvertretende WHO-Direktorin

##### Weber-P
- Weber-Perret, Myrian (1922–1985), Schweizer Schriftsteller und Kulturjournalist

##### Weber-R
- Weber-Röllin, Margrit (1937–2024), Schweizer Politikerin

##### Weber-S
- Weber-Sager, Sibylle (* 1967), Schweizer Fernsehköchin
- Weber-Schäfer, Andreas (* 1939), deutscher Hörspielregisseur
- Weber-Schäfer, Peter (1935–2019), deutscher Politikwissenschaftler und Übersetzer
- Weber-Schuerholz, Beate (* 1943), deutsche Politikerin (SPD), MdEP, Oberbürgermeisterin von Heidelberg

##### Weber-T
- Weber-Teuber, Klaus (* 1960), deutscher Psychologe
- Weber-Tyrol, Hans (1874–1957), österreichischer Maler

##### Weber-V
- Weber-van Bosse, Anna (1852–1942), niederländische Algologin

##### Weber-W
- Weber-Wien, Manfred (* 1969), österreichischer Maler und Zeichner
- Weber-Worni, Fritz (* 1931), Schweizer Politiker (FDP) des Kantons Glarus
- Weber-Wulff, Debora (* 1957), deutsch-amerikanische Informatikerin, Hochschullehrerin und Plagiats-ExpertinDebora Weber-Wulff (* 1957)

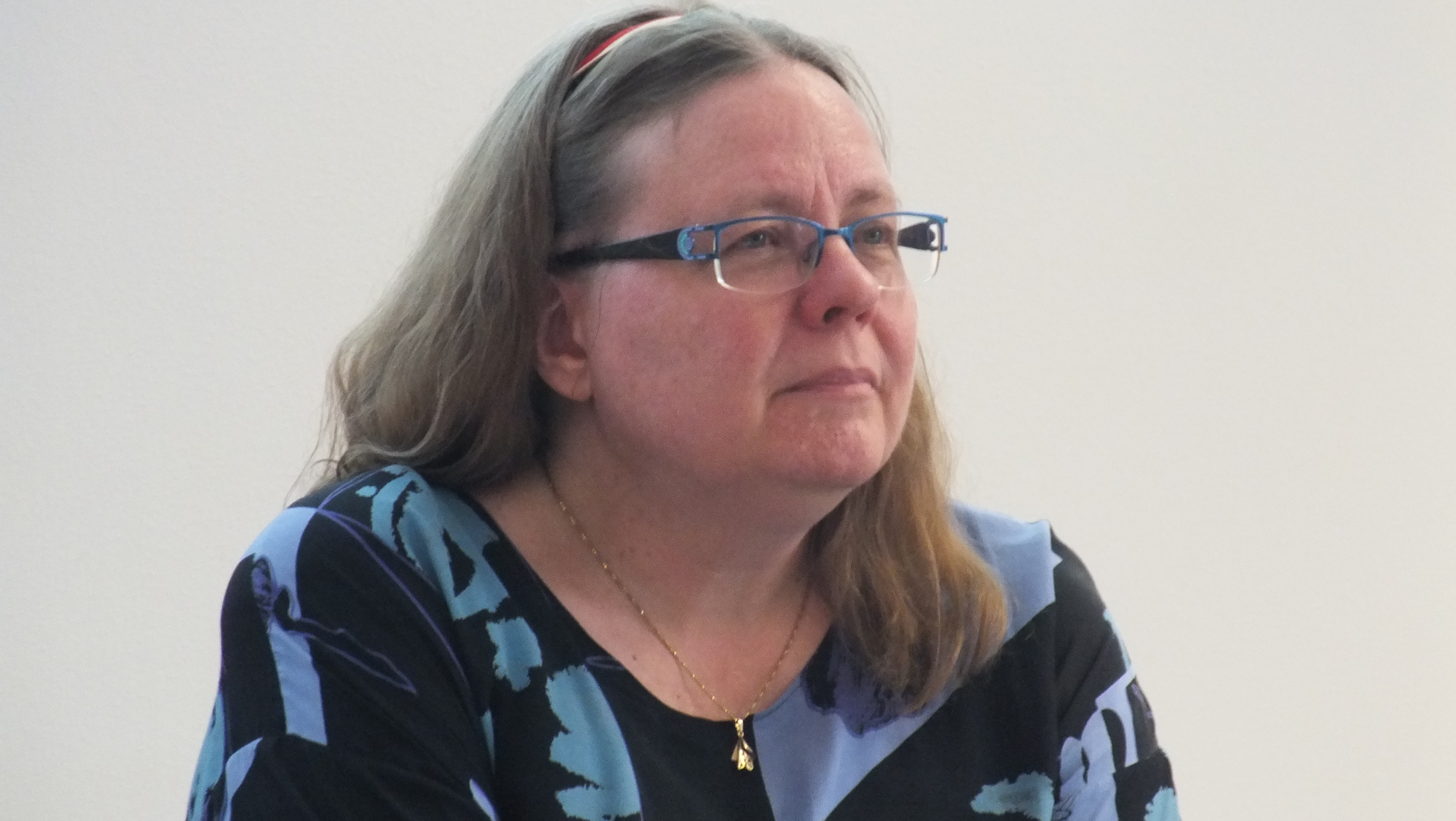
Debora Weber-Wulff (* 1957)

#### Weberb
- Weberbauer, August (1871–1948), deutsch-peruanischer Botaniker
- Weberbauer, Josef (* 1998), österreichischer Fußballspieler
- Weberberger, Richard (1939–2010), österreichischer Ordensgeistlicher, Bischof in Brasilien

#### Weberh
- Weberhofer, Bernd (* 1986), österreichischer Straßen- und Bergläufer

#### Weberi
- Weberitsch, Sebastian (1870–1946), österreichischer Mediziner und Schriftsteller

#### Weberl
- Weberling, Focko (1926–2009), deutscher Botaniker
- Weberling, Johannes (* 1958), deutscher Hochschullehrer und Rechtsanwalt im Bereich Medienrecht

#### Weberm
- Webermann, Otto Alexander (1915–1971), estnisch-deutscher Finnougrist, Literaturwissenschaftler und Kulturhistoriker

#### Webern
- Webern, Anton (1883–1945), österreichischer Komponist und DirigentAnton Webern (1883–1945)

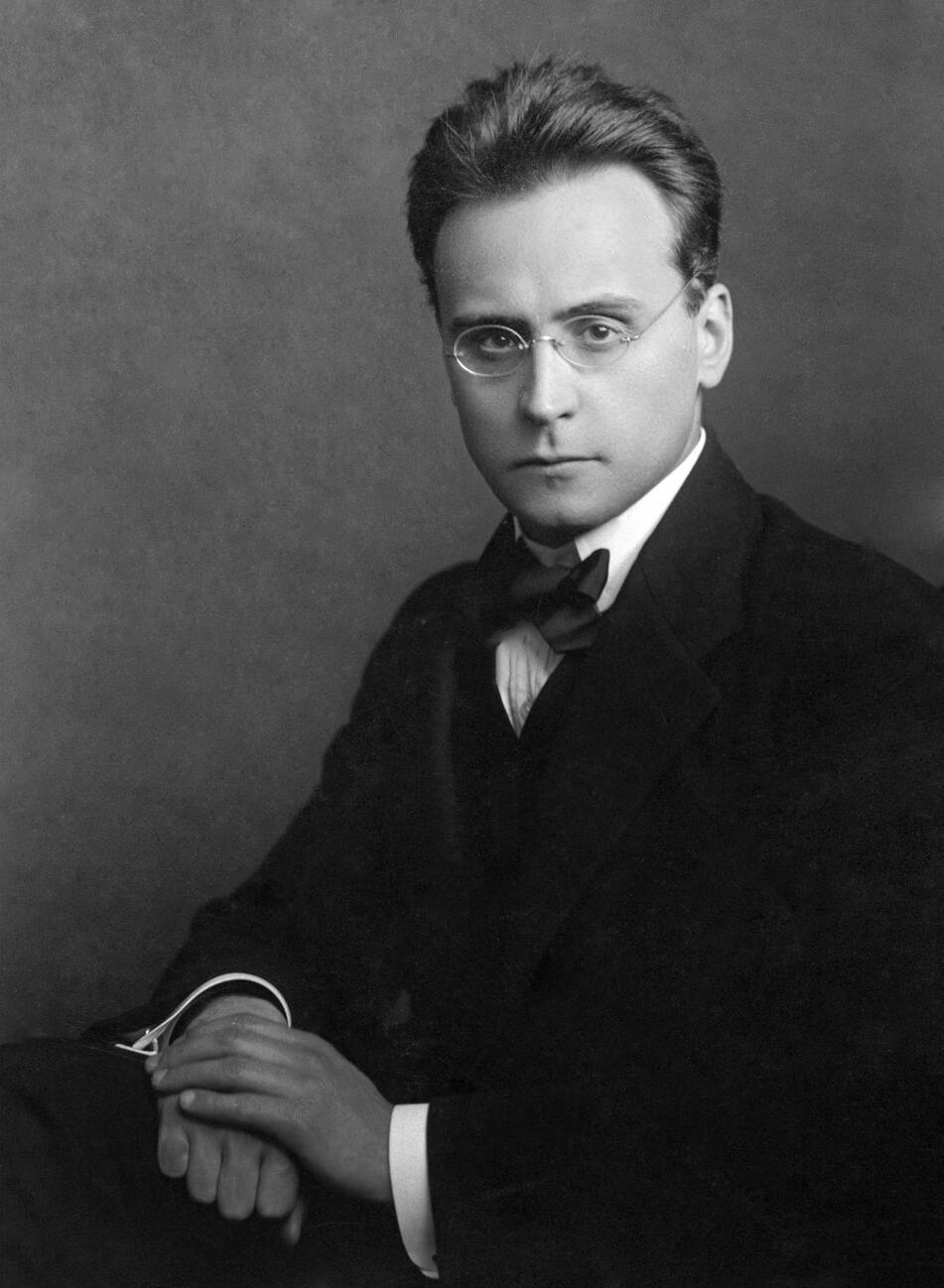
Anton Webern (1883–1945)

- Webern, Emil von (1790–1878), preußischer Generalleutnant und Militärschriftsteller
- Webern, Nikolaus (* 1982), österreichischer Bühnenbildner

#### Weberp
- Weberpals, Dieter (* 1954), deutscher Flötist
- Weberpals, Karl (1899–1939), deutscher Funktionär der Hitlerjugend und SS

#### Webers
- Webers, Detlef (* 1949), deutscher Fußballspieler
- Webersfeld, Eduard Weber von (1812–1847), österreichischer Tanzlehrer, Kapellmeister und Musiker im Orchester von Johann Strauss Sohn
- Webersinke, Amadeus (1920–2005), deutscher Pianist, Organist und Hochschullehrer
- Webersinke, Bernd (1951–2015), deutscher Metallurg
- Weberski, Johann Jakob (1655–1689), deutscher Mediziner
- Weberstedt, Louis (1811–1882), deutscher Landwirt und Politiker
- Weberstedt, Tilo (1845–1917), deutscher Landwirt und Politiker

#### Webert
- Webert, Peter (* 1962), deutscher Offizier, Brigadegeneral des Heeres der Bundeswehr